# Svobodné zednářství

Zednářský znak – úhelník a kružidlo. Písmeno „G“ znamená „geometrie“ nebo „gnosis“ (řecky „poznání“), přisuzovány jsou i mnohé další významy. Používá se také varianta bez písmene „G“.

Svobodné zednářství je uzavřená mezinárodní organizace, která je zasvěcena společnému cíli (morální a intelektuální zdokonalení lidstva) skrze rituály a obřady. Zednářství oficiálně vzniklo v roce 1717 v Anglii spojením několika lóží. V tzv. lóži se setkávají tzv. bratři, kteří tvoří bratrstvo a přijímají nové členy na základě kooptace během iniciačního obřadu. Utajené konání těchto bratrstev mělo mít jako hlavní cíle uskutečňování sociálně spravedlivé, rovnostářské společnosti a konání dobročinnosti. Zednářství je opředené řadou mýtů a je oblíbeným tématem příznivců různých konspiračních teorií. Zednáři mají různé symboly, např. Bibli, úhelník a kružítko, kladivo a zednickou lžíci, krychli, hvězdu, dva sloupy, lebku, také Měsíc, Slunce a vševidoucí oko. Dále zástěru, jako symbol čistoty a nevinnosti, která odkazuje na dřívější fyzickou práci a bílé rukavice. Neodmyslitelnou součásti je zednářská legenda o Šalamounově chrámu a příběh jeho stavby.
Dne 7. února 2019 při otevření výstavy v Kutné Hoře o zednáři Alfonsi Muchovi a 100. výročí založení lóže Národ, řekl velmistr Veliké lóže Miloš Hošek: „Zednářství, to je vlastně taková zvláštní mravouka obalená v symbolech, vyjadřovaná též symboly. Všechno je velmi dobře ukryto, ale otevřeno pro ty, kteří chtějí naslouchat.“
Veřejně se málo prezentují.

## Cíle zednářství
Cíle a hodnoty svobodného zednářství jsou odvozeny z jeho historie, které se vyvinulo ze středověkých hutí kameníků a zedníků. Z důvodu velkého počtu lóži se zednáři zavázali k víře v principu stvořitele, kterého nazývají Velký architekt všehomíra.
Většina zednářských hodnot vychází z doby osvícenství. Lze je shrnout jako pět pilířů svobodného zednářství: Svoboda, Rovnost, Bratrství, Tolerance a Humanita.
1. Svoboda by měla být uskutečňována prostřednictvím svobody od útlaku a vykořisťování, jako základního předpokladu svobody mysli a individuální realizace.
2. Rovnost znamená rovnost mezi lidmi bez třídních rozdílů a rovnost před zákonem.
3. Bratrství je realizováno prostřednictvím bezpečnosti, důvěry, péče, sdílené odpovědnosti a porozumění mezi sebou.
4. Tolerance je žita skrze aktivní naslouchání a porozumění jiným názorům.
5. Humanita zahrnuje součet všech čtyř předchozích pilířů a je symbolizována tzv. „Chrámem lidstva“, na kterém zednáři pracují.

Cílem svobodného zednářství je žít tyto principy v každodenním životě tak, aby se propagovalo lidské dobro na celém světě. V zednářském smyslu znamená humanita vyučování lidské důstojnosti. Zednáři se při své práci sdružují v lóžích, je zde kladen důraz na člověka jako takového. Emanuel Schikaneder, svobodný zednář, stejně jako Wolfgang Amadeus Mozart, vyjádřil tento postoj v libretu Mozartovy opery Kouzelná flétna slovy „Je to princ, ještě více, je lidskou bytostí!“ (německy Er ist Prinz, noch mehr, er ist ein Mensch!)

## Původ

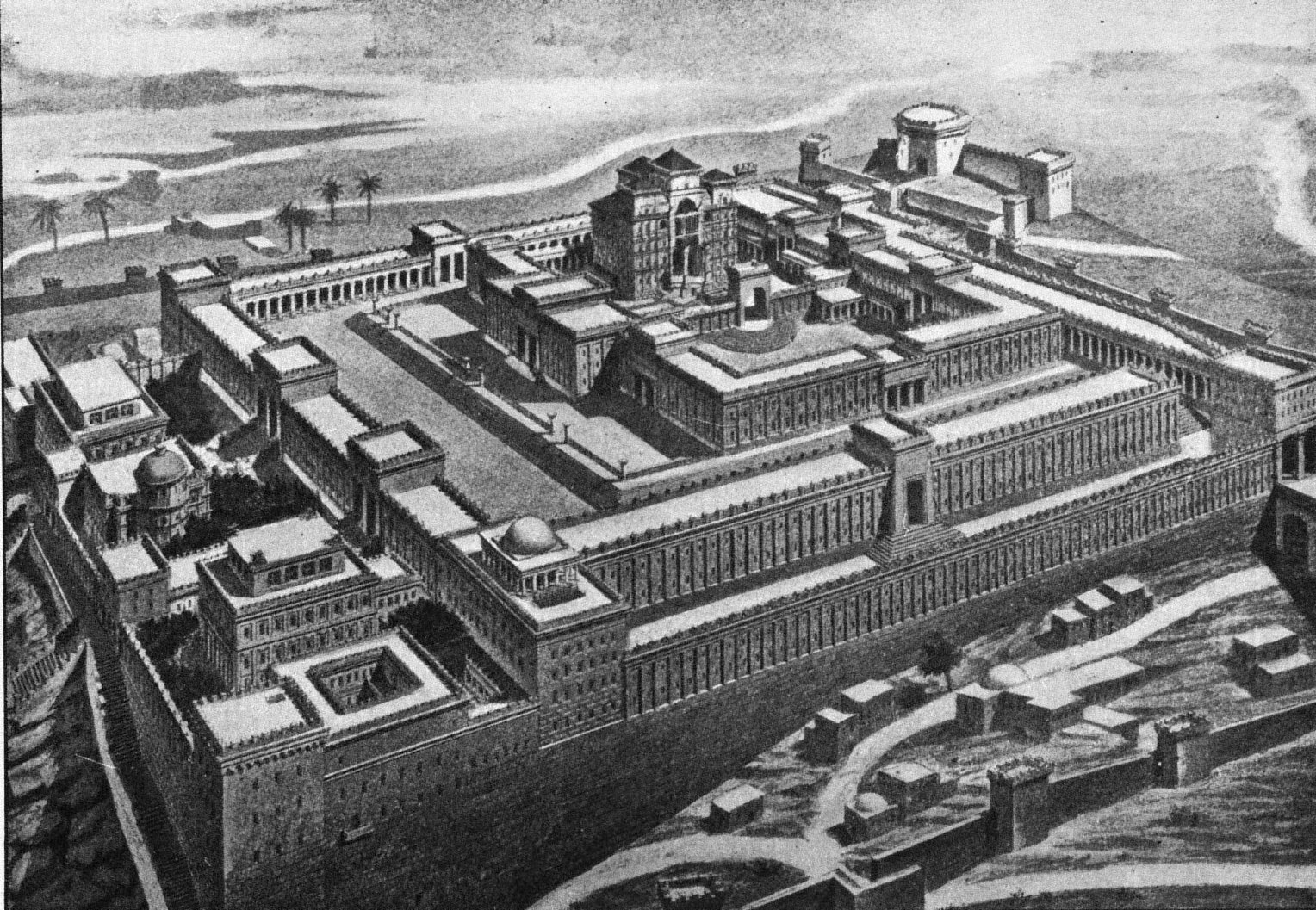
Náčrt představy Šalomounova chrámu

Jednou z teorií je, že původ zednářství byl již v bájné Atlantidě. Odtud se dostalo do Egypta, Persie, Řecka, Říma a později bylo Kelty přeneseno na dvůr krále Artuše. Jiná teorie je, že počátky zednářství lze najít v Bibli, přesněji prvním zednářem měl být Adam.
Původ zednářství bývá nejčastěji odvozován od zedníků, kteří v Egyptě stavěli pyramidy a chrámy, v Řecku chrámy a veřejné budovy, zde se jednalo o bratrstvo (profesní sdružení) tzv. Dionýsových služebníků, a ve Starém Římě stavěli města a ve středověku katedrály. Od 13. století začali stavět nezávisle na církvi, zde vznikl okolo roku 1375 pojem „freemason“, tedy „kameník, který pracuje s „free-mason“ tedy neotesaným kamenem“.
V Římě byl stavitel Marcus Vitruvius Pollio, v době vlády Julia Caesara a Augusta. V té době se stavělo podle intuice, která byla znázorňována symboly. Stavitelství, resp. stavitelské umění, souviselo s přímým poznáním Vesmíru, v proporcích a formách staveb byl zobrazován nebeský prostor, pohyb hvězd, stavba lidského těla, které bylo obrazem kosmu. Při předávání znalostí nešlo o rozumové učení, ale o poznání skrytých sil a rozvoj určitých schopností, které byly spojené s tělesnou disciplínou. Proto zde byl každý učeň přidělen mistrovi, který jej zasvětil a udělal z něj tovaryše. Šlo o tzv. předání „mistrovského umění“, které bylo udržováno v tajnosti. Proto zde byl i pojem zasvěcení v rámci cechu. S rozvojem matematiky, geometrie a fyziky zůstaly jen symboly a rituály.
V 15. století po zasvěcení Christiana Rosenkreuze do učení hermetismu vznikl řád Fraternitas Roseae et Crucis (česky Bratrstvo růže a kříže). Později došlo k propojení zednických bratrstev a tzv. rozekruciánů. Učení Christiana Rosenkreuze se stalo základem svobodného zednářství v podobě tzv. Chrámové legendy. Legenda obrazným způsobem zobrazovala vývoj člověka a lidstva. Šlo o apokryf ze Starého zákona, který parafrázoval biblickou verzi stvoření člověka a stavbu Šalamounova chrámu. Hlavním zaměřením rosekruciánů byla alchymie.

### Odkaz na Chrámovou legendu
Podle zmíněné Chrámové legendy se svobodné zednářství odvozuje od Hirama Abiffa (také psán jako Chíram Abí, Adoniram, Hiram Abif, v angličtině Widow's son), stavitele Šalamounova chrámu. V hebrejské bibli (Starém zákonu) je tato osoba zmíněna v:
- 2. kniha Samuelova 5,11[17]
- 1. kniha Královská 5,15–32[18]
- 1. kniha Královská 7,13–51[19]
- 2. kniha Letopisů 2,1–17[20]

### Odkaz na Řád templářů

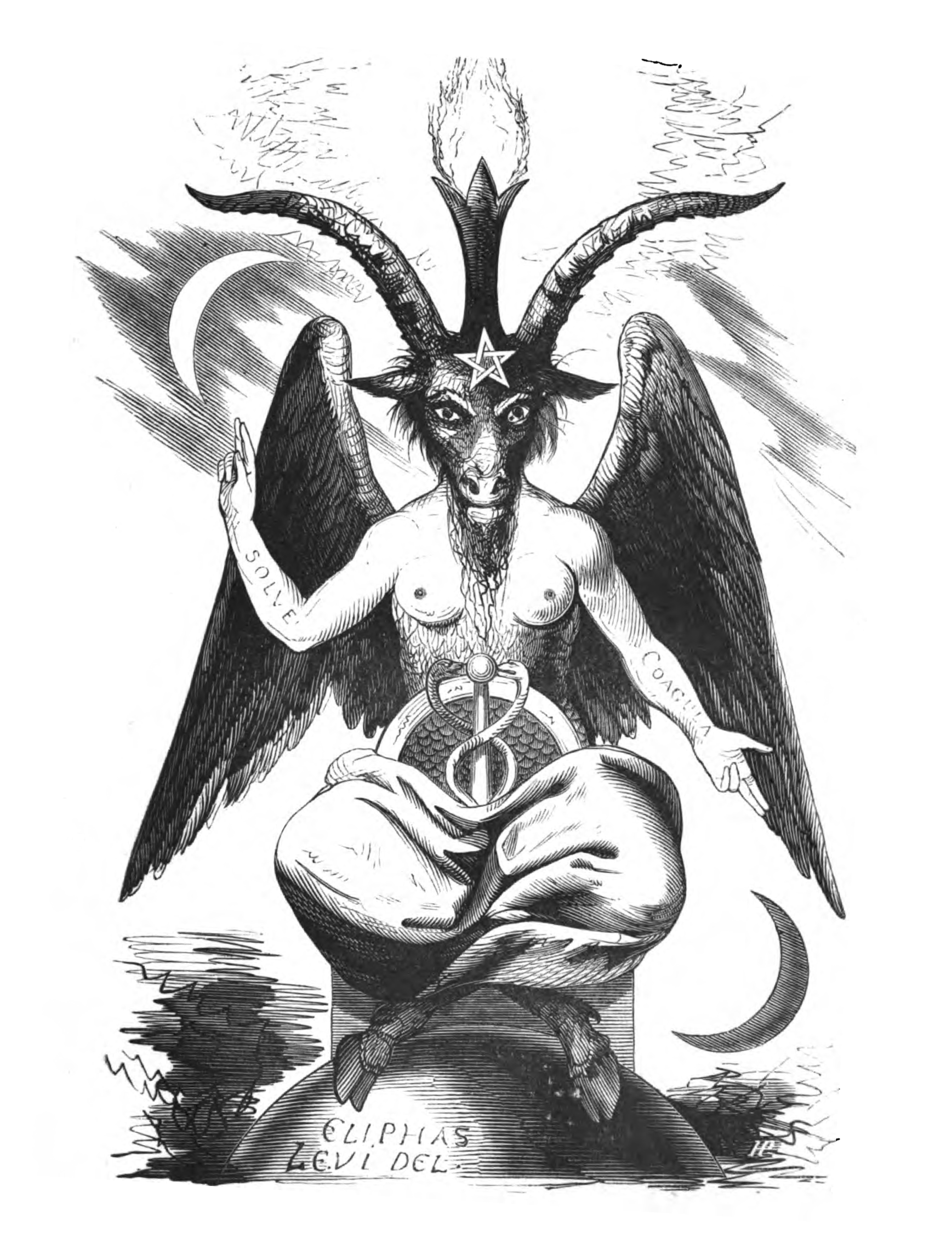
Bafomet, od Éliphas Lévi, z díla Dogma a rituál vysoké magie.

Podle jiné hypotézy měli svobodní zednáři navázat na odkaz Řádu templářů, který byl založen roku 1118. Znám jako Řád templářů. Mimo svého hlavního zaměření, tedy ochrany poutníků, poskytovali finanční půjčky, které se jim staly osudnými. Francouzský král Filip IV. Sličný z rodu Kapetovců se dostal do konfliktu s papežem Bonifácem VIII. Spor byl ukončen, protože papež byl unesen a brzy po tom zemřel. Další papež Benedikt XI. zemřel za záhadných okolností. Následný papež Klement V. byl již podporován Filipem IV. Sličným, který si vyřešil své dluhy k Řádu templářů tak, že je nechal zlikvidovat. Byli označeni, za podpory papeže Klementa V., za kacíře. Byli obviněni, že se oddávají pohanským a perverzním rituálům. Například jim bylo připisováno vyznávání ďábla a tzv. Bafometa.
Templáři věřili v jediného Boha, a také tvrdili, že se křesťanství odvrátilo od původní myšlenky a změnilo se na organizaci, prostřednictvím které Řím ovládá svět. Likvidace řádu začala 13. října 1307 a skončila v roce 1312.
Existuje legenda, která hovoří o tom, že v noci 13. října 1307 jistá část templářů utekla do Skotska, na západní pobřeží Argyll a Bute, kde jim poskytl ochranu Robert Bruce. Důkazem pravdivosti této legendy je vysoký počet templářských náhrobků na hřbitovech v Argyllu.
Někteří templáři uprchli do Španělska, kde se spojili s Řádem rytířů z Montjoie. V Portugalsku se přejmenovali na Kristův řád. Teorii vzniku společnosti zednářů z templářského řádu odmítl v roce 1782 zednářský kongres ve Wilhelmsbadu.

### Vývoj z kamenických cechů

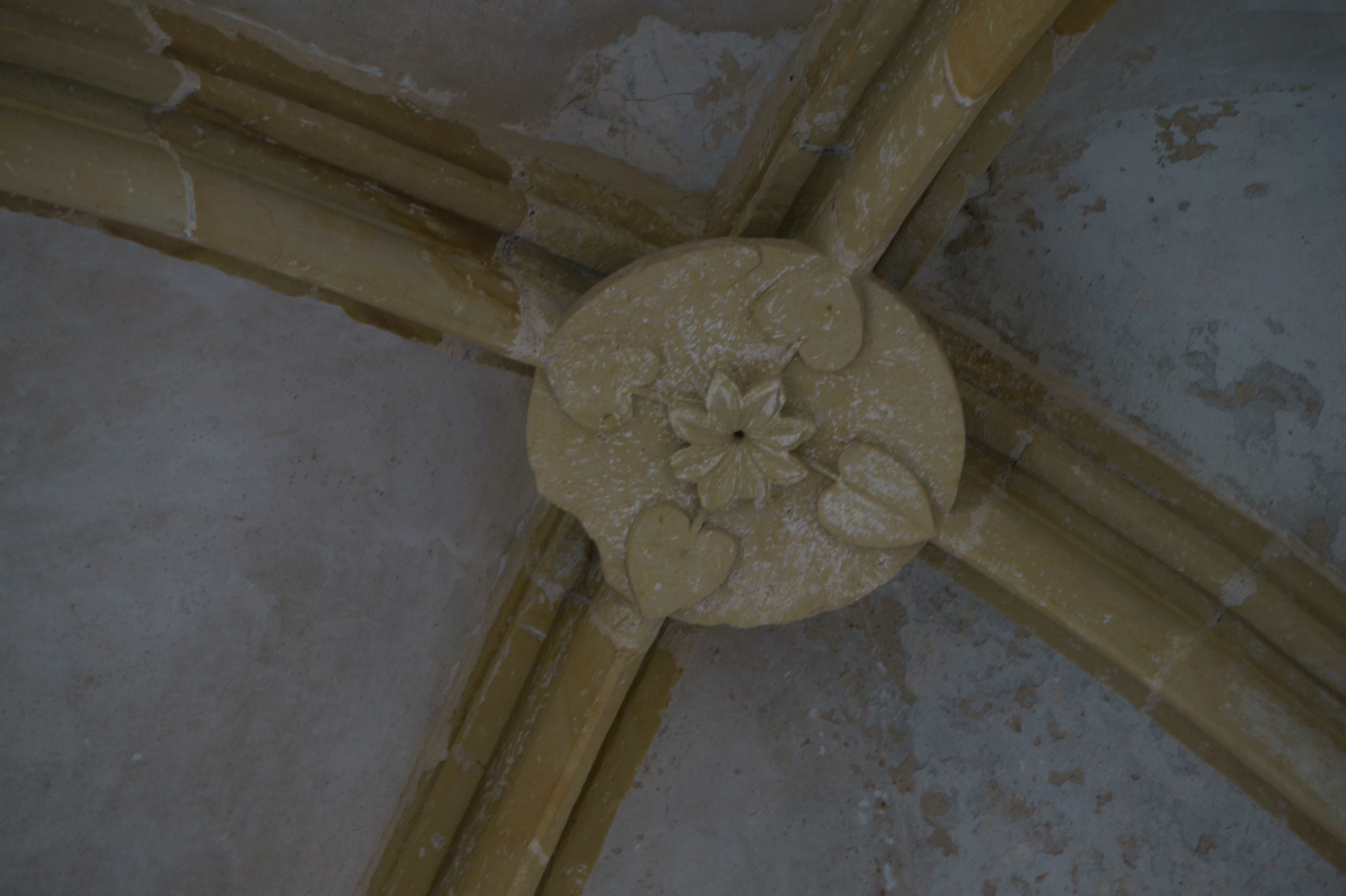
Klenák v kapli na Bezdězu.

Ve 13. století se stavělo z kamene jen pro církev (katedrály, kostely), nebo krále a šlechtu (tvrze, hrady). Vznikl cech stavitelů z kamene, tedy kameníků, kteří byli vyjmuti z jurisdikce vrchnosti. Toto jim poskytl např. Rudolf Habsburský v roce 1275. Kameníci používali při stavbě symboly, kterými označovali své dílo, pro další vyúčtování. Jednotlivé hutě udržovaly své symboly v tajnosti. To z důvodu, aby nezasvěcení lidé nerozuměli jejich významu a nehrozilo prozrazení jejich práce a postupů.
První cechy zedníků, stavitelů a kameníků byly formovány převážně ve 13. a 14. století. V Anglii byli známí jako Mistři kameníci, ve Francii se dělili na Děti otce Soubise, Děti mistra Jacquese, a Děti Šalamounovy. Jejich následovníci jsou pak známí jako Les Compagnos des Devoirsdu Tour de France neboli Compagnonne.

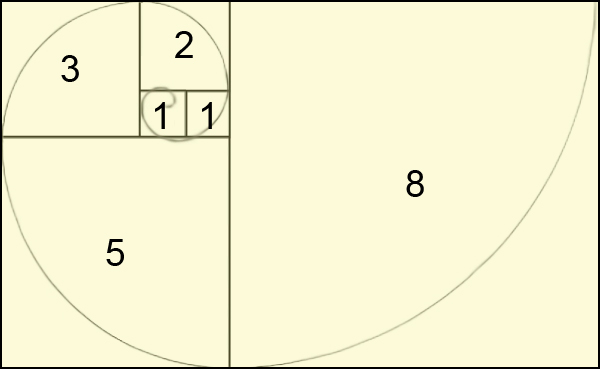
Zlatý řez

Kameníci žili v komunitě, ve svém oboru byli vzdělaní a spojovalo je jejich stavitelské tajemství, které je odlišovalo od zbytku obyvatel. Uměli používat kompas, kružidlo a olovnici a další nástroje. Ovládali geometrii, matematiku, měřili úhly. Znali postup jak přenést dvojrozměrný plán do reálné trojrozměrné stavby a rozuměli zlatému řezu. Znali tajemství vrcholového klenáku. Věřili, že jejich znalosti pocházejí od Boha a znázorňovali ho jako tzv. bytost elegansarchitectusse s dvěma velkými kružidly v rukou. Kamenické znalosti (umění) bylo sdělováno pouze ústně a jen vybraným jedincům, kteří přísahali, že o něm nepromluví. Měli velké množství tajných otázek a odpovědí, kterými mohli poznat, kdo jsou pravý a vyučený kameník. Vzhledem k ústnímu předávání bylo nutné mít dobrou paměť a představivost, jelikož se mnoho věcí se předávalo přes symboly.
Kameníci byli známí svým systémem vnitřních a vnějších zásad a následných trestů, za jejich neplnění. Bylo vyžadováno, aby členové věřili v katolickou církev a odmítali kacířství. Byli povinni plnit úkoly od krále, mít hlubokou úctu k práci a žít morálním životem. Bylo zakázáno cizoložství, pobyt venku po osmé večerní hodině, časté navštěvování hostinců a nevěstinců. Kameníci mohli kvůli projektům a stavbám cestovat po zemi, oproti ostatním poddaným, kteří museli setrvávat ve své domovské vsi, městě. Kameníci se, stejně jako ostatní cechy, účastnili o svátcích hraní mystérií pro obec. Mezi hrami byla i legenda o stavbě Šalamounova chrámu v Jeruzalémě.
Po morové ráně byl nedostatek pracovních sil a kameníci si sami určovali vyšší mzdy. V reakci na to vyšlo nařízení o snížení mzdy, s čímž mnozí kameníci nesouhlasili a začali vstupovat do tajných spolků. Kameníci se obvykle po dokončení stavby odebrali zpět do své domovské země, jednotlivé hutě (lóže) měly nárazově nedostatek členů.

#### Teorie o transformaci zednářů z kamenických cechů
Teorii o transformaci zednářů z kamenických cechů vyvrátil John J. Robinson v knize Zrozeni v krvi. Uvedl, že cechy působily ve středověku vždy na jednom místě, kdežto zednářské společnosti měly fungovat po celé Anglii. Také poukazuje na to, že cechy bývaly nábožensky založené, obzvláště ty, jejichž zřizovatelem byla církev. Na rozdíl od toho svobodné zednářství do svých řad přijímalo také vyznavače jiných náboženství, vč. ateistů.

### Novověk
Skutečné zednářství se objevuje až v novověku a při jeho formování působilo více různých vlivů. Za významný mezník v dějinách zednářství bývá považován rok 1717, kdy byly čtyři londýnské lóže spojeny do první velkolóže v čele s velmistrem. Rozmanitost zednářství nelze vtěsnat do jednoduché definice. Charakter lóží býval aristokraticko-měšťanský až elitářský a kosmopolitní, jeho zaměření sociálně etické, s cílem budování „duchovního chrámu humanity v lidských myslích a srdcích“, sloužící k podpoře a emancipaci neprivilegovaných vrstev. Tento účel od 19. století vzhledem k postupné občanské a sociální proměně společnosti začal pozbývat původní smysl.

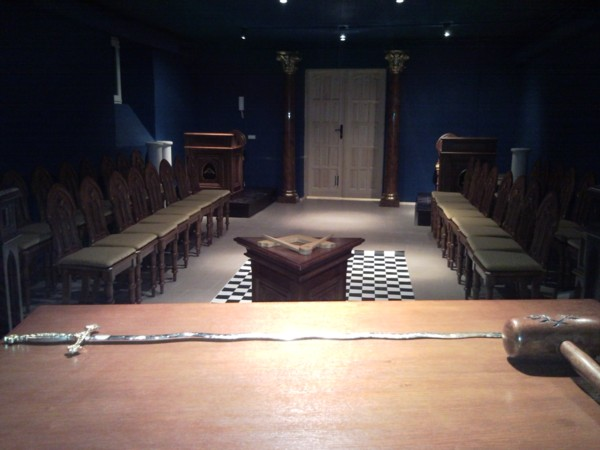
Lóže ve Varšavě.
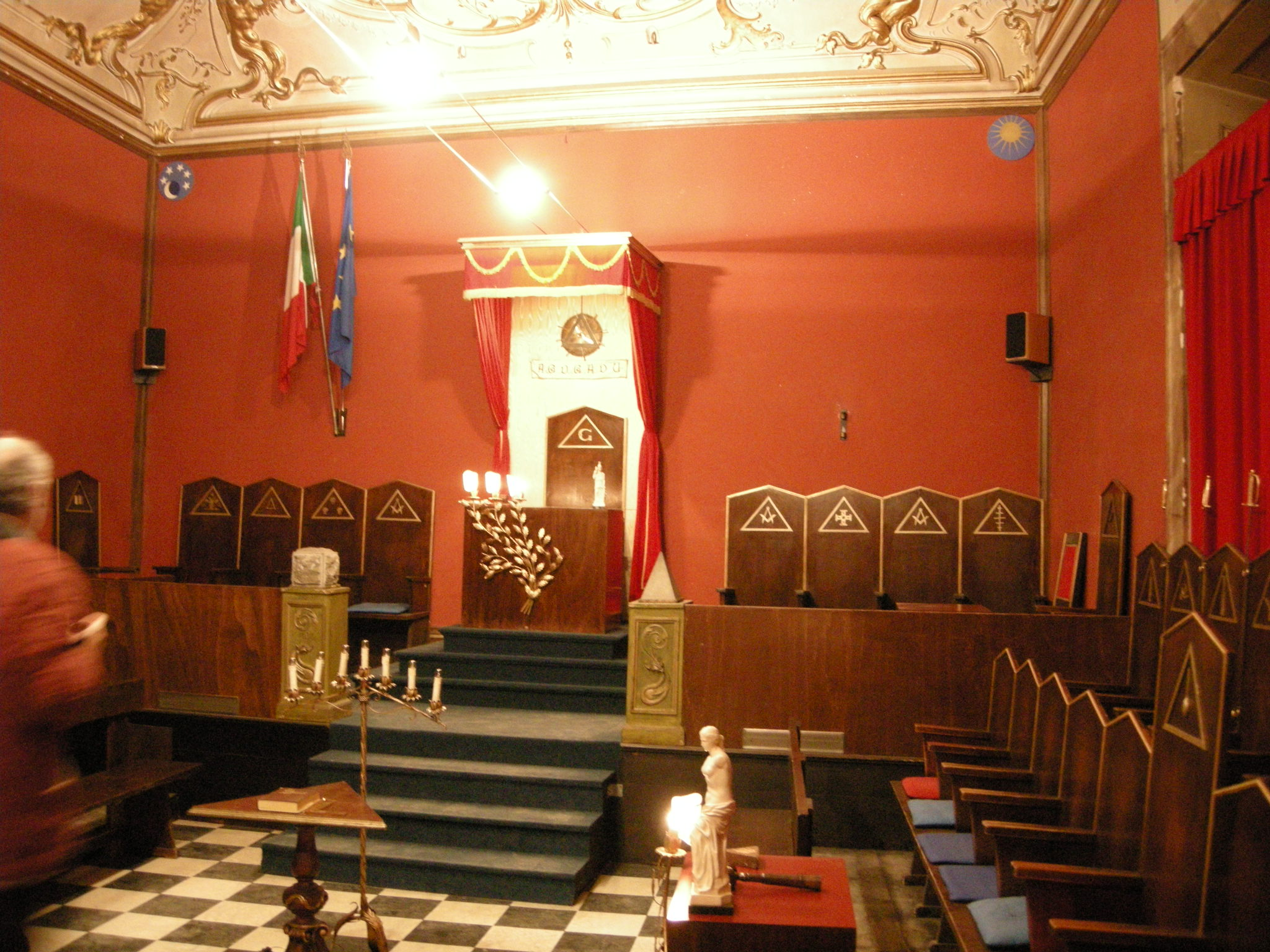
Lóže v Itálii.
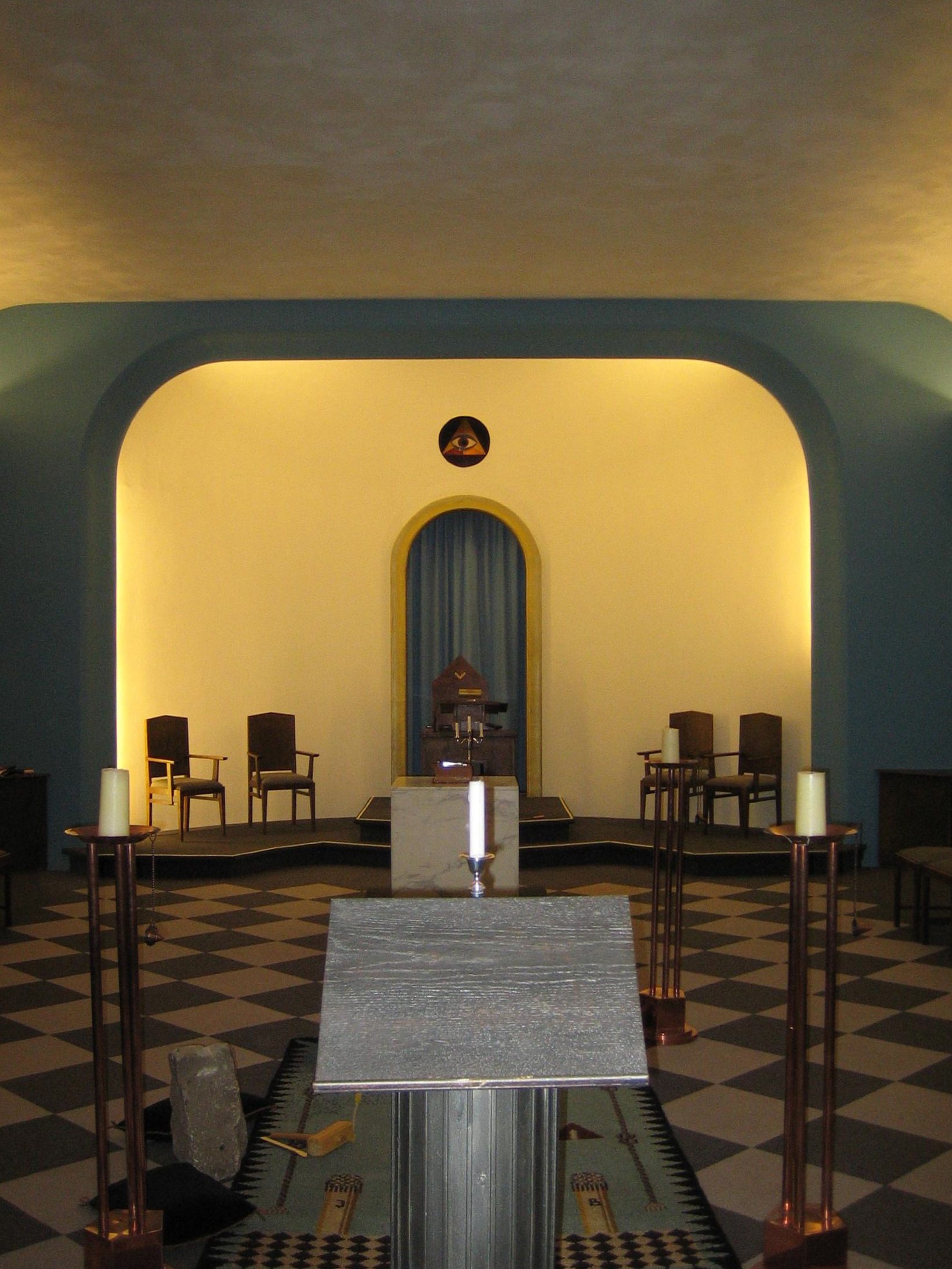
Lóže v Holandsku.
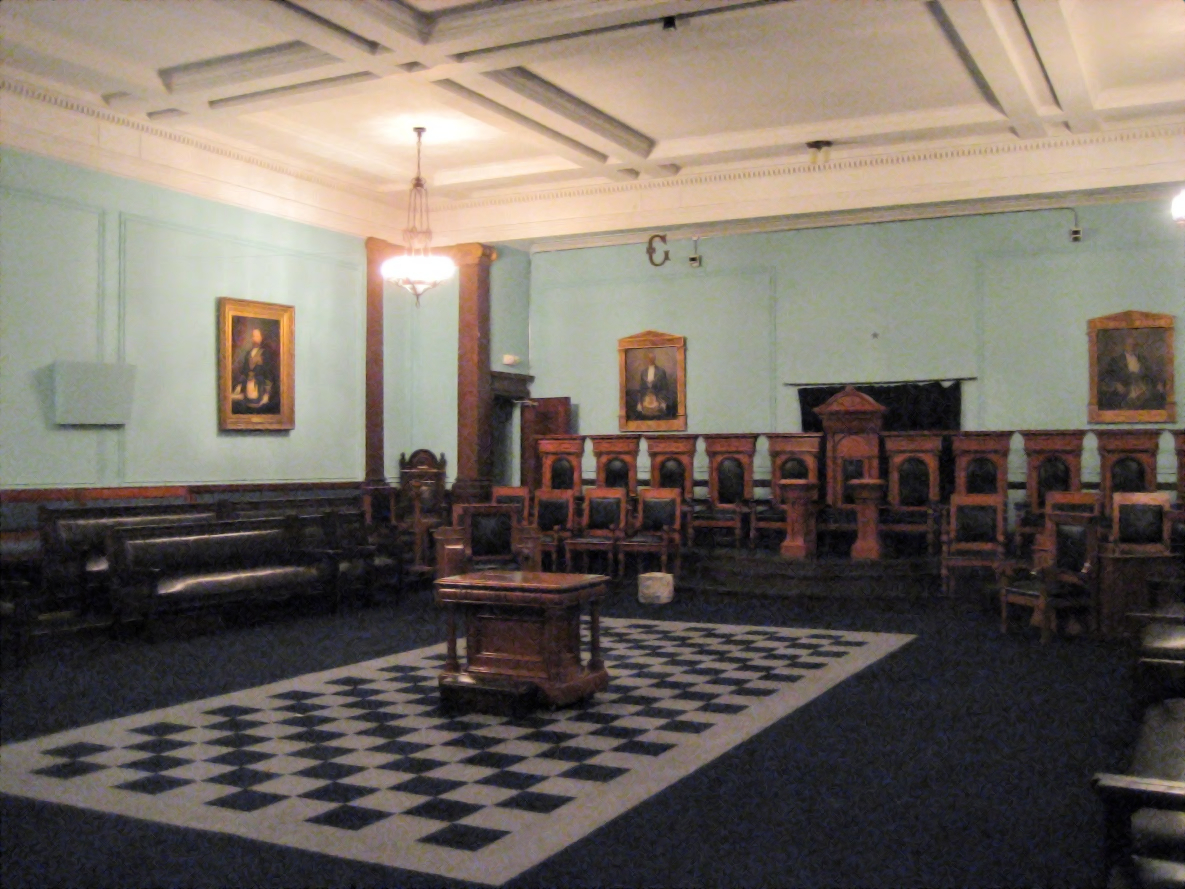
Lóže v Montrealu, Quebec
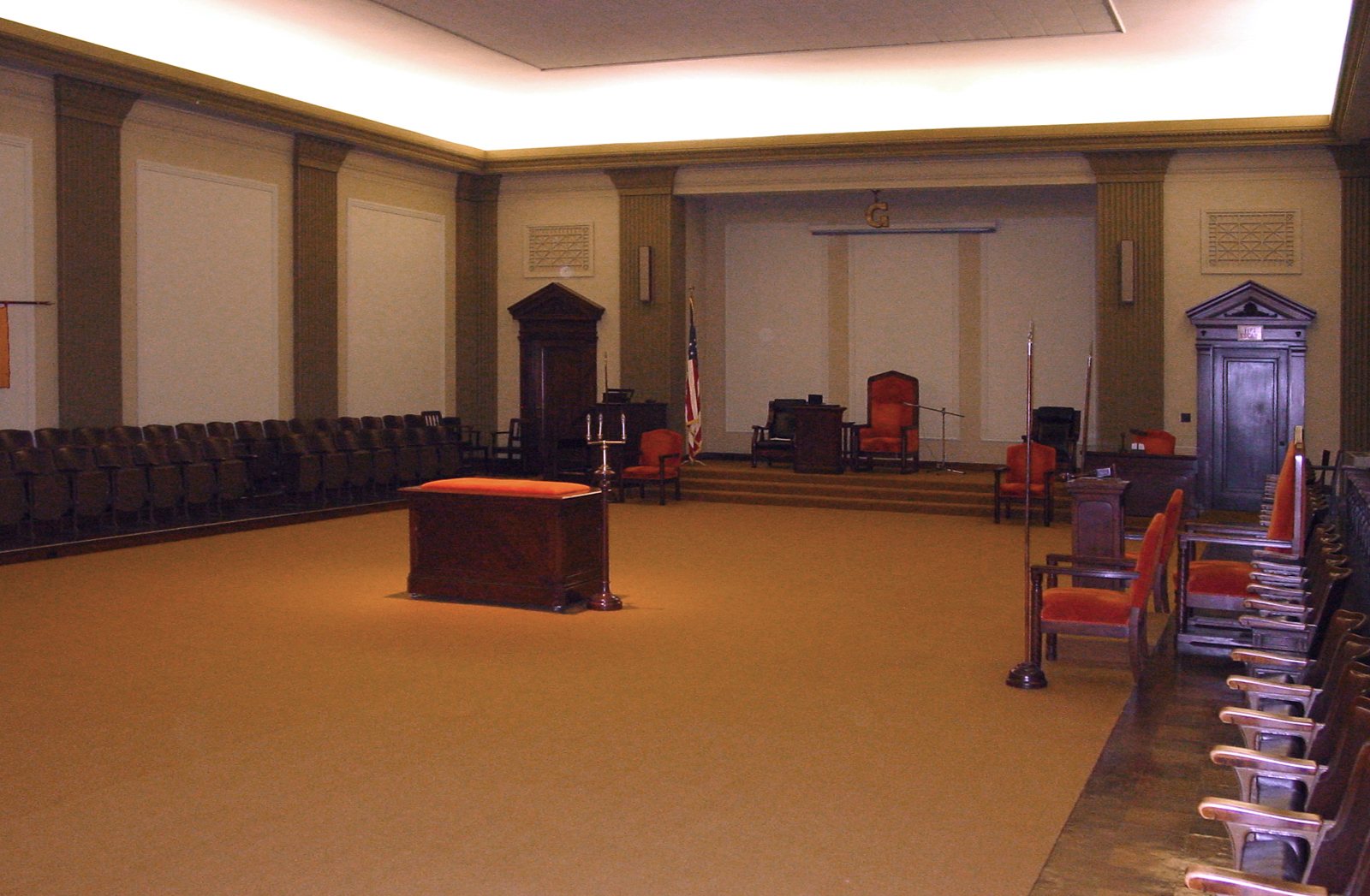
Lóže v USA.
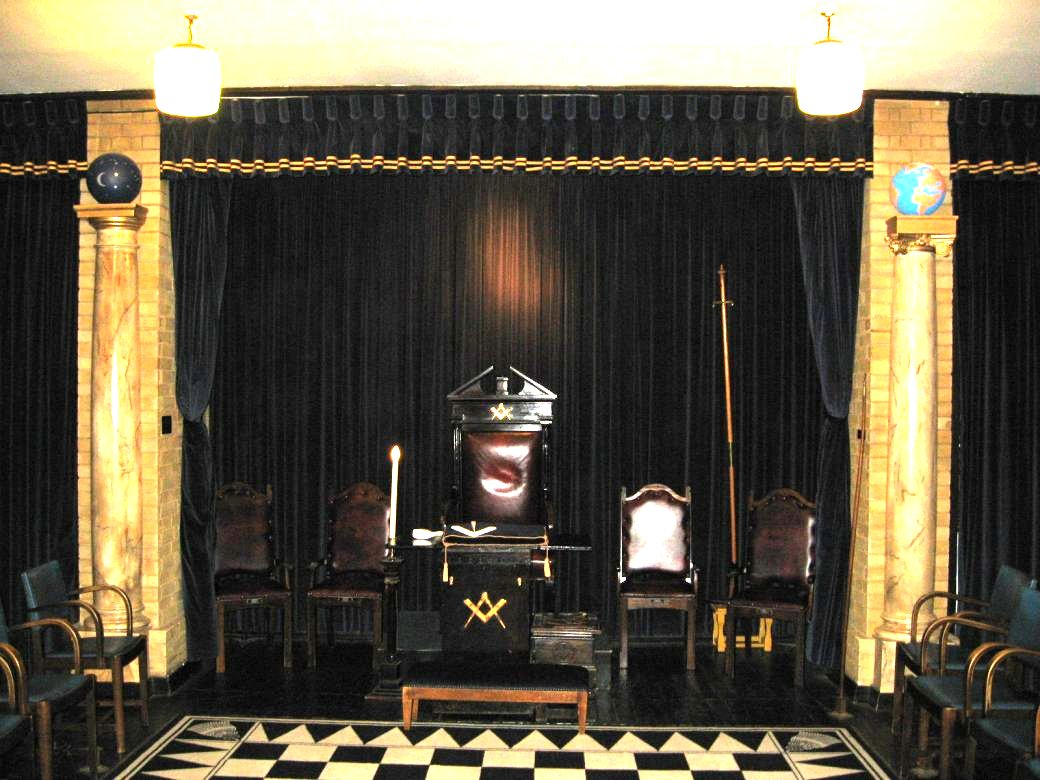
Křeslo velmistra.
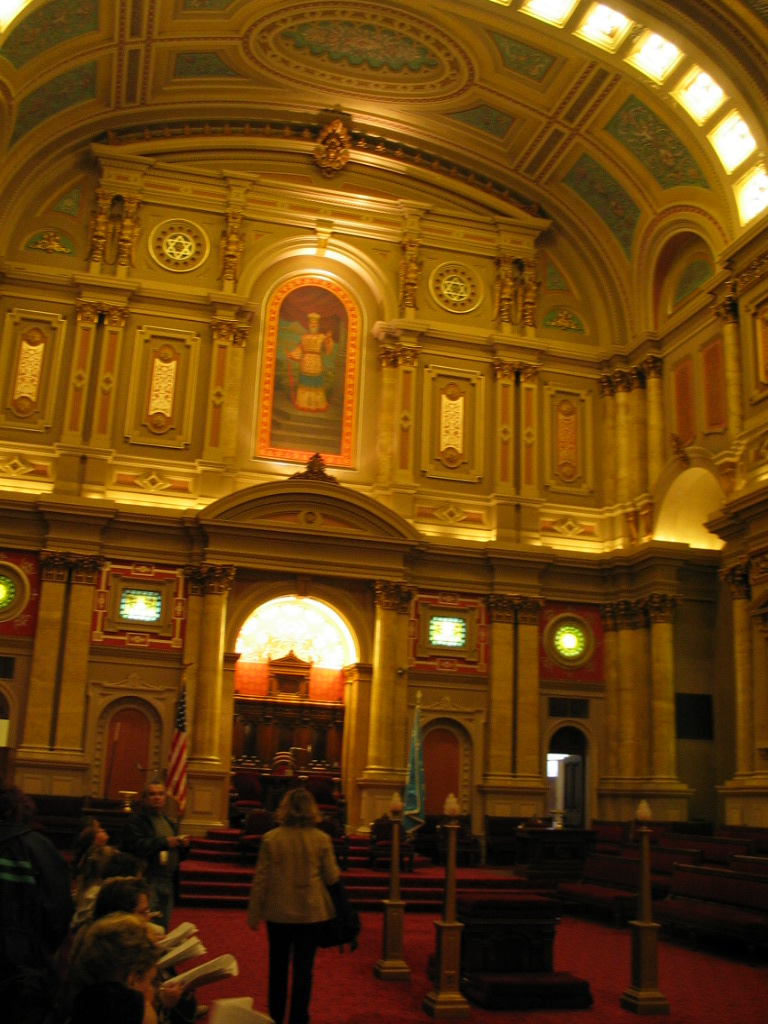
Lóže při veřejném otevření návštěvníkům. Tzv. židovský sál, kde je na obraze král Šalamoun, který nechal postavit Jeruzalémský chrám.

## Historie

### Celosvětově

#### Počátky ve 14. století

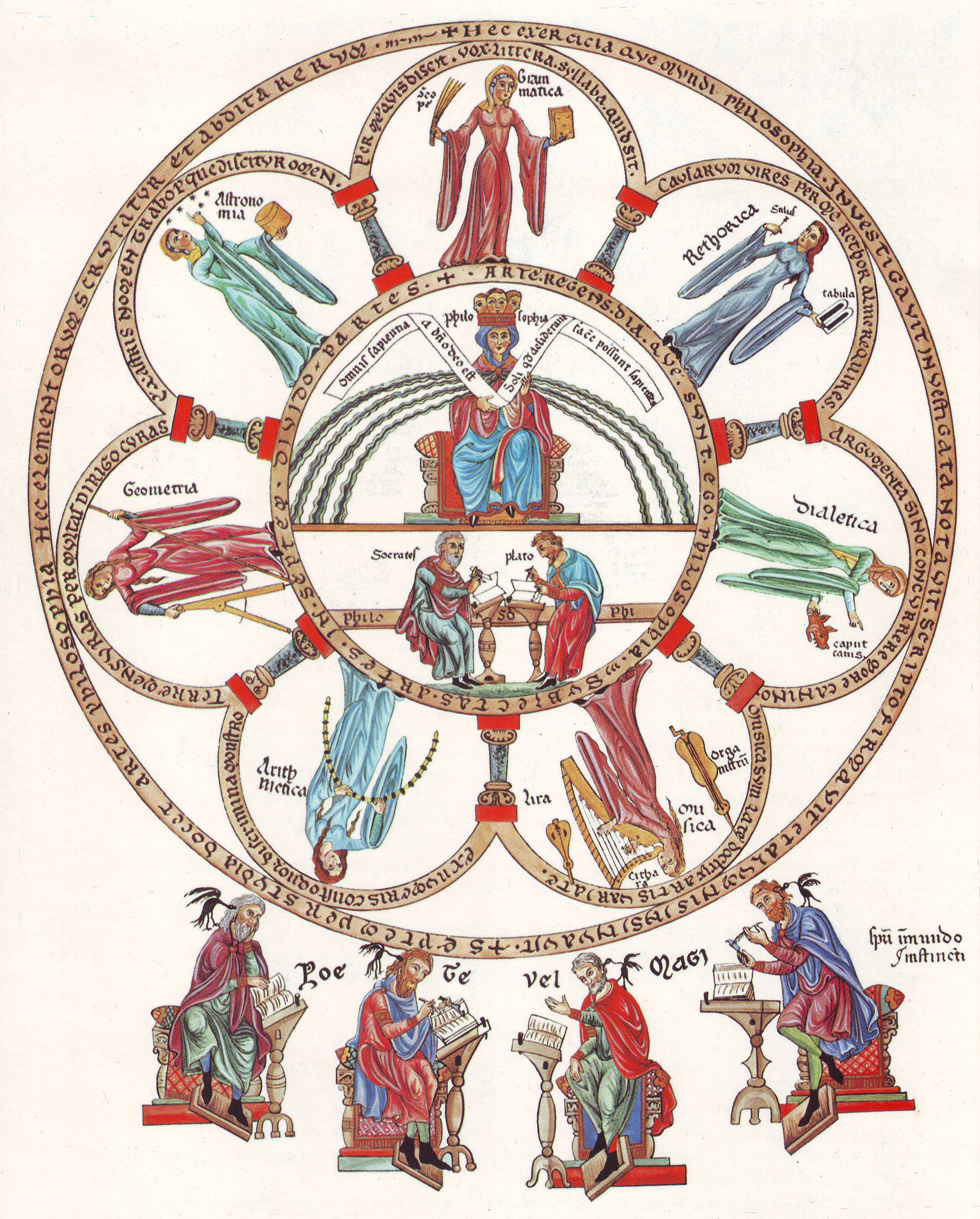
Sedmero svobodných umění

Existenci svobodných zednářů před rokem 1717 potvrzují dochované spisy. Nejstarší texty v Anglii se zmiňují jen o zednících, a ti jsou považováni za podřadné řemeslo. Hlavním z dochovaných dokumentů je tzv. Halliwellova píseň, která údajně pochází pravděpodobně z roku 1390. Nachází se v Buchanově rukopise (1660–1680) a v Dowlandově rukopise (1815) a původní vznik Halliwellovy písně datuje do roku 1650. Tyto spisy jsou si podobné. Nacházejí se v nich důležité myšlenky, ze kterých později čerpá moderní zednářství. Základní je všemohoucnost nebeského Otce, s moudrostí jeho Syna a požehnáním Ducha svatého, tj. dogma o trojjediném Bohu. Další nosnou myšlenkou je nejen mravnost a čestnost, jako hlavní úkoly zednářů, ale je nutnost znát a studovat sedmero svobodných umění, tedy gramatiku, rétoriku, dialektiku, aritmetiku, geometrii, ta byla považována za nejdůležitější, vzhledem k jejich potřebě projektovat a pracovat na náročných stavbách, je jí zednářství ovlivněno např. používání geometrických symbolů, přenesené významy geometrických nástrojů , dále hudbu a astronomii. Píseň pokračuje líčením historie a domnělého původu kameníků jako zednářů. Z Bible lze vyčíst, že žil muž Lámech měl dvě ženy a s nimi čtyři děti. Ty měly údajně položit základ všech věd na zemi, a protože věděli, že přijde potopa, zaznamenali své znalosti na sloupy pro další generace.
Téma a symbolika sloupů se často vyskytovala, např. „V Polychronikonu, starém historickém spisu benediktinského mnicha RamelphaHigdena ze 14. století, který byl masonům patrně velmi dobře znám, vzhledem k těsnému spojení zednářů s benediktinským řádem, se vypráví, že král Zoroaster z Bakrie dal sedm umění a věd vtělit na 14 sloupů, z nichž 7 bylo z kovu a 7 z hlíny.“ Sloupy nalezl Hermareimus (také Hermenes, Hermarynes), známý jako Hermes Trismegistos. Byl považován za otce veškeré moudrosti. Připisují mu jak vynalezení písmových znaků, tak zavedení náboženských obřadů a věd. Píseň pokračuje biblickým tématem stavby Babylonské věže, kde měli údajně kameníci vytvořit svůj spolek a dle krále Nimroda mezi sebou udržovat korektní vztahy a sloužit svému pánu. Zednáři mají zvyk pokládat za prvního zednářského velmistra pouze krále Šalamouna.
Z dalších pramenů, souvisejících se zednáři, byly dochovány dva anglické rukopisy:
- Báseň Regius, která byla sepsána 1390, objevena 1830, uveřejněna 1840 J. O. Halliwellem. Báseň se skládá ze 794 veršů, které jsou napsané ve staroangličtině a autorem byl kněz. Pojednává o založení kamenického cechu v Yorku králem Athelstanem v 10. století. Obsahuje etická přikázání, s nimiž je možné se ve svobodném zednářství setkat.
- Cookeův rukopis z let 1400–1410/1450, který byl otištěn roku 1861. Byl napsán zednářem a zabýval se výhradně teoretickými otázkami.

Mezi další dochované spisy patří německé Štrasburské nebo Řezenské statuty z roku 1459. Z roku 1473 byla zmínka, kdy cech londýnských kameníků, znám jako Společnost svobodných zednářů, získal svůj znak.

#### 16. a 17. století

##### Wiliam Schaw

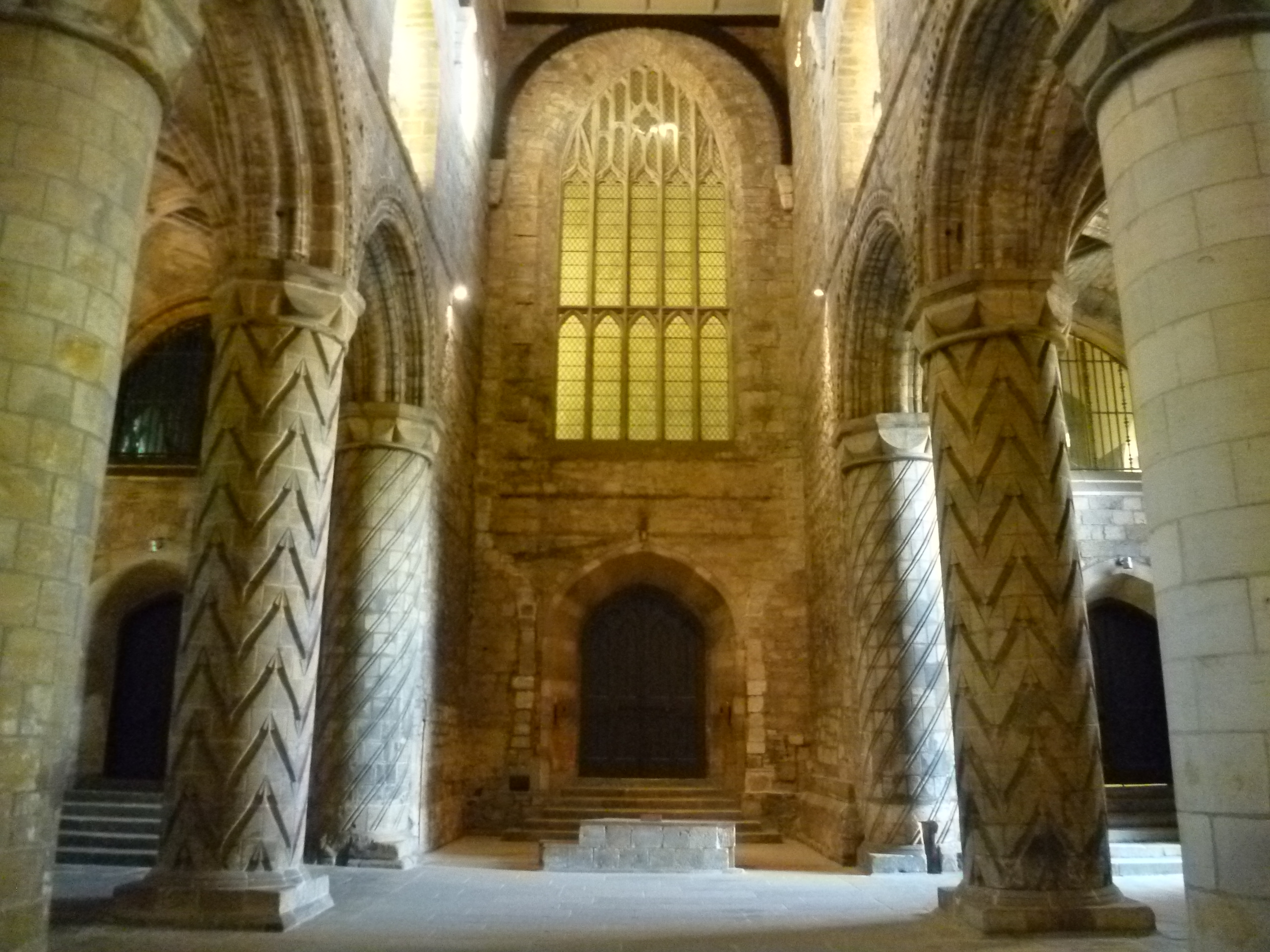
William Schaw byl v roce 1602 pohřben v klášteře Dunfermline

V 16. století se o zednářství píše v tzv. Schawových stanovách. William Schaw (okolo 1550–1602) byl označován jako otec zednářů. Dne 21. prosince 1583 byl králem Jakubem VI. Skotským jmenován do funkce Master of Work to the Crown of Scotland (česky Mistr prací Skotské koruny). Získal dohled nad postupy stavebních prací, opravami a výstavbou šlechtických objektů. Pravidelně se setkával s kameníky, kteří na stavbách pracovali a sepsal pro ně závazné povinnosti. O zednářství Williama Schawa nebyly dochovány doklady. Historici předpokládají, že byl zednářem a současně římským katolíkem.
- První stanovy (1598) se zabývaly vztahem a pozicí učedníka a mistra. Mezi další pravidla patřilo např. to, že nikdo nemohl být přijat do lóže, pokud u toho nebylo přítomno alespoň šest mistrů a dva již přijatí učni. Byla v nich stanovena pokuta za nepřítomnost při jednáních lóže. Objevují se zde již i pravidla o bratrství a vzájemném chování mezi kameníky a jejich duchovním rozvoji.
- Druhé stanovy (1599) obsahovaly čtrnáct samostatných ustanovení. Některé z nich byly určené přímo mateřské lóži v Killwinningu. V tomto spisu se zabýval volbou správce lóže, kdy výsledek musel být oznámen generálnímu správci. Mezi další instrukce patřilo, že nabádal členy bratrstva, aby trénovali svou paměť. V té době většina tehdejšího obyvatelstva neuměla číst ani psát a museli si postupy a zásady prací předávat ústně. Další pravidla vycházela z pravidel cechů. Nesměli spolupracovat s nekvalifikovanými kameníky. Byl vytvořen seznam pokut za podřadnou nebo neodborně provedenou práci.[36] Stanovy byly vydány v knize Minute Book, kterou vydala Edinburská lóže v St. Mary's Chapel.[pozn. 8][37]
- Sinclairovské stanovy, někdy také Stanovy St. Clair. Jedná se o dva dokumenty stanov, které vznikly v letech 1600–1601 týkaly se prací na šlechtických sídlech ve městech Dunfermline (Dunfermline Palace), St Andrews, Edinburghu (Holyrood Palace), Aitchison Haven a Haddingtonu. Stanovy vyhotovil a podepsal sám Schaw, ve funkci Mistra prací, nikoli však ve funkci generálního správce. Než zemřel, zapojil do kamenického řemesla rodinu Sinclairů (také jako St Clair) z Rosslinu. Tyto dokumenty byly známy také jako První Sinclairovské stanovy, a potvrzují roli baronů z Roslinu (také jako Rosslyn) jako patronů a ochránců řemesla. Po jeho smrti v roce 1602 vznikl spor mezi dědici Schawa a rodem Sinclairů, kteří byli de facto ustanoveni Schawovými nástupci v lóži (huti), a kteří pokračovali v jeho práci.[38]

##### Anglie
Nejstarší zápis o zasvěcení do bratrstva pochází z 8. června roku 1600, kdy byl mezi členy edinburské lóže Mary's Chapel přijat John Boswell 3 lord z Auchinlecku (asi 1532–1609). Další dochovaný záznam o zasvěcení v Anglii pochází z roku 1641, kdy se sir Robert Moray (10. březen 1609 – 4. červenec 1673) stal členem zednářské lóže, která fungovala pod skotským regimentem v Newcastle upon Tyne. Prvním zasvěceným Američanem, byl massachusettský guvernér jménem Johnatan Belcher (přijat v roce 1704). První Australan se jmenoval Anthony Kemp a byl zaměstnán v armádním sboru Nového Jižního Walesu (zasvěcen 1802).

##### Transformace: Názorové proudy a trendy

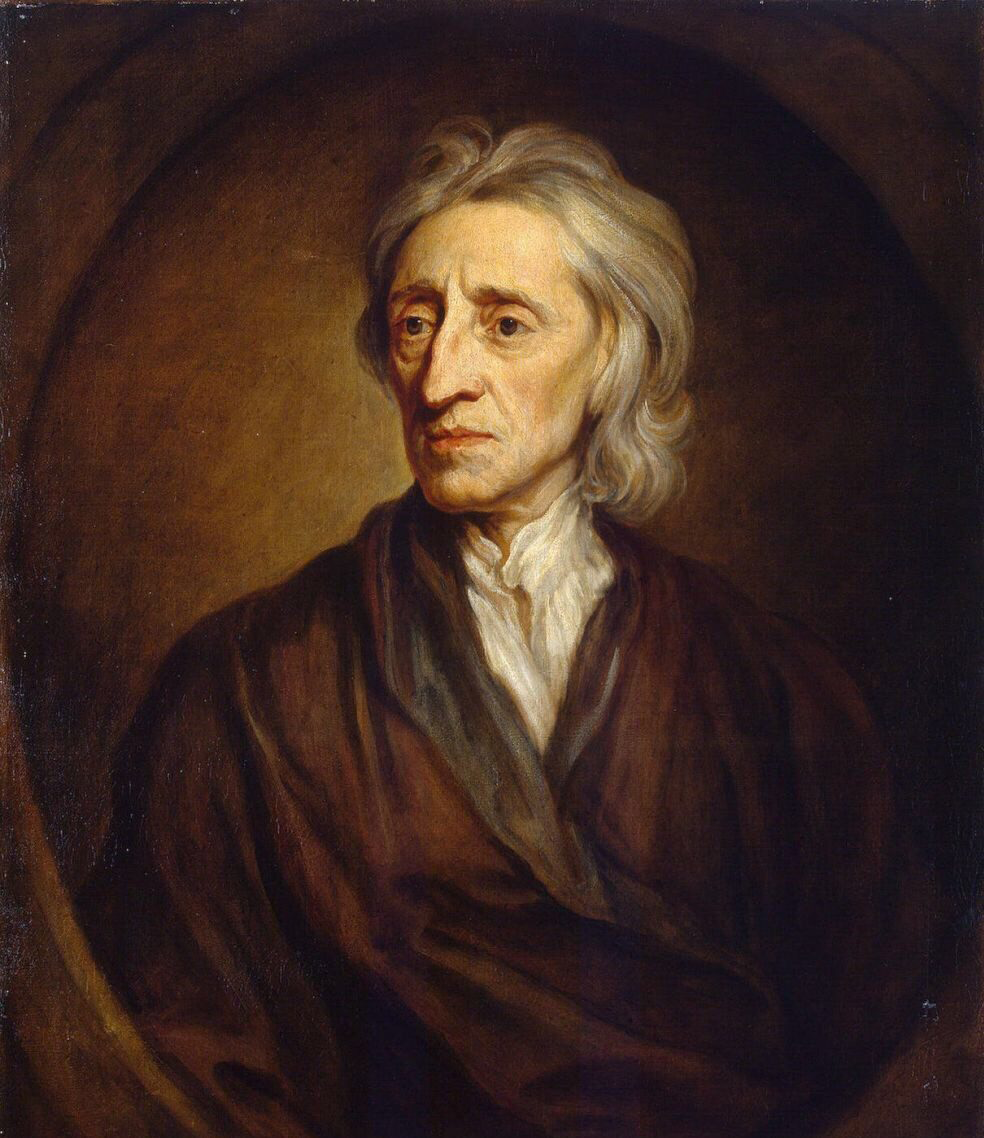
Portrét Johna Lockeho, od Sira Godfreye Knellera. Ve sbírkách Sira Roberta Walpole, Houghton Hall, 1779.

V 17. století byla transformace ovlivněna počínající změnou společnosti a významnými historickými událostmi, jako například se Slavnou revolucí v roce 1688, či vznikem různých mystických spolků založených na např. rosenkruciánství a kabale, ideály Komenského Pansofie. Vývoj nových filozofických názorů, např. deismu. Katolická církev byla pod tlakem osvícenců, kteří hlásali ideu náboženské snášenlivosti.
Téma tolerance rozebírá John Locke ve spise A Letter Concerning Toleration (česky Dopis o toleranci, 1689). Jeho názory přijali i zednáři.
Byla uzavřena Invisible College. Učenci, myslitelé, filosofové začali využívat uzavřenosti zednářských lóží, kde dále pracovali. Invisible College, vědecká a filozofická společnost, mezi zakladatelé patřili např. Isaac Newton, Christopher Wren, Francis Bacon, Robert Boyle, Robert Moray). Později dala za vznik Královské společnosti, kde valná část členů byli zednáři.
V druhé polovině 17. století, podle Glückselinga, měli kameníci přijít do vyhořelého Londýna (po 1666), aby pod vedením Christophera Wrena, vystavěli a obnovili město. Zde mělo dojít ke spojení kameníků a londýnských lóží. Po dokončení prací většina kameníků odešla zpět do svých hutí, londýnské lóže se potýkaly s odlivem členů i kapitálu.
Přední osobností pro zednářství 17. století byl Elias Ashmole, spisovatel, astrolog, filozof, rosenkrucián, historik, člen kolegia Invisible College. Mezi zednáře byl přijat a zasvěcen 16. října roku 1646, ve Warringtonu. K tomu došlo během pobytu ve vězení, kam se dostal za podporu Karla I. v občanské válce. Po návratu Stuartovců na trůn, byl za svou pomoc odměněn funkcemi u dvora. Bývá považován za prvního svobodného zednáře. Před smrtí odkázal své sbírky a knihovnu Oxfordské univerzitě. Podle něj je pojmenováno Ashmoleovo muzeum. Ve svých spisech se zmiňuje o setkání zednářské lóže v roce 1682.
Mezi další zednáře té doby patřil sir Robert Moray, Inigo Jones a Christopher Wren, který byl přijat k zednářům v roce 1691.
O zednářství v 17. století vyšlo několik spisů, jako například Staré povinnosti tzv. Harleyanský rukopis z roku 1665, archiváře Randle Holma. Staffordshirský přírodopis z roku 1686 doktora Roberta Plota, který vstup k zednářům doporučoval.

#### 18. století

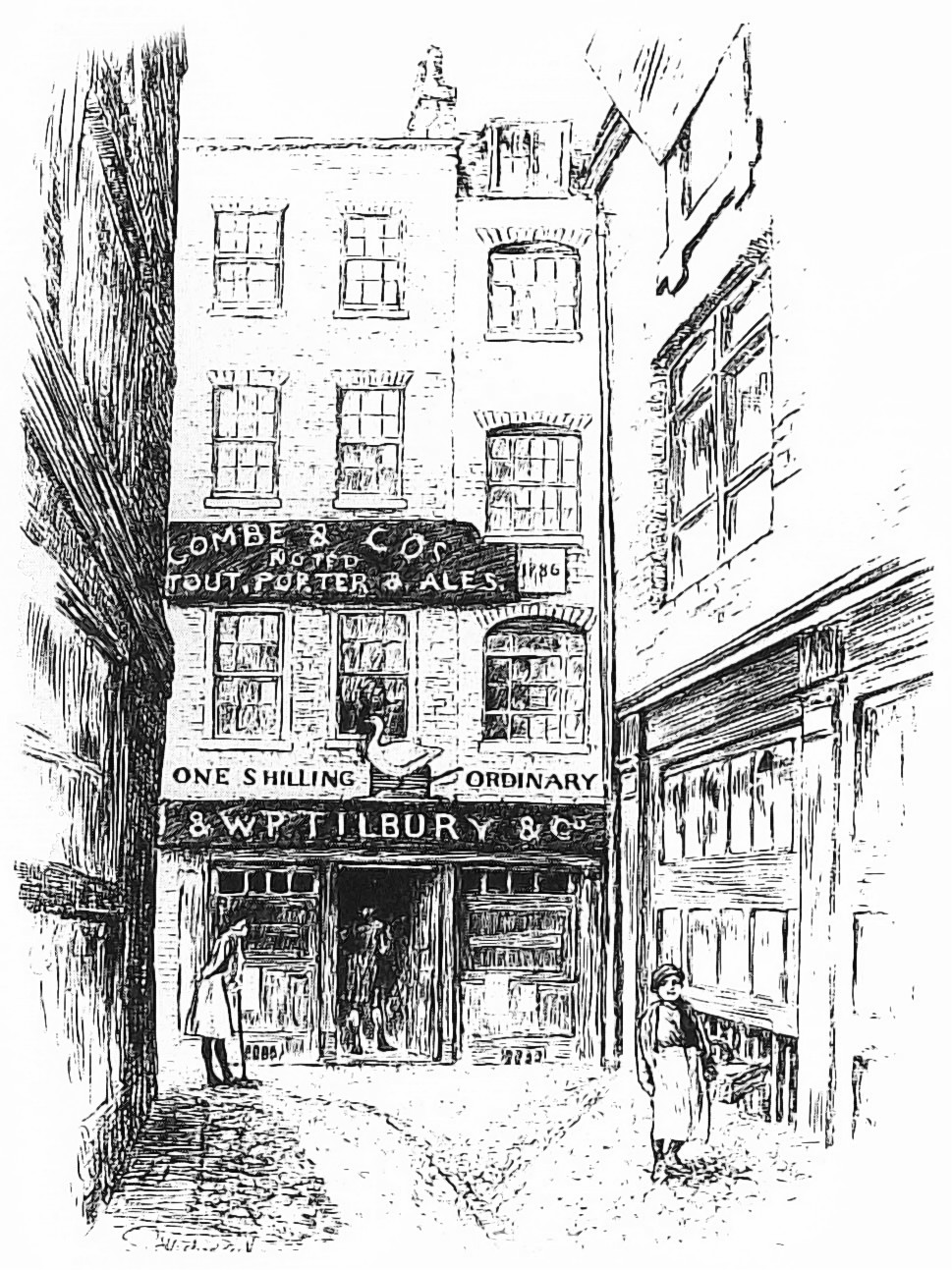
Hospoda Goose & Gridiron u katedrály svatého Pavla, kde byla v roce 1717 založena Velká lože.

První nezávislé lóže byly založeny na konci 17. století ve Skotsku a Anglii. První lóže existovaly v Anglii před rokem 1717. Šlo o lóže: U Husy a rožně (anglicky Goose and Gridiron Ale-house), poblíž katedrály Sv. Pavla, U koruny (anglicky Crown Ale-house), na rohu Parker a DruryLane, U jabloně (anglicky Apple-Tree Tavern), v ulici Charles Street v Covent Garden, U poháru a hroznu (anglicky Rummer and Grapes Tavern), v ulici ChancelRow ve Westminsteru. Názvy lóži jsou podle hostinců, kde se bratři scházeli. V témže roce, 24. června 1717, byly z iniciativy Johna Theophiluse Desagulierse a Jamese Andersona (oba byli pastoři) lóže sjednoceny pod Velkou lóži. Den 24. června je považován za největší zednářský svátek.
O prvním velmistrovi, Anthonymu Sayerovi, je známo málo. Další velmistr byl George Payne, který byl vysoce postavený daňový úředník. Payne byl dvakrát velmistrem, v letech 1718–1719 a 1720–1721. V mezidobí byl velmistrem John Theophilus Desaguliers, vědec, pastor a žák Isaaca Newtona. Následně byl každý velmistr členem šlechty. V roce 1725, mimo lóži v Londýně vznikají další lóže v Bathu, Bristolu, Norwichi, Chichesteru, Chesteru, Readingu, Gosportu, Carmarthenu, Salfordu a Warwicku.
Skotský spisovatel James Anderson sepsal první zednářskou ústavu; která se objevila v tisku 17. ledna 1723. V této ústavě je řečeno, že zednářství je: „Systém mravnosti, zahalený do alegorií a osvětlený symboly.“
Svobodné zednářství shromáždilo zástupce bohaté buržoazie a aristokracie, kteří prohlásili morální zlepšení člověka a bratrství lidí, bez ohledu na jejich původ, sociální status, náboženství nebo národnost. První zednáři byli úředníci a duchovní, pak to byli králové a filozofové, včetně například Montesquieua, tvůrce klasického dělení moci. Mezi první členy lóže byl např. Elias Ashmole a Christopher Wren, stavitel katedrály svatého Pavla v Londýně. Zednářství bylo také pronásledováno inkvizicí např. v Portugalsku.

V té době existovaly lóže, které byly vzájemně v opozici, upřednostňovaly Oranžský řád a podporovali Stuartovce.

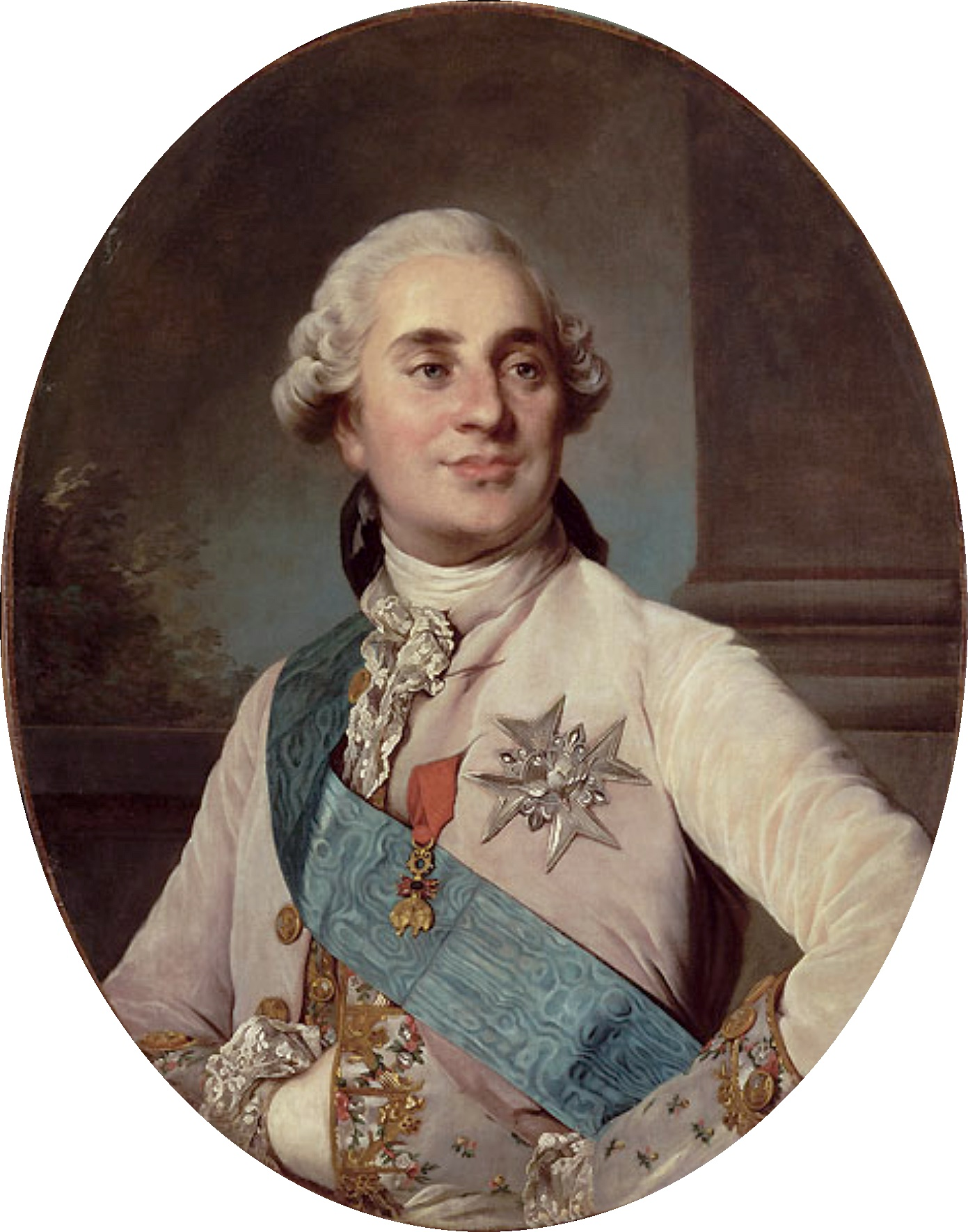
Ludvík XVI.

Aby bylo možné založit novou lóži, bylo od zakladatelů požadováno, aby dříve byli členy některé ze sedmi „dokonalých a spravedlivých lóží“. Novou lóži mohlo založit nejméně sedm svobodných zednářů. Během několika let od vytvoření Velké londýnské lóže v roce 1717 si zednářské ideje získaly příznivce. Ve Francii byla v roce 1721 založena první lóže Amitié et fraternité („Přátelství a bratrství“). V roce 1728 byla pod patronací Velké londýnské lóže založena lóže v Madridu a o rok později v Gibraltaru. V roce 1729 byla zřízena lóže ve Varšavě, Florencii a Bengálsku.
První lóže v Americe byly v Pensylvánii. Výběrčí poplatků v přístavech v Pensylvánii John Moore († prosinec 1732) napsal o práci lóží již v roce 1715, tedy dva roky před zformování Velké londýnské londýnské lóže. V roce 1731 byl touto lóží jmenován velmistr pro Severní Ameriku, se sídlem v Pensylvánii.
Nové Anglii a v roce 1739 se stal velmistrem provincie pro Nové Skotsko ; Philips založil první zednářskou chalupu v Kanadě v Annapolis Royal v Novém Skotsku .
Jiné lóže, které působily v Pensylvánii, získaly povolení od pozdější Antient Grand Lodge of England, Grand Lodge of Scotland a Grand Lodge of Ireland, které byly z větší části jako vojenské zednářské lóže. Mnoho lóží vzniklo bez souhlasu jakéhokoliv velké lóže. Teprve, až když jim hrozil existenční krach, požádali o souhlas k práci.
V roce 1733 byla zřízena lóže v Bostonu a Grand Lodge v Massachusetts. O rok později se 28letý Benjamin Franklin stal velmistrem lóže v Pensylvánii.
Po americké revoluci vznikly v každém státě nezávislé americké velké lóže. Byla přijata myšlenka vytvořit něco na způsob Grand Lodge of the United States, kde velmistrem měl být Georg Washington, člen lóže ve Virginii. Ostatní velké lóže nechtěly omezit svou vlastní autoritu, a tento nápad se nerealizoval.
Koncem 30. letech byly lóže v mnoha italských přístavních městech, jako je Neapol, Livorno, Benátky a Janov. Od roku 1735 zde byla lóže v Římě a od roku 1736 v Ženevě. Na konci 30. let byly lóže v Levantě, v Konstantinopoli, Smyrně a Aleppu. V roce 1751 byla pod vedením Laurence Dermotta vytvořena další Grand Lodge, která neuznával Andersonovu ústavu. Dermott vyvinul samostatnou ústavu. V roce 1773 byla vytvořena lóže Velkého Orientu Francie, která shromažďovala všechny francouzské lóže, které byly do té doby rozděleny. V 1776 bylo ve Francii 193 lóží, včetně 34 v Paříži, z toho 23 bylo vojenských. V roce 1778 pak již 218. V roce 1789 ve Francii a jejích koloniích působilo nejméně 700 zednářských lóží. Ústava vytvořená francouzskou revolucí měla podporu u více než 300 zednářů, zatímco Jean Ousset počítal jen s 477. Francouzský král, Ludvík XVI., člen Trois-Frères à l'Orient de la Courgege, byl během smíření s Pařížany, tři dny po dobytí Bastily, uvítán v Paříži slavnostním zednářským voûte d'acier, tedy zkřížení mečů nad hlavou.
V osmnáctém století byli známými zednáři také: hrabě de Saint-Germain, Giacomo Casanova a hrabě Cagliostro.
Zednářské činy měly vliv např. na Ústavu Spojených států, na francouzskou deklaraci o lidských a občanských právech, na polskou ústavu ze dne 3. května, protože řada jejich signatářů a osob, které text psaly, byly z řad zednářů. Např. zakladatelé Spojených států (Benjamin Franklin, George Washington), Georges Danton, Stanisław Kostka Potocki a král Stanisław August Poniatowski. Všichni maršálové Napoleona I., mezi nimi i princ Józef Poniatowski.
Král a zednář Fridrich II. Veliký zavedl v zemi, jako druhý po dánském králi, univerzální základní učení, které později přispělo k rychlému rozvoji Pruska.

#### 19. století

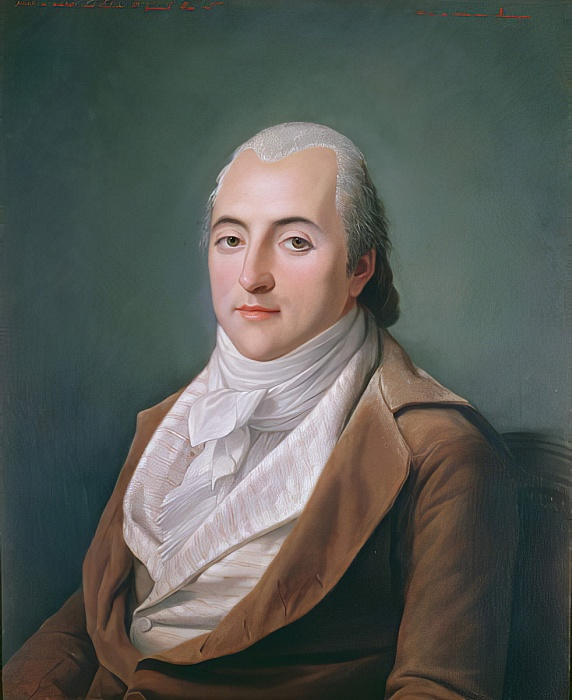
Henri de Saint-Simon

Po staletí bylo zednářství rozděleno do různých směrů. K nejdůležitějšímu rozkolu došlo, když Grand Orient de France v roce 1877 přestala vyžadovat, aby bratři věřili ve Velkého architekta všehomíra. Proto je svobodné zednářství rozděleno na konzervativní (anglosaské) a liberální (francouzské). Později vzniklo také mystické, smíšené a černošské. Ve Francii uznala United Grand Lodge of England (UGLE) jedinou lóži a to Grande Loge Nationale Française (GLNF). Svobodný zednář a utopický socialista Henri de Saint-Simon propagoval neorganizované zednářství. Jeho myšlenky měly vliv na dílo Adama Mickiewicze, zejména na třetí část díla Dziady (česky Tryzny v překladu Vrchlického nebo Dziady v překladu Halase). V mládí Mickiewicz přišel do styku s prací jezuity Augustina Barruela přeloženou do polštiny; resp. s organizace Filomatů, která byla organizována na zednářském modelu.
V 19. století ve Francii a v katolických zemích, byli zednáři spojeni s liberálními, antiklerikalistickými a republikánskými hnutími. Ve Francii zednáři upřednostňoval sekularizaci, která v roce 1905 vedla k tomu, že odsoudila konkordát, došlo k oddělení státních a církevních institucí; to se týká především odstranění všech náboženských symbolů z veřejných míst a omezení nebo dokonce stažení náboženské výchovy ve školách. Vlivy zednářství způsobily, že francouzští ministři vnitra a školství byli tradičně zednáři. V Itálii podporovali sjednocovací hnutí (Risorgimento), které bylo v rozporu se zájmy papežství. Španělské zednářství mělo podobně antiklerikalistický a republikánský charakter.
V Jižní Americe podporovali zednáři hnutí za nezávislost. Zednář byl mimo jiné Simón Bolívar.
V katolických a pravoslavných zemích bylo církví zakázáno patřit k zednářům. Lóže byly státem vnímány jako potenciální místa pro protivládní spiknutí a intriky, šířící protistátní doktríny ideologického liberalismu, antiklerikalismu a etického relativismu. Zednářské lóže byly často spojovány s reformátory nebo spiklenci, kteří používali zednářskou organizaci, aby své činnosti udržovali v tajnosti; v jiných případech měly zednářské lóže charakter místa setkání. Za těchto podmínek se v církevních kruzích objevily konspirační teorie o cílech zednářských organizací: podle jedné z nejpopulárnějších byla to ďábelská organizace, jejímž cílem bylo zničit katolickou církev a převést moc nad světem na Antikrista. Svobodné zednářství bylo také spojováno s Židy, protože to fungovalo pro emancipaci židovské populace. V protestantských zemích bylo svobodné zednářství úzce spojeno s vládnoucí elitou: zahrnovalo členy vládnoucích rodin, církevních hodnostářů, vysokých úředníků. Příslušnost k lóži byl přínosem pro kariéru, zednářství se stalo masovou záležitostí.

#### 20. století

Mustafa Kemal Atatürk

Ve většině zemí východní Evropy začaly národní lóže vznikat až ve 20. století. Do té doby byly tyto země v oblasti tureckého a ruského vlivu, kde bylo zednářství zakázáno. Pravidelné zednářské lóže anglosaského původu se v těchto zemích rozvíjely především od 90. let. V Rusku byly jen nepravidelné lóže.
V totalitních systémech (stalinismus, fašismus a národní socialismus) bylo zednářství zakázáno. Ve Třetí říši byl 17. března 1935 vydán zákaz zednářství a postihl asi 60 000 zednářů. Jedinou zemí v socialistickém táboře, ve které nebylo zakázáno zednářství, byla Kuba.
Zednářství začátkem 20. století přispělo k rozvoji a poevropštění Turecka: zavedením latinky místo arabské abecedy, zavedením gregoriánského kalendáře, omezující vliv muslimských duchovních na politiku státu. Zednářem zde byl mj. prezident Kemal Atatürk, tzv. „Otec tureckého lidu“.

#### 21. století
Ve 21. století je nejvíce zednářů ve Spojených státech, přibližně 2 miliony, Velké Británii, přibližně 500 000, ve Francii, přibližně 120 000. Ve vztahu k počtu obyvatel je ve skandinávských zemích relativně mnoho zednářů, např. ve čtyřmilionovém Norsku asi 14 000, na Islandu je jich 3 000 z tří set tisíc obyvatel, v osmdesátimilionovém Německu jen asi 13 000. Počet zednářů klesá, zejména ve Spojených státech, kde až donedávna šlo o masové hnutí. Existuje několik tisíc zednářů v Nizozemsku, Itálii a Španělsku. Zednářství existuje také v Japonsku. V Quebecu je spojeno několik lóží s Grand Orient de France. Francouzsky mluvící pravidelné lóže a lóže Ritu Memphis-Misraim fungují nezávisle.

### Zednářství v Česku

#### Předchůdci ve středověku

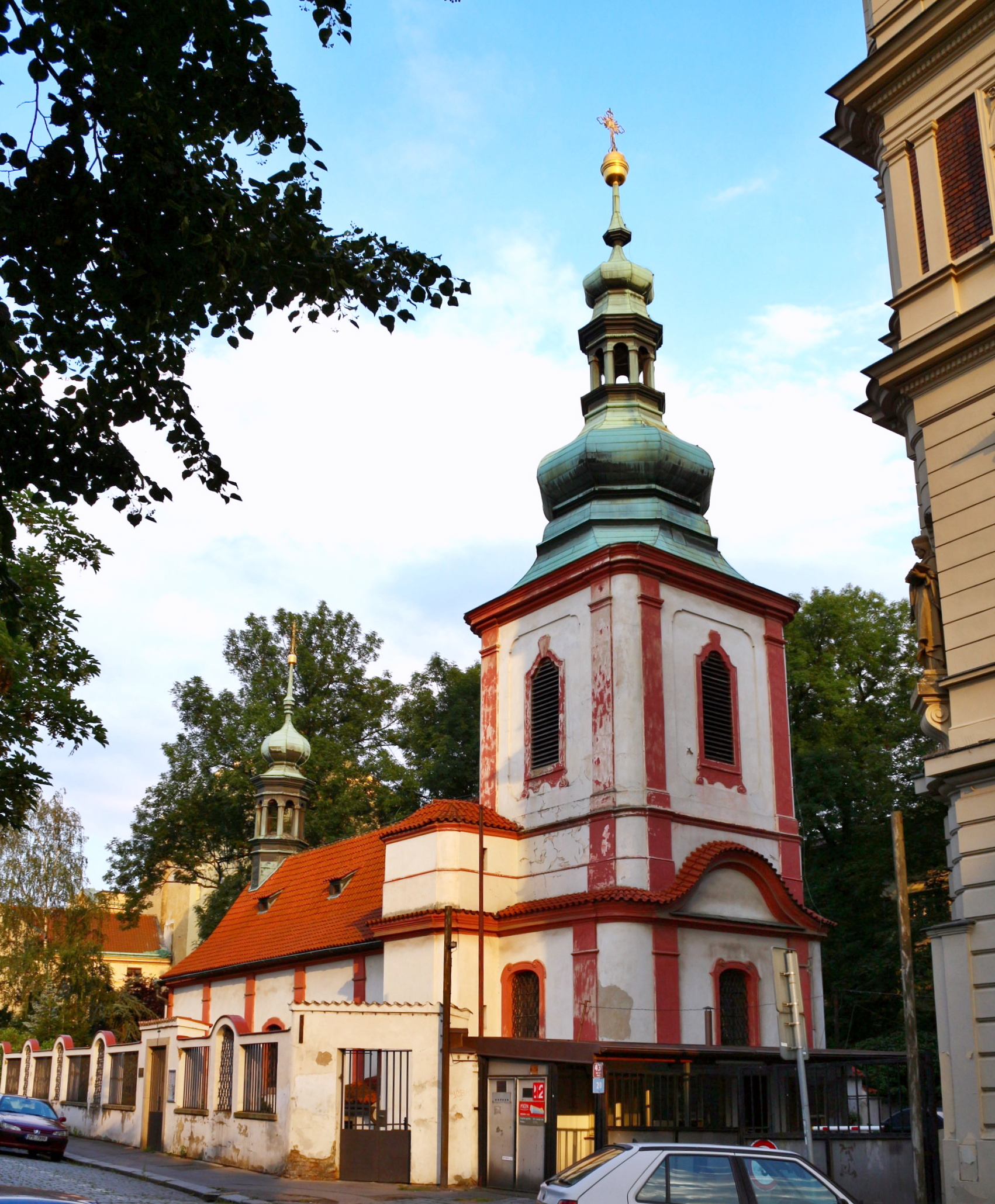
Kostel Nejsvětější Trojice v Podskalí v Trojické ulici

Za předchůdce českého zednářství bývá považováno Bratrstvo obruče a kladiva doby Václava IV., které bylo ovšem výhradně katolické, roku 1382 vybudovalo dnes zaniklou kapli Božího Těla na pražském Dobytčím trhu. Opět jen hypotetickým shromaždištěm měl být také kostel Nejsv. Trojice v Podskalí, dříve farní a cechovní chrám novoměstských kameníků, údajně také zvaný Kaple stavitelů. Ten stavěli kameníci Emauzského kláštera. Obě hypotézy nemají oporu v historických pramenech.

#### První lóže v období baroka
Jedna z legend uvádí, že první zednářská lóže byla v českých zemích založena v Praze dne 24. června roku 1726 v pražském paláci hraběte Františka Antonína Šporka (1662–1738) za přítomnosti anglického zednářského velmistra Anthonyho Sayera (1672–1741). Autorem této legendy je Karel Sabina, který ji zveřejnil prvně v časopise Zlatá Praha. Od něj ji převzali historik Josef Svátek a zednářský historik Lajos Abafi. Podle pozdějšího pátrání historika Josefa Volfa Sayer Prahu nenavštívil a také hrabě Špork nebyl v uvedený den v Praze.
První prokazatelně existující zednářská lóže byla založena v roce 1741 v Praze. Při založení nebyla pojmenována, později ji nazvali U tří korun. Následně byla přejmenována na lóži U tří hvězd a v roce 1763 pak na lóži U tří korunovaných hvězd. Podnět k založení přišel od francouzských důstojníků pruské armády, která tehdy obsadila Prahu. Za předního iniciátora se považuje maršál Charles Louis August Fouquey (22. září 1684 – 26. leden 1761), vévoda z Belle-Isle. Lóže pracovala podle skotského ritu, později přešla na obřad janský, který je třístupňový. Ve Vídni byl velmistrem císař František I. Štěpán Lotrinský, který napomohl rozvoji zednářství v Rakousko-Uhersku.
Počátkem 60. let 18. století byla také založena, tzv. vojenská, zednářská lóže v Litoměřicích. V roce 1770 vznikla v Praze druhá lóže U tří sloupů, v roce 1772 lóže U poctivosti, v roce 1775 Kazimír u devíti hvězd, v roce 1783 lóže Pravda a jednota a Union. Bez upřesnění data, koncem 18. století, vznikla v Praze ženská lóže U tří korunovaných srdcí. V roce 1772 byla založena v plzeňském regionu lóže Sinceritas. Založili ji koburští dragouni a byla putovní. V roce 1775 se přesunula do Klatov, kde byla v roce 1785 rozpuštěna. Důvodem bylo, že zakladatelé, jejichž členem byl i Mistr lóže, byli převeleni do Holandska. Po liberálních letech 1780–1795 přišel do Prahy císařský zákaz zednářských loží.

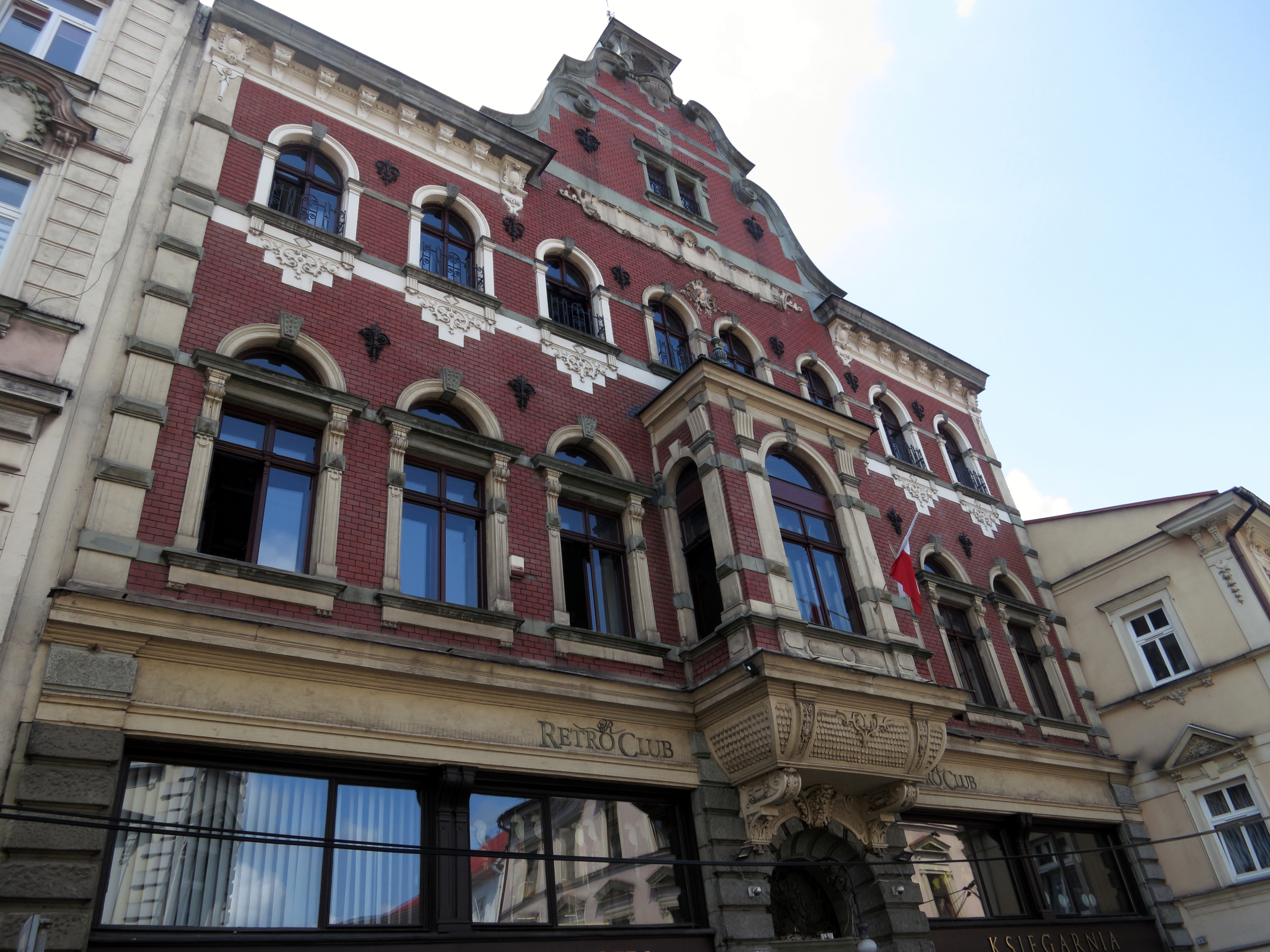
Těšín, ul. Hluboká č. 15

Od roku 1778 působily ve Slezsku dvě lóže: v Těšíně lóže U tří trofejí a v Opavě lóže Pythagoras. Lóže U tří trofejí se nacházela v suterénu tzv. Kamenného domu, později zvaného Německý dům, na ulici Hluboká č. 15 (polsky: Głęboka 15, Cieszyn, GPS 49.748851, 18.631046). V současnosti se v tomto domě nachází městská knihovna. Lóže Pythagoras se věnovala učení kabaly a číselné symbolice. Existovala do roku 1785.
V Brně byla v 13. ledna 1782 založena lóže U vycházejícího slunce, kterou inicioval Karel Josef Salm-Reifferscheidt (3. duben 1750 – 16. červen 1838), hrabě Jan Křtitel Mitrovský (1736–1811) společně s dalšími moravskými šlechtici. V Brně v roce 1784 vznikla další lóže U pravých a sjednocených přátel (německy Zu wahren vereinigten Freunden). Velmistrem byl Augustin Reichmann von Hochkirchen (22. únor 1755, Pelhřimov – 9. prosinec 1828, Vídeň. K této lóži patřil také Dr. Egon Thieben.
V roce 1785 císař Josef II. zavedl pravidlo, že lóže může působit pouze v hlavních městech korunních zemí a v počtu maximálně tři v daném městě. V té době se k zednářům hlásili např. mikulovský kníže Karel Jan z Dietrichsteina, šlechtic Ignác Antonín Born, „zednář bez zástěry“ Josef Dobrovský nebo Ignác Cornova, zakladatel pražské lóže Pravda a U tří korunovaných sloupů.
Mnozí čeští zednáři, zejména politici a umělci, byli zprvu organizování v zednářských lóžích v Řezně (Kašpar Šternberk) nebo ve Vídni, kde lóže vznikaly před rokem 1790. Podobně jako skladatel Wolfgang Amadeus Mozart byl členem vídeňské zednářské lóže, vstoupili do téže lóže čeští skladatelé Leopold Koželuh a Jan Křtitel Kuchař.
V roce 1794, 8. listopadu, pomohli olomoučtí bratři v útěku generálovi Gilbertu du Motier, markýzi de La Fayette. Olomoucký historik Jiří Fiala, z Univerzity Palackého, bádáním odhalil doposud neznámá jména a širší souvislosti generálova útěku. La Fayette byl osobním přítelem prezidenta USA, George Washingtona. Jeho osvobození bylo připraveno bratrstvy ze dvou kontinentů. Na Moravě se do útěku zapojil německý lékař Justus Bollmann, s americkým studentem medicíny Francisem Hugerem. S financováním útěku pomohl olomoucký bankéř Karl Hirsch, pozdější majitel domu U Zlatého jelena na Horním náměstí.
Svobodní zednáři stáli u zrodu některých vědeckých a kulturních institucí jako byla Česká královská společnost nauk, České technické učení, Národní muzeum v Praze, nebo Moravské zemské muzeum v Brně.
V roce 1795, císař František II., pod vlivem šíření revolučního hnutí v Evropě, které zapříčinila tzv. francouzské revoluce, zednářská bratrstva zakázal.
Před rokem 1914 byli čeští představitelé členy německý hovořících lóži, jako např. lóže Hiram, do které vstoupili: Jan Evangelista Purkyně, Jan Neruda nebo Josef Dobrovský.

#### První republika 1918–1938

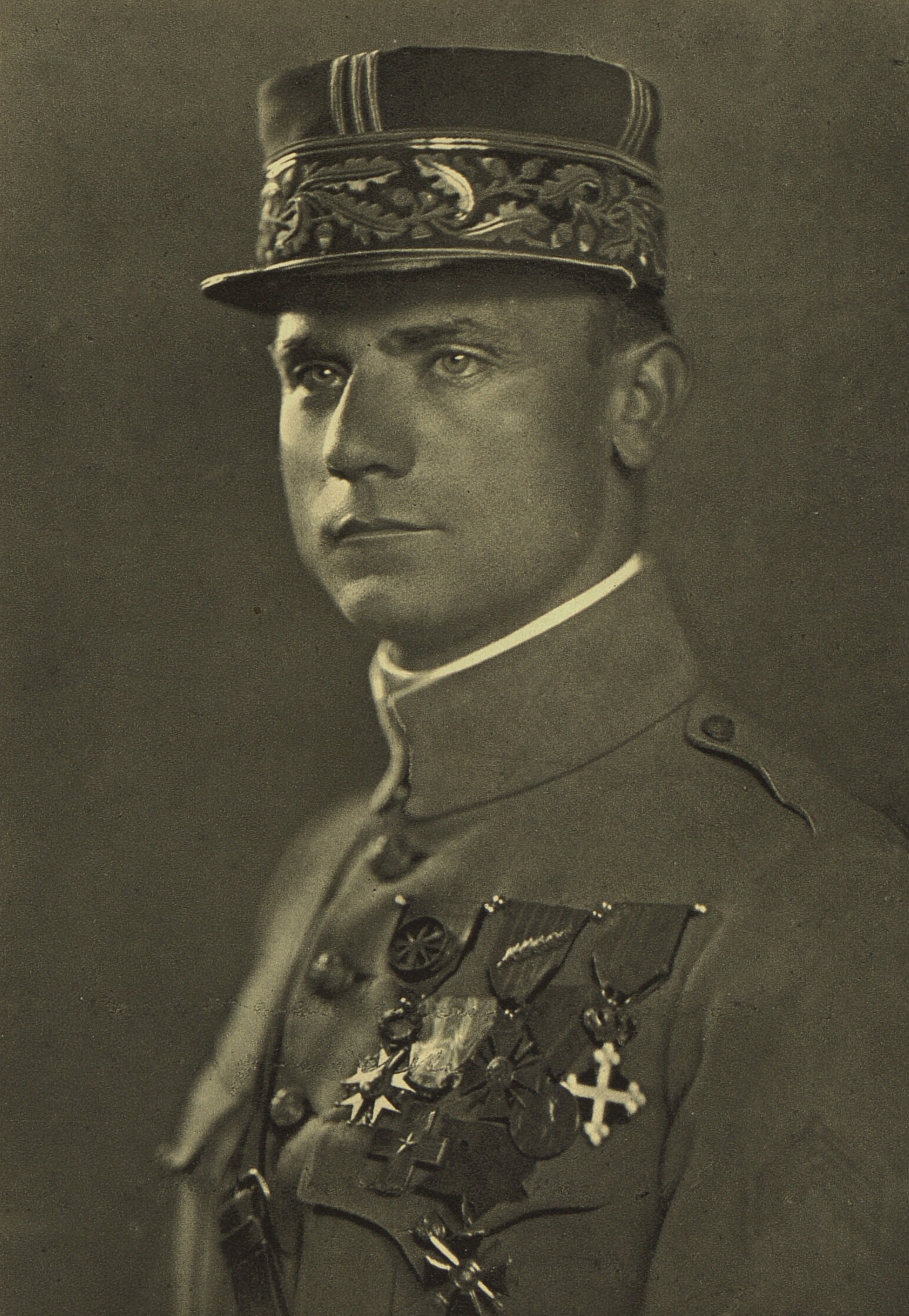
Milan Rastislav Štefánik

Po roce 1918 čeští Němci založili vlastní pražskou lóži. Milan Rastislav Štefánik, Alfons Mucha přenesli zednářské ideje do Československa z Paříže. Zásadní rozvoj českého zednářství nastal po vzniku Československa. Po 1. světové válce vstoupili do lóží představitelé československé inteligence (lékaři, vědci, umělci, právníci, diplomaté, státní úředníci).
Dne 28. března 1919 se uskutečnila ustavující schůze první české zednářské lóže Národ v pražské Celetné ulici. Mezi prvními členy totiž byli představitelé dosavadního protirakouského odboje, politici, umělci, intelektuální elity, např.: Alois Rašín, Viktor Dyk, bratři Karel a Josef Čapkové, Edvard Beneš, Jan Masaryk, Antonín Švehla. Sestavení lóži, pod Velikou Národní Lóži Československou (VNLČ), bylo dokončeno 29. prosince 1919, za pomoci italské Loggia Nazionale Or Di Roma.
Nejvyšší Rada 33° a posledního stupně obřadu Skotského řádu svobodných zednářů starého a přijatého pro Českou republiku byla založena 1922.
V roce 1923 byla založena Národní Veliká Lóže Československá, nazývaná také Velký Orient. Mezi jejími prvními velmistry byli spisovatel a politik Josef Svatopluk Machar (1923–1924) a vládní rada Dr. Emanuel Svoboda (1924–1925).
Podle historiků bylo do roku 1928 v ČSR na 1600 členů zednářských lóží. Rozvoj zapříčinilo, že se za první republiky stalo trendem, módou, nacházet zednářské principy a zednářskou svobodomyslnost i ve starší české historii, jak později uvedl velmistr VNLČ Ladislav Syllaba.
Ztotožnění se zájemců o zednářství bylo ve třech bodech:
- Diskrétnost: Prapůvod má v konspirační organizaci Maffie. Zde byla shoda s jednou ze zednářských povinností, tedy neprozradit jméno jiného žijícího bratra. Sám však o příslušnosti k bratrstvu mluvit může. Zachovat mlčenlivost setkáních, tedy o práci v lóži, symbolech a rituálech.
- Náboženská tolerance a apolitičnost: Jedinou podmínkou pro zednáře bylo věřit ve Velkého architekta všehomíra; dnes existují lóže, kde tato víra není podmínkou
- Morální a intelektuální povznesení lidstva: V zásadě jde o pokrokovou činnost, kterou lze přirovnat k bourání starého světa, myšlení a výstavbu nového. Např. na fasádě Městské knihovny v Praze lze najít zednářské symboly (kružidlo a úhelník). Na vzniku této budovy v letech 1925–1928 se podíleli zednáři.

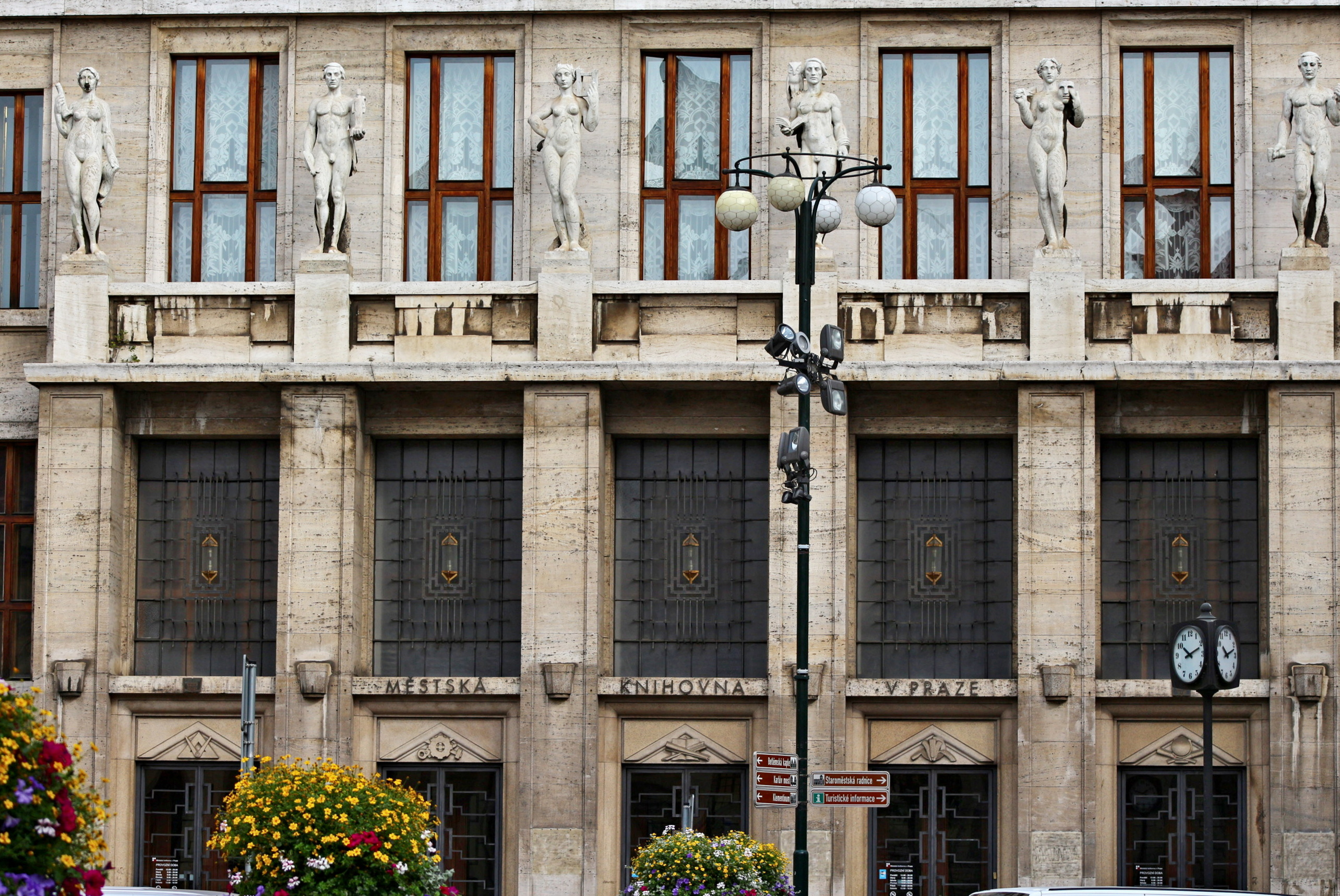
Městská knihovna v Praze: Šest alegorií od Ladislava Kofránka nad hlavním vstupem, pod nimi pět zednářských symbolů.

#### Druhá republika a Protektorát Čechy a Morava, 1938–1945
V období 2. světové války bylo zednářství zakázáno. Po válce byla bratrstva obnovena. V roce 1938, po podepsání Mnichovské dohody, došlo k uspání VNLČ. Nacisté za protektorátu vydali vyhlášku o neslučitelnost členů vlády se členstvím v zednářských organizacích. Protektorátní ministr školství Jan Kapras, oznámil, že rezignuje. Tehdy jej zastavili další členové vlády, že má zachovat klid, že zednáři jsou ve vládě téměř všichni. Válku nepřežily zhruba dvě třetiny z téměř tří tisíc členů dvou velkých lóží.

#### Třetí republika 1945–1948 a komunistický režim 1948–1989
V roce 1945 byla činnost obnovena. Přes spory se VNLČ snažila s komunistickým režimem vycházet. Po roce 1948 založila vlastní akční výbor. VNLČ byl spolek povolený ministerstvem vnitra. Vedení spolku bylo organizováno, aby umožnilo přežití svobodného zednářství. K členům vedení patřil Jaroslav Kvapil, významná zednářská autorita a také architekt Ladislav Machoň, který v sobě objevil komunistickou identitu. V roce 1951 se nejen VNČL, ale i další jednotlivé lóže opět dobrovolně „uspaly“. Více než 200 zednářů emigrovalo a dalších 40 let fungovala jen exilová lóže Komenský.

#### Československo (1990–1992)

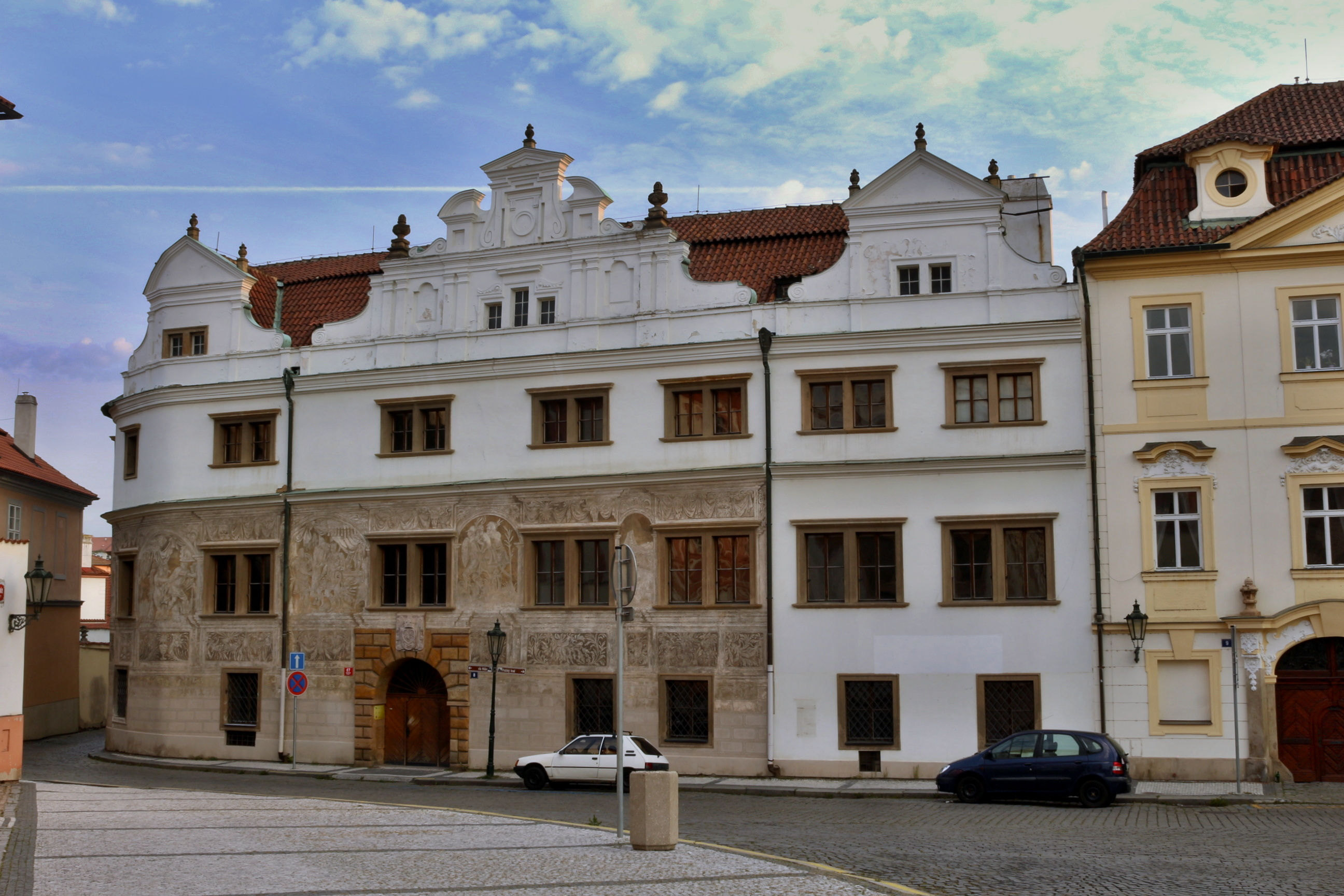
Martinický palác na Hradčanském náměstí v Praze

Lóže byly obnoveny po listopadu 1989. V listopadu se v Martinickém paláci na Hradčanech sešlo 18 z 21 českých zednářů, kteří přežili komunistický režim. Došlo k obnovení tři lóží: Národ, Dílo a Most, které ustavily Velikou lóži československou, ze které se v roce 1993 stala Veliká lóže České republiky. V roce 2008 se sloučila s Velikým Orientem Českým.
Po roce 1989 byly postupně obnoveny tyto další lóže:
- Lóže Comenius 17.11.1989 (Praha),[85]
- Lóže Dílna lidskosti (Praha),
- Lóže Cestou světla (Brno),
- Lóže Lux in tenebris (Ostrava),[86][87]
- Lóže Bratrství (Podivín).[7]

V roce 1991 byla založena první lóže, pracující ve Skotském Ritu Starém a Přijatém v Československu podle regulí a řádů Velká lóže francouzská (francouzsky Grande Loge de France, GLdF), nazvaná Tolerance.
Veliký Orient Český vznikl v roce 1993 vyčleněním tří lóží velkolóže Velikého Orientu Francouzského, které pod jeho záštitou vytvořily novou samostatnou velkolóži, tvořenou právě pěti lóžemi. Lóže Velkého Orientu se roku 2004 sjednotily s Velkou lóží České republiky a Velký Orient český zanikl.

#### Česká republika (1993–dosud)

##### Velká Lóže Zemí Českých
V roce 2002 vzniká Velká Lóže Zemí Českých. Před uznáním Velké Lóže Zemí Českých zde v provizoriu pracovala jedna Lóže, Lóže Tolerance, do které bylo vneseno světlo ze strany GLDF (Grande Loge de France) v roce 1998. Po splnění formálních záležitostí byla uznána VLZČ jako suverénní zednářská mocnost a osamostatnila se. V roce 2002 se VLZČ rozrostla o Lóži 7 M (Sedmé milenium). V roce 2011 Obedience byla posílena o Lóži Nautilus. Dále vznikla v roce 2017 studijní Lóže Ius Nexum. V roce 2019 byla Obedience obohacena o staro-novou Lóži Iter Sapientiae, která pracuje v Orientu Brno. Na pražském Orientu byla v roce 2023 založena nová Lóže, Gladius Caroli. 
Zednáři VLZČ pracují rovněž v trojúhelníku na území Táborského Orientu, který čeká na vnesení světla. 

K 26.09.2023 pod Velkou Lóží Zemí Českých pracují tyto Lóže:
- Lóže Tolerance (Praha),
- Lóže 7M (Praha),
- Lóže Nautilus (Praha),
- Lóže Iter Sapientiae (Brno),
- Studijní Lóže IVS NEXVM (Praha),
- Lóže Gladius Caroli (Praha),
- Trojúhelník Circulus Meridianus (Tábor).

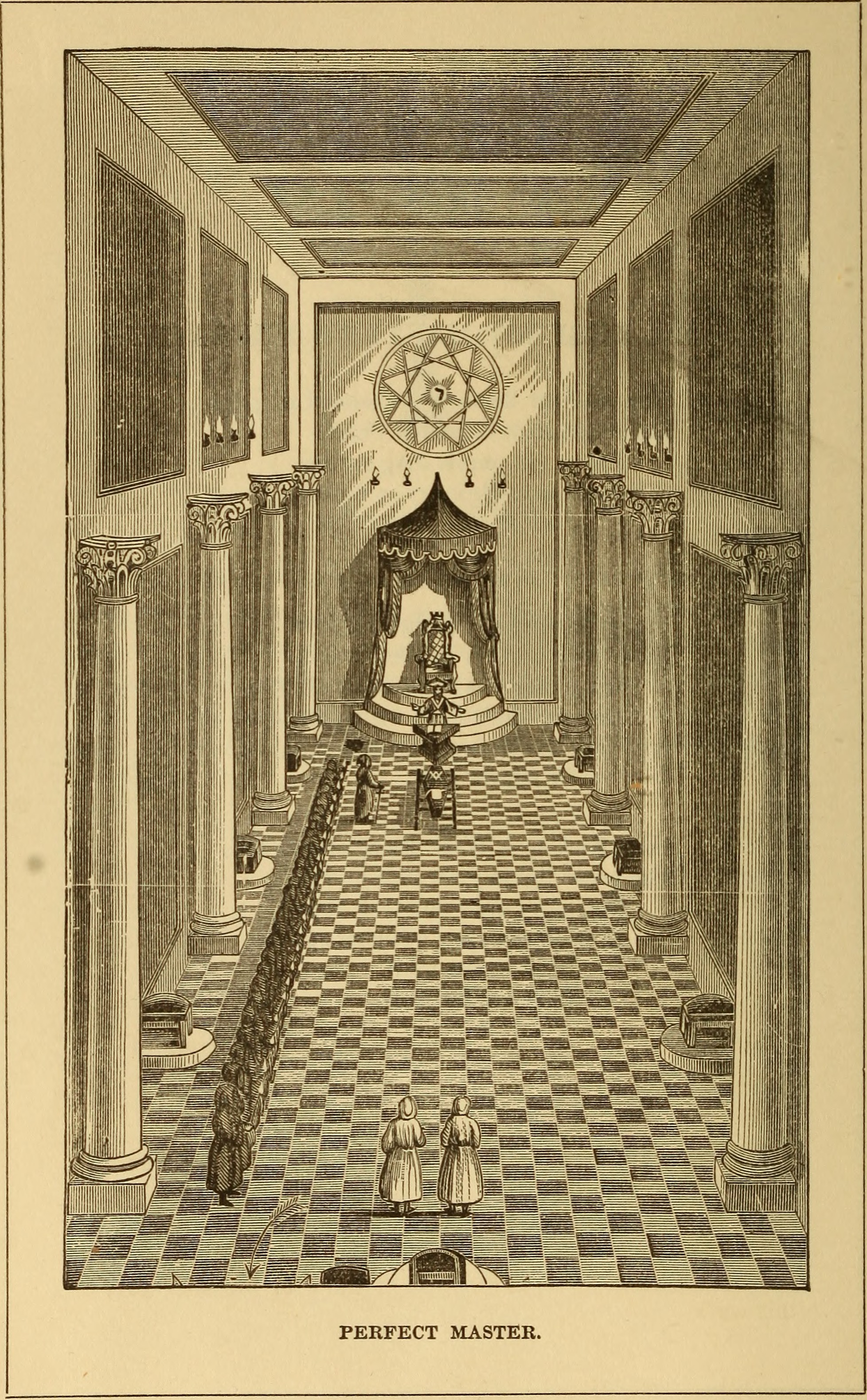
Slavnostní ceremonie stupně Dokonalého Mistra (The book of the ancient and accepted Scottish rite (1885))

Skotský Ritus Starý a Přijatý (anglicky Ancient and Accepted Scottish Rite), patří mezi nejrozšířenější rity na světě. Bývá charakterizován jako iniciační a tradiční, který přijímá bratry od prvního do třicátého třetího a posledního stupně, a to postupně podle jejich pokroků a tak, jak se zvyšuje jejich vzdělávání. Jak z definice vyplývá, klade důraz na adjektiva „iniciační“, čímž zdůrazňuje udělení každého stupně zasvěcením, a „tradiční“, čímž se odvolává na dávné tradice a poslání celého řádu.
Ritus je dále charakteristický tím, že své adepty vede k rozsáhlé a hluboké práci na sobě samých, což je způsobeno poměrně vysokým počtem stupňů. Každý stupeň si žádá, aby se do něj zednář sám zasvětil a pronikl do jeho skrytého významu prostřednictvím toho, co je mu během iniciace zjeveno, nebo sděleno. Mocnosti (symbolické i vyšších stupňů), které v tomto ritu pracují, se ve své zednářské práci zaměřují především na individualitu a osobnost člověka (člověka–zednáře).

##### Velká Lóže České republiky
Veliká lóže České republiky se vzájemně uznává se 155 regulérními a uznanými Velikými lóžemi z celého světa. Od roku 2004 se počet lóží rozšířil na 23.
- Lóže č.01 Národ (Praha)[89]
- Lóže č.02 Dílo (Praha)
- Lóže č.03 Most (Praha)
- Lóže č.04 U tří hvězd (Praha)
- Lóže č.05 Josef Dobrovský (Plzeň)[7]
- Lóže č.06 Ján Kollár (Praha), uspaná[90]
- Lóže č.07 Alfons Mucha (Praha), pracuje ve francouzštině[90]
- Lóže č.08 Goethe v údolí míru (Mariánské Lázně), pracuje v němčině a češtině[90]
- Lóže č.09 Quatuor coronati (Praha), badatelská lóže[pozn. 15][90]
- Lóže č.10 U vycházejícího Slunce (Brno)
- Lóže č.11 Kosmopolis // VLS (Bratislava)[pozn. 16][90]
- Lóže č.12 Hiram (Praha), pracuje v angličtině[90]
- Lóže č.13 La Sincérité (Praha), pracuje v němčině[90]
- Lóže č.14 Libertas // VLS (Bratislava)[pozn. 16][90]
- Lóže č.15 Comenius 17.11.1989 (Praha)
- Lóže č.16 Dílna lidskosti (Praha)
- Lóže č.17 Cestou světla (Brno)
- Lóže č.18 Humanizmus // VLS (Bratislava)[pozn. 16][90]
- Lóže č.19 Lux in tenebris (Ostrava)[86][87]
- Lóže č.20 Petra Solaris (Praha)
- Lóže č.21 Sibi et posteris (Praha)
- Lóže č.22 Santini (Praha), pracuje v italštině[90]
- Lóže č.23 Templum Sapientiae (Brno)
- Lóže č.24 Bratrství (Podivín), uspaná[90]
- Lóže č.25 Lasenic (Praha)
- Lóže č.26 Josef Gočár (Hradec Králové)
- Lóže č.27 Lafayettova na třech rovinách (Olomouc)
- Lóže č.28 Pod kamennou růží (České Budějovice)
- Lóže č.29 True and United Friends (Brno), pracuje v angličtině[90]
- Lóže č.30 Porta Bohemica (Ústí nad Labem)[91]
- Lóže č.31 František Alexandr Zach (Praha)
- Lóže č.32 Pravda a Jednota u Tří Korunovaných Sloupů (Praha)
- Lóže č.33 San Miguel Arcángel (Praha), pracuje ve španělštině
- Veliká lóže České republiky (Praha)

Číslo lóže označuje pořadí, v jakém se lóže stala součástí VLČR.
Známými českými osobnostmi polistopadové éry jsou, nebo byli: spisovatel Tomáš Srb, religionista a teolog Ivan Odilo Štampach, herec a režisér Martin Štěpánek.

##### Neregulérní Lóže
V České republice existuje také tzv. smíšené zednářství, v jehož rámci je do lóže umožněn i vstup ženám. Tuto větev zednářství v ČR reprezentuje velkolóže Humanitas Bohemia. Její nejstarší lóží je lóže Dobrovský.
- Lóže Dobrovský (Praha)
- Lóže Červený lev (Písek)
- Lóže Acacia (Brno)

Národní Veliká Lóže Česká (NVLČ) sdružuje neregulérní svobodné zednáře, jelikož není uznána Velikou Lóží Anglie.

#### Tematické výstavy
- 25. červen 2017, Zámek Kozel[7]
- 21. květen – 1. říjen 2017, Zámek Dub u Prachatic a historická budova Jihočeského muzea v Českých Budějovicích, Výročí 300 let svobodného zednářství[97]
- 18. březen 2018 – 10. červen 2018, Tábor, Výstava Svobodní zednáři a Tábor[98]
- 30. březen – 19. květen 2019, Galerie Klementinum, 100 let Lóže Národ[99][100]
- 19. únor 2020, Společnost Ignáce Borna při Společnosti Národního muzea, Julius Zeyer a hermetismus[101]
- 23. duben 2020, Regionální Muzeum Žatec (Křížová vila), Vernisáž Svobodní zednáři v Žatci[102]
- 27. září - 26. listopadu 2023, Praha - Novoměstská radnice, výstava Zednáři: Svobodné zednářství očima zednářů[103]

## Organizační struktura

### Lóže

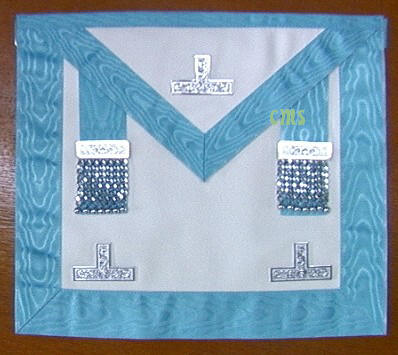
Zednářská zástěra

Strukturu zednářství tvoří systém tzv. lóží; existují lóže a velké lóže nebo velké orienty. První zmínka termínu lóže byla při stavbě v opatství Valle Royal v roce 1278. Označovalo se tak místo, kousek od staveniště, kde kameníci odpočívali.
V zednářství jsou tzv. stoliční mistři, kteří jsou voleni členy lóže do čela lóží. Členové lóží rovněž volí velké mistry tzv. velmistry vyšších útvarů. Zajímavostí je, že velmistři jsou voleni na období, které trvá jeden rok a po jehož skončení získávají funkci strážce dveří.
Získávají záměrně z nejvyšší, jednu z nejnižších pozic. Základním článkem je lóže, která musí být tvořena nejméně sedmi činnými členy ve stupni mistra. Činní členové jsou takoví, kteří se účastní všech zasedání. Schůze v lóži se koná nejméně jednou měsíčně. Její účely mohou být různé, od přijímání nových členů, po slavnostní, smuteční nebo poradní shromáždění. Schůze se tradičně označují jako práce. Kromě tradičních rituálů jsou hlavní součástí jejich prací tzv. kresby, jakési přednášky o zednářské symbolice a jejím filosofickém významu, případně o dalších tématech.

#### Ženy a zednářské lóže

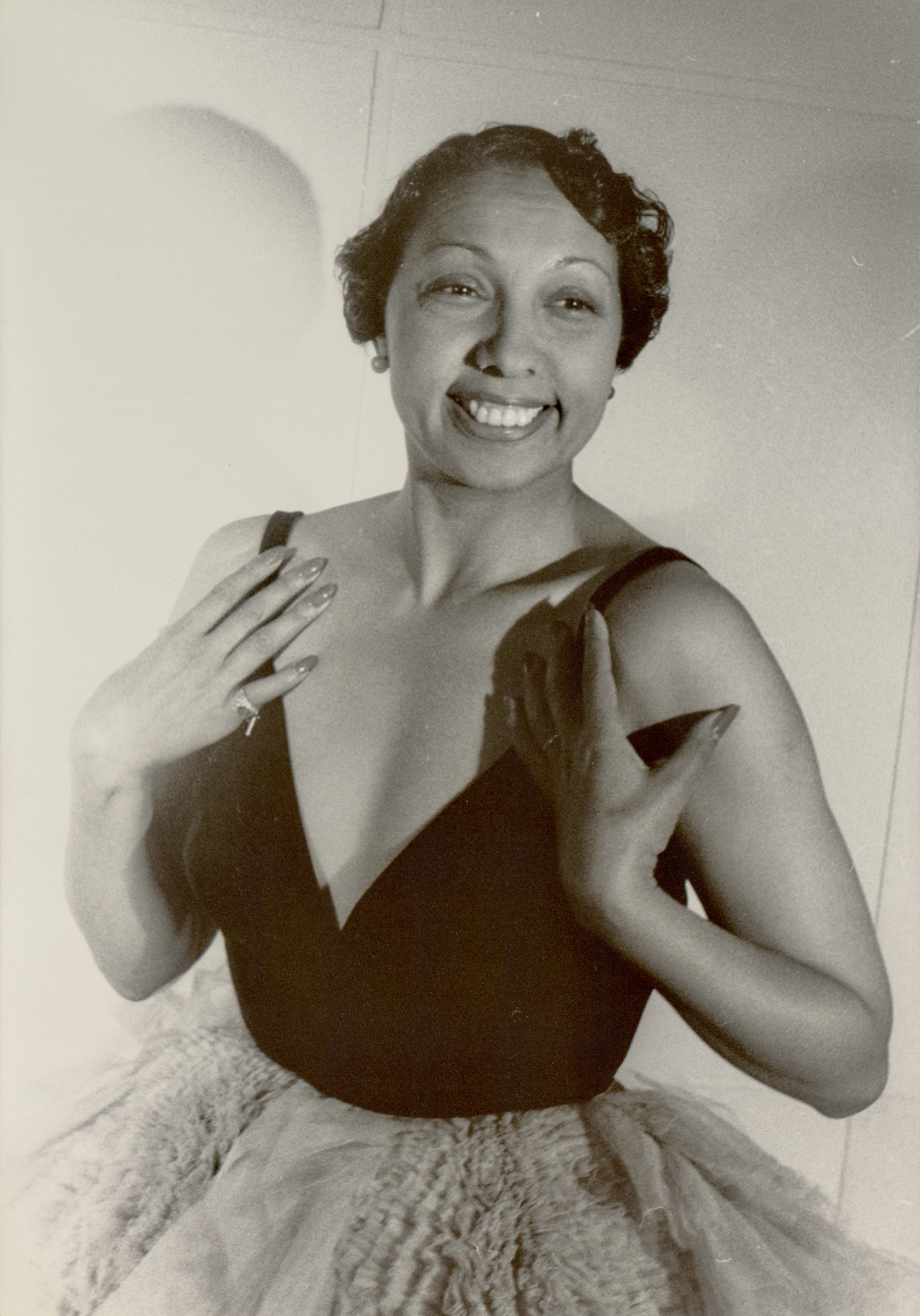
Josephine Baker, zednářka lóže Nouvelle Jérusalem

Postavení žen ve starých gildách a hutích středověkých kameníků zůstává nejisté. Princip „sole femme“ umožnil vdově pokračovat v podnikání jejího manžela, ale její působení měla různé možnosti, jako např. plné členství v obchodním spolku, nebo omezenou možnost obchodování, se povinným zastupováním nebo se schválenými členy v tomto spolku. V kamenickém cechu je málo dostupných důkazů, které ukazují to, že by žena mohla nějak kariérně postoupit v rámci spolu.
Podle Starých povinností (anglicky Old Charges) z roku 1723, byly ženy vyloučeny z členství v řádných zednářských lóžích. V ústavě United Grand Lodge of England, která byla vydána v roce 1723, byl dán jasný zákaz členství žen v lóžích. V roce 1785 se v německém časopise Der Teutsche Merkur objevilo prohlášení německých zednářů k této ženské otázce: Doslovně se říká: „Srdce zednářů jsou ženám otevřeny, ale lóže jsou jim uzavřeny, Zvláště se zde odkazujeme na vnitřní kontemplaci, kterou má zednářství nabízet svým členům. Lóže by měly být chráněným prostorem, ve kterém by se muži měli soustředit na zednářskou práci a neměli by být rozptylováni vnějším vzhledem.“
Johann Wolfgang von Goethe tuto otázku otevřel ve své básni napsanou lóži Amalia:
Sollen wir, die Frauen
Dankbar solche Brüder preisen.
Die ins Innere zu schauen
Immer uns zur Seite weisen?
Svobodné zednářství zdůrazňuje při různých příležitostech a rituálech, že není misogynní, takže každému učni jsou dány dva páry bílých rukavic, kdy jeden pár má dát do úschovy ženě, ke které má „největší úctu“. Johann Wolfgang von Goethe předal své rukavice Charlotte von Stein (1742–1827), se slovy: „Ein geringes Geschenk, dem Ansehen nach, wartet auf Sie (…) Es hat aber das Merkwürdige, daß ich’s nur einem Frauenzimmer ein einziges Mal in meinem Leben schenken kann“.
Lóže při každé příležitosti skládají přípitek na blaho a zdraví žen. Mnoho lóží udržuje charitativní spojenectví se sesterskými ženskými organizacemi a pořádá společenské sesterské festivaly.

#### Smíšené lóže
V 18. století se i přes zákazy několik žen stalo členkami zednářských lóží. Ve Francii byly přijaty do tzv. Adoptivního ritu (anglicky Rite of Adoption). Pracovaly ve 3stupňovém ritu, stejně jako muži, ale s odlišným obsahem. Tyto lóže byly nezávislé na řádných mužských lóžích. Existovala lóže La Félicité v Dieppe. Ta fungovala v letech 1766 až 1773. Od roku 1789 byly členkami smíšených lóží ženy z řad vyšší šlechty. Lóže sloužily především k dobročinným účelům. Po francouzské revoluci byla členkou císařovna Joséphine de Beauharnais. Počátkem 19. století byly tyto lóže uspány. Později se objevily podobné lóže ve Spojených státech, kde odlišovaly jen názvy stupňů.

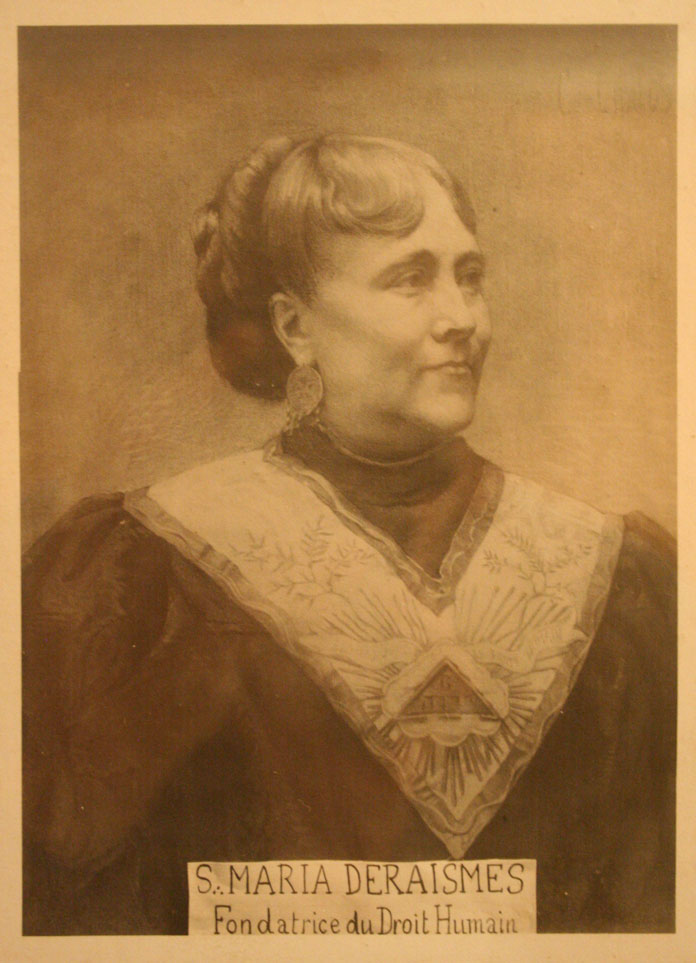
Maria Deraismes, zakladatelka Co-Freemasonry, Le Droit Humain.

Maria Deraismes (1828–1894), francouzská spisovatelka a bojovnice za ženská práva, byla přijata mezi zednáře 14. ledna 1882, do lóže Les Libres Penseurs v malé vesnici Pecq na západ od Paříže. Následně rezignovala, později jí bylo umožněno znovu se připojit ke své lóži. Poté, co nedokázala získat funkci v jakémkoliv zednářském řídícím, ona a Georges Martin (1844–1916), francouzský lékař a politik, založili v roce 1883 smíšenou zednářskou lóži (anglicky Co-Freemasonry), která pracovala podle zednářských ritů. Tato Grande Loge Symbolique Ecossaise „Le Droit Humain“. Z tohoto se později stal Mezinárodní zednářský řád (anglicky International Order of Freemasonry) Le Droit Humain. Annie Besant rozšířila tento fenomén do anglosaských zemí. Neshody ohledně rituálu vedly k vytvoření výlučně ženských lóží v Anglii, odkud se rozšířily do dalších zemí. V německy hovořících zemích patřila mezi členky např. Johanna Sophie Dorothea Albrecht (1756-1840), spisovatelka a herečka.
Na počátku 20. století se Grande Loge de France pokusila oživit smíšené lóže. Mezi lety 1901 a 1935 jich bylo založeno deset. V roce 1935 se tato lóže rozhodla poskytnout ženám nezávislost. V roce 1945 zahájila svou práci ženská Maçonnique feminine; která byla přejmenována na Grande Loge Feminine de France, ta byla založena v roce 1952. Zahrnuje asi 30 lóží v Evropě, Africe a Severní a Jižní Americe. Jejich vytvoření znamenalo oficiální konec smíšených lóží. Ženské lóže spolupracují po organizaci CLIMAF založenou v roce 1982 s přibližně 12 000 členy.
Evropské mužské zednářství sympatizuje se svobodným ženským zednářstvím, které započalo v 90. letech 20. století, kdy zejména francouzské lóže pomáhaly vznikajícímu zednářskému hnutí tím, že v roce 1989 povýšily dost svých členů na 33. stupeň Skotského ritusu starého a přijatého, aby umožnily vytvořit svou vlastní velkou radu, kterou uznaly ostatní kontinentální velké rady tohoto ritu. United Grand Lodge of England vydala v roce 1999 prohlášení, v němž se uznává, že velké ženské lóže jsou pravidelné ve všem, mimo členů lóži. Přestože nebyly ženy zednářky uznány jako pravidelné, byly uznány jako „obecnou“ součástí zednářství. Postoj většiny pravidelných anglo-amerických velkých lóží je ten, že ženy zednáři nejsou legitimní zednáři.
V roce 2009 byla ve Švýcarsku založena Grand Lodge Alpina (německy Die Schweizer Großloge Alpina, SGLA), která deklarovala, že:
1. Ve Švýcarsku existují zednářské organizace, paralelní s SGLA, které pracují nepravidelně v nejužším smyslu naší ústavy.
2. Je známo, že ženské lóže praktikují vysoce kvalitní zednářství. Mimo toho, že přijímají ženy, pracují téměř jako pravidelné mužské lóže.
3. Existenci těchto organizací eviduje SGLA. V roce 1999 vyšel tzv. Handbook of Freemasonry. Na webových stránkách vycházejí články o svobodném zednářství.
4. Na různých místech Švýcarska byla navázána spolupráce v oblasti charity, pořádání konferencí, veřejných akcí a vzájemného využívání infrastruktury.

V roce 2018 byl vydán ve Spojeném království Velké Británie a Irska pokyn, v němž se uvádí, že pokud jde o ženy tzv. transgender: „Svobodný zednář, který po zasvěcení přestane být mužem, nepřestává být zednářem.“ Pokyny rovněž uvádějí, že transgender muži mohou žádat, aby se stali svobodnými zednáři.

### Obedience
Obedience je sdružení lóží působících v zemi, a současně organizace, která je zastřešuje a zastupuje navenek. Lóže zásadně fungující jako svrchované a při vytvoření obedience ji přenechávají část své suverenity. Velkolóže má danou strukturu a je vedena voleným předsedou, velmistrem. Pro vznik obedience jsou nutné alespoň tři symbolické lóže. Obedience se dělí na dva typy, první s názvy Velká lóže a druhý zvaný Velký orient. Dále se obedience rozdělují na mužské, ženské a smíšené.

### Hodnost v lóži
Fungování lóže zajišťují volení hodnostáři.
- Ctihodný mistr: Stojí v čele lóže, je to nejzkušenější bratr. Členové jej musí respektovat. Řídí ceremonie, reprezentuje lóži a má právo řešit kázeňské přestupky členů své lóže. Je volen na jeden rok, a maximálně může být ve funkci až 3 roky (vždy řádně zvolen na příslušný zednářský rok). Jeho nástroji jsou: kladivo (symbol pravomocí) a plamenný meč (symbol duchovní autority). Klenotem jeho funkce je trojúhelník, uvnitř s okem nebo s písmeny JHVH a paprsky.
- Dozorce(i): Párová funkce, tzn. fungují ve dvojici. Jejich úkolem je dodržování zednářských povinností a pomoc mistrovi. Mají na starost mladé učně a tovaryše. Jejich symbolem je kladívko. Klenotem prvního dozorce je krokvice a druhého je olovnice.
- Řečník. Dbá na zákony a pravidla zednářů. Může zastupovat žalující stranu v zednářských sporech a jako jediný má právo promluvit bez požádání o slovo. Řečník též formuluje problémy, o kterých se v lóži diskutuje nebo hlasuje.
- Znalec, Musí být svědomitě vzdělán v zednářských tradicích, Rituálech a symbolismu. Jeho hlavní doménou jsou Rituály Iniciace a zvyšování mzdy (povyšování do vyššího zednářského stupně). Přezkušuje návštěvníky z jiných Lóží Obedience, kteří se hodlají účastnit Prací jeho Lóže. Správné vykonávání a znalost veškerých, výše zmíněných, atribut, je klíčová, neboť pouze správně připravený a provedený Rituál Iniciovanému, nebo povyšovanému umožňuje pochopit význam aktu. Dále se významně podílí v rámci otevírání a uzavírání Lóže, kde asistuje Ctihodnému Mistru. Jeho klenotem jsou zkřížené pravítko a meč.
- Ceremoniář, asistuje Znalci. V jeho péči je materiální obsah Lóže. Uvádí do Lóže Bratry, kteří byli prověřeni Znalcem. Při Práci doprovází Bratry v pohybu po Lóži. Jeho klenotem je hůl, kterou využívá v Lóži.
- Sekretář, neboli tajemník: Má roli administrativní. Zapisuje to, co se projednávalo na setkáních. Uchovává korespondenci, zápisy a všechny podstatné dokumenty. Jeho klenotem jsou dvě zkřížená brka.
- Dveřník: Povinností dveřníka je hlídat vstup do lóže. Někdy je zvykem, aby se dveřníkem stal odstupující mistr, z důvodu zednářské pokory. Pro zednáře žádná činnost totiž není podřadná. Jeho klenotem je meč.

Dalšími důležitými osobami v lóži jsou ceremoniář, pokladník a špitálník, také se používá označení jako almužník či samaritán. Předmět jejich činnosti vyplývá z jejich pojmenování. Důležitou pravomoc v lóži mají také lóžoví soudci.

### Chrám

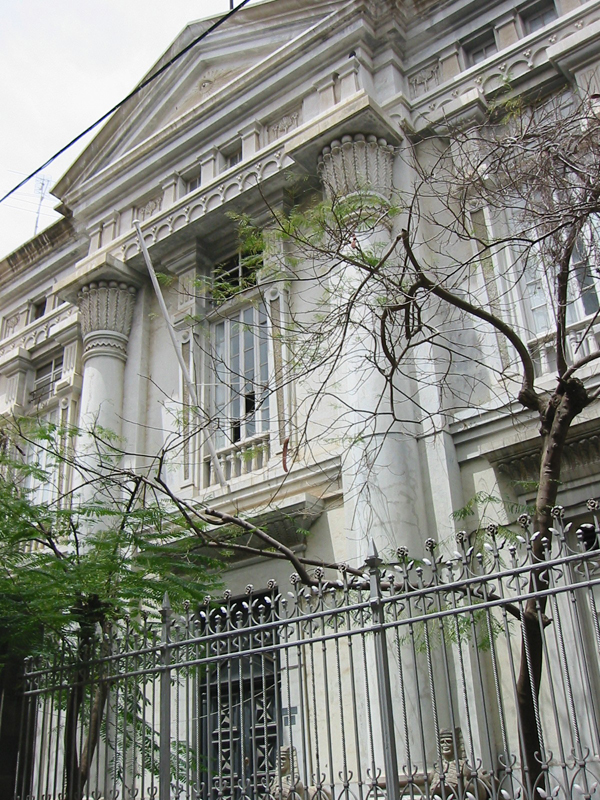
Zednářský chrám v Santa Cruz de Tenerife

Zednáři se scházejí v tzv. chrámu. Jedná se např. o speciálně upravenou budovu, nebo jen uzavíratelnou místnost, která je vybavená zednářskými předměty a zařízena podle tradice a potřeb obřadů. Na počátku zednářství se bratři scházeli v hospodách. Později si postavili jednotlivé zednářské lóže vlastní sály, vlastní budovy. Interiér chrámu pak odpovídá bohatství a důležitosti lóže. Vybavení mít symboliku, ne okázalost. Odkazuje na zednářské legendy a hodnoty. Při ceremoniálech je osobní prožitek důležitější než správná vizuální podoba věcí. Označení chrám odkazuje Šalamounův chrám a průběh jeho výstavby. Chrám mimo jiné znázorňuje i otevřenost a bratrství.

### Člen (bratr)

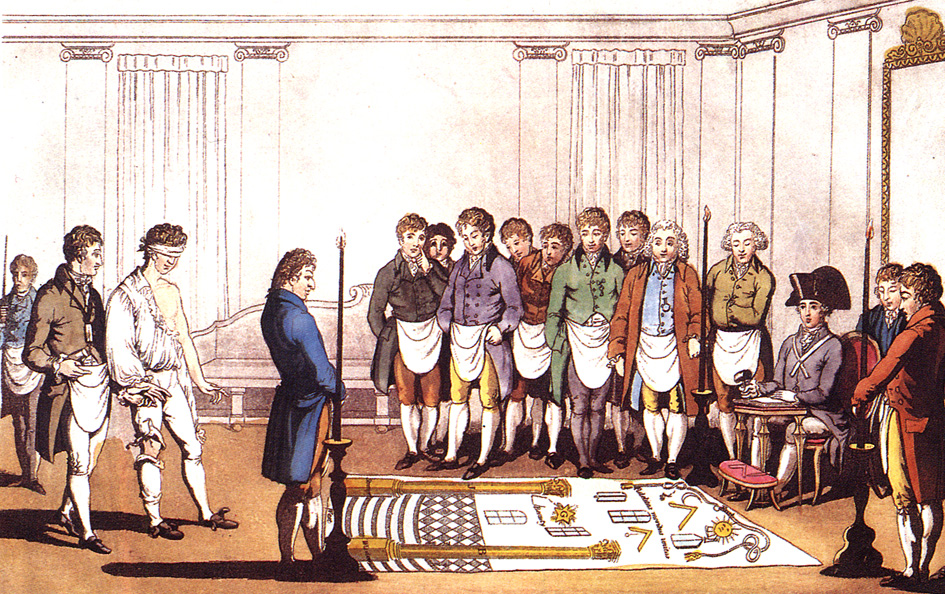
Zasvěcovací obřad

Členem bratrstva se může stát každý muž dobrých mravů, jakékoliv rasy, jakéhokoliv náboženského přesvědčení. Základní podmínkou je však víra ve Vyšší Moc. Tedy to, co sami zednáři nazývají Velký architekt všehomíra. Interpretace tohoto je na každém členovi. Pro křesťana to je Bůh, pro judaistu Hospodin, pro muslima Alláh, pro hinduistu Brahmá, pro jehovistu Jehova, pro zoroastristu prorok Zarathuštra, atd. Může to být také víra v přírodní zákony, které umožnily vznik a vývoj Vesmíru a v něm pak zrod a evoluci živé hmoty našeho Světa.

### Adept
Adept je termín pro člověka mimo lóži, který se chce stát členem lóže. Tím se stane tak, že oslovil některou z lóží, nebo byl osloven někým z členů. Jak řekl svobodný zednář pan Tomáš Srb: „Adept, kterému mezi námi říkáme hledající, je přiveden do lóže se zavázanýma očima a všichni příslušníci lóže mu mohou pokládat otázky, které považují za odpovídající kroku, který se chystá učinit.“  Pokud lóže rozhodne o přijetí kandidáta kladně, je mu z očí sundána páska během první iniciace. Jedná se o závěrečnou a nejdůležitější část přijímacího pohovoru.

### Kabinet rozjímání
Součásti rituál přijetí nového člena je mezi zednáře probíhá v tzv. „kabinetu rozjímání“ (komůrka rozjímání). Zde adept podepíše „Závazek“, kterým souhlasí s deklarací zásad Velké Lóže Zemí Českých a všem dalším právně závazným řádům a dekretům z toho vyplývajících.

### Přísaha
Svobodní zednáři jsou povinni přísahat. Přísaha je skládána k Vyšší Moci, Velkému architektovi všehomíra. Obsahem přísahy je:
1. Nevyjevit na veřejnosti nic z prací, které se konají v lóži;
2. Neprozradit jména jiných zednářů; základní opatrnost, která je nutná hlavně z bezpečnostních důvodů: nepřátelství vůči zednářství stále trvá.[123]

Dále může být obsahem přísahy také mlčení o znacích, gestech, slovech a učení, které mezi sebou bratři používají.

## Rity a stupně zasvěcení

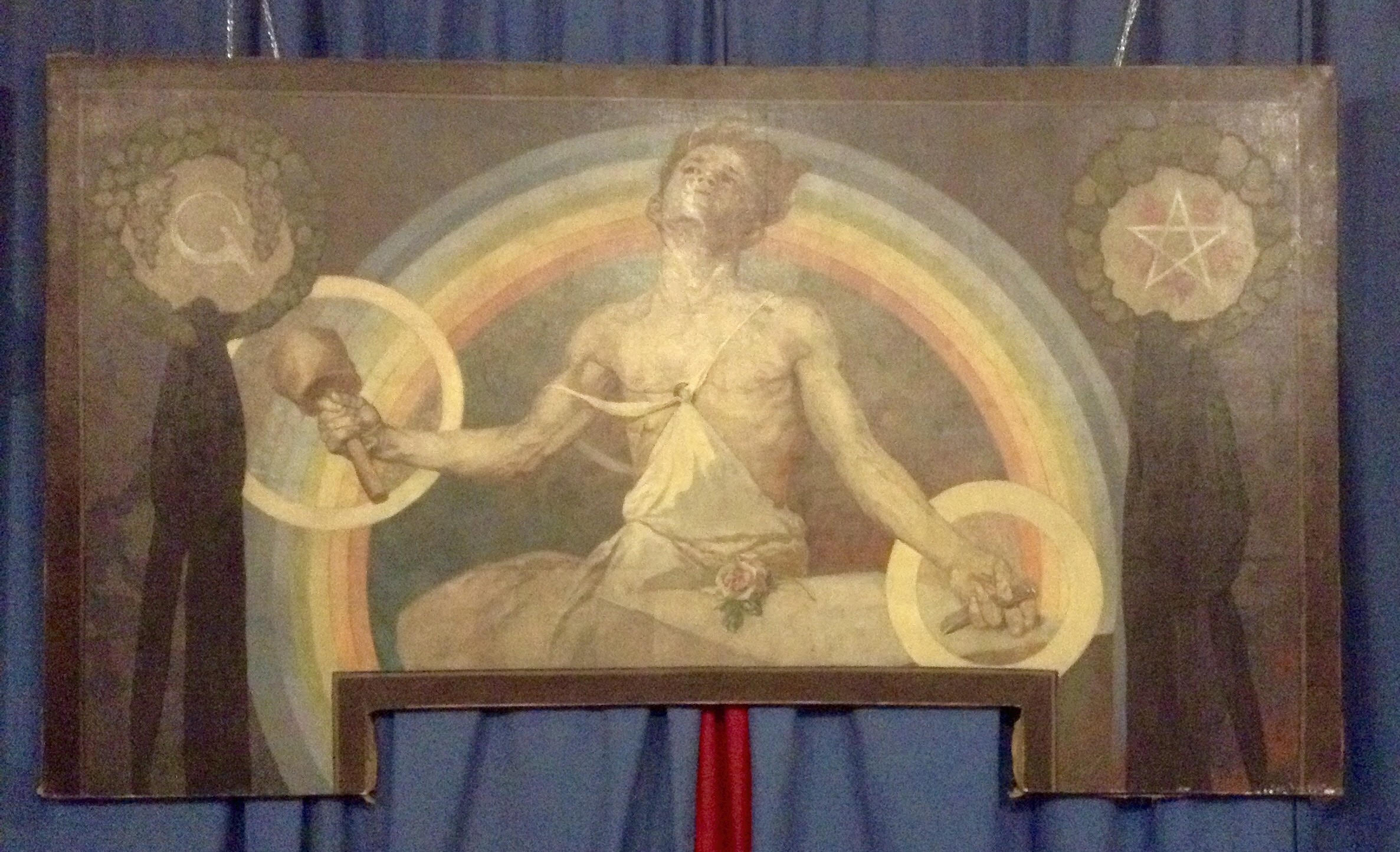
Zednářský učeň. Dílo zednáře Alfonse Muchy.

Zednáři vytvořil systém zasvěcení (tzv. stupňů), kdy jejich absolvování je spojeno s alegorickým učením metafyzických a morálních pravd. Základní stupně zednářského zasvěcení tzv. Modré zednářství, nebo Johannisovo zednářství, jsou učeň, tovaryš a mistr. Mimo to existují další stupně tzv. Červené zednářství, Černé zednářství a Bílé zednářství.

### Staroanglický systém
Jeho varianty jsou: Schröderův (Hamburský) systém, Feßlerův systém a neutrální systém.

### Novoanglický systém
Je původně starší než Staroanglický systém. Je založen na zachování jen nejsilnějších bratrů,

### Yorský ritus (americký systém)
Konzervativní ritus. Tento ritus je charakterizován jako křesťanský, čerpá zejména z hebrejských posvátných knih a židovských spisů, např. Flaviuse Iosephuse.
Dělí se na ritus anglické Velkolóže, ritus skotské velké lóže, ritus newyorské velké lóže, ritus irské velké lóže a ritus kubánské Velkolóže a další. Mimo tří stupňů modrého zednářství na něj navazují další stupně, jako stupně Royal Arch, Mark Master a KnightsTemplar.

### Skotský ritus starý a přijatý
Tento ritus je nejrozšířenějším, bývá označován jako iniciační a tradiční. Má 33 stupňů zasvěcení, které vznikly v 18. století ve Francii. Ritus klade na člena vysoké nároky z hlediska intelektuálního a morálního rozvoje.
Rozdělení stupňů:
- Symbolická lóže: 1. Učeň, 2. Tovaryš, 3. Mistr
- Lóže dokonalosti: 4. Tajný mistr, 5. Dokonalý mistr, 6. Důvěrný sekretář, 7. Dozorce a soudce, 8. Intendant staveb, 9. Mistr vyvolený devíti, 10. Slovutný vyvolený patnácti, 11. Vznešený a vyvolený rytíř, 12. Veliký mistr architekt, 13. Rytíř královské klenby, 14. Velký vyvolený, dokonalý a vznešený zednář
- Kapituly růže a kříže: 15. Rytíř východu a meče, 16. Kníže Jeruzalémský, 17. Rytíř východu a západu, 18. Rytíř růže a kříže, 19. Velký kněz
- Areopagy Kadosh: 20. Ctihodný mistr všech lóží, 21. Noachita neboli Pruský rytíř, 22. Rytíř královské sekery, 23. Představený svatostánku, 24. Kníže svatostánku, 25. Rytíř měděného hada, 26. Trojiční Skot neboli Kníže milosrdenství, 27. Velký komandér chrámu, 28. Rytíř Slunce, 29. Velký Skot sv. Ondřeje, 30. Rytíř Kadosch, 31. Velký inspektor inkvizitor komandér,[126] 32. Vznešený kníže královského tajemství, 33. Svrchovaný velký generální inspektor

Většinou se nepracuje na všech stupních. Zednáři je tzv. přeskakují. Některé stupně mají rozsáhlé iniciační obřady, jiné nikoliv. Z toho důvodu se do některých zasvěcuje a do nějakých je postup sdělen ústně. Ve Skotském ritu jsou z vyšších stupňů adepti nejčastěji zasvěcováni do 4., 12., 13., 14., 18., 28., 30., 31., 32. a 33. stupně.
Dílny 31., 32. a 33. stupně se scházejí pouze na svolání nejvyšší rady. Jejich činnost je řízena přímo velkými hodnostáři Nejvyšší rady, která stojí v čele ritu. Tvoří ji nejméně devět, maximálně třicet tři členů. Vedoucím Nejvyšší rady je hodnostář s titulem Svrchovaný velký komandér. Rada uděluje všechny vyšší stupně, počínaje 4. a konče 33. První tři symbolické stupně mají na starost obedience. Rada má právo, se k jejich činnosti vyjádřit. Vydává oficiální stanoviska jurisdikce a ritu navenek, a to v rámci svého teritoria. Ve své jurisdikci má veškerou zákonodárnou i výkonnou pravomoc. Také schvaluje znění všech používaných rituálů. Může dokonce potrestat provinilého bratra (buď zákazem vstupu do lóže na nějaký čas, nebo odebráním stupně).

### Obnovený skotský ritus
V zednářských zdrojích je uváděn také jako Opravený skotský režim. Odvolává na skotské systémy, je silně ovlivněn tzv. Řádem zednářských rytířů vyvolených Kohenů Všehomíra a německým řádem Striktní observace.  Ritus je tvořen třemi skupinami: 1. má čtyři stupně, 2. a 3. po dvou stupních. Od ostatních ritů se odlišuje čtyřstupňovým symbolickým zednářstvím. Čtvrtý stupeň, tzv. Skotský mistr svatého Ondřeje, představuje mezistupeň mezi modrými a vyššími stupni. V čele stojí Velkopřevorství.

### Smíšený mezinárodní ritus
Zakladatelem byl Georges Martin (1844–1916). V roce 1879 se stal členem skotské lóže Jednota a Dobročinnost a posléze velmistrem lóže Volnomyšlenkářů z Pecq. Angažoval se v záměru přijetí žen do zednářských lóží. Tato aktivita měla negativní ohlas v tradičních kruzích velké francouzské lóže.

### Misraimský a Memfiský ritus
Misraimský ritus byl založen v 19. století třemi bratry Bédarridovými a obsahuje 90 stupňů. Memfiský má 96stupňovou hierarchii. Jeho působení bylo zpočátku dosti nestálé, v roce 1815 byla založena v Montaubanu lóže žáků z Memfisu, která o rok později zaniká, v roce 1838 byla obnovena v Paříži. O několik let později, v roce 1849, byla přeorganizována a počet jejich stupňů se ustálil. Velký orient k tomuto ritu přistupoval velmi odmítavě.

### Švédský ritus
Švédský ritus je charakteristický svou mystičností a náboženským rázem. Jeho zakladatelem byl představený sedmé provincie německé striktní observance a nositel titulu „Šalamounův vikář“, princ Charles. Dodnes je stejným symbolickým jménem titulován nejvyšší představitel švédských zednářů. Ritus má 12 stupňů a v jeho čele stojí švédský král zvaný „Salamonis santificatus, illiminatus magnus Jehova“, „vládnoucí mistr“, „Šalamounův vikář“.

### Kvapilův ritus
Vlastní ritus VLČR.

### Nejčastější rituály

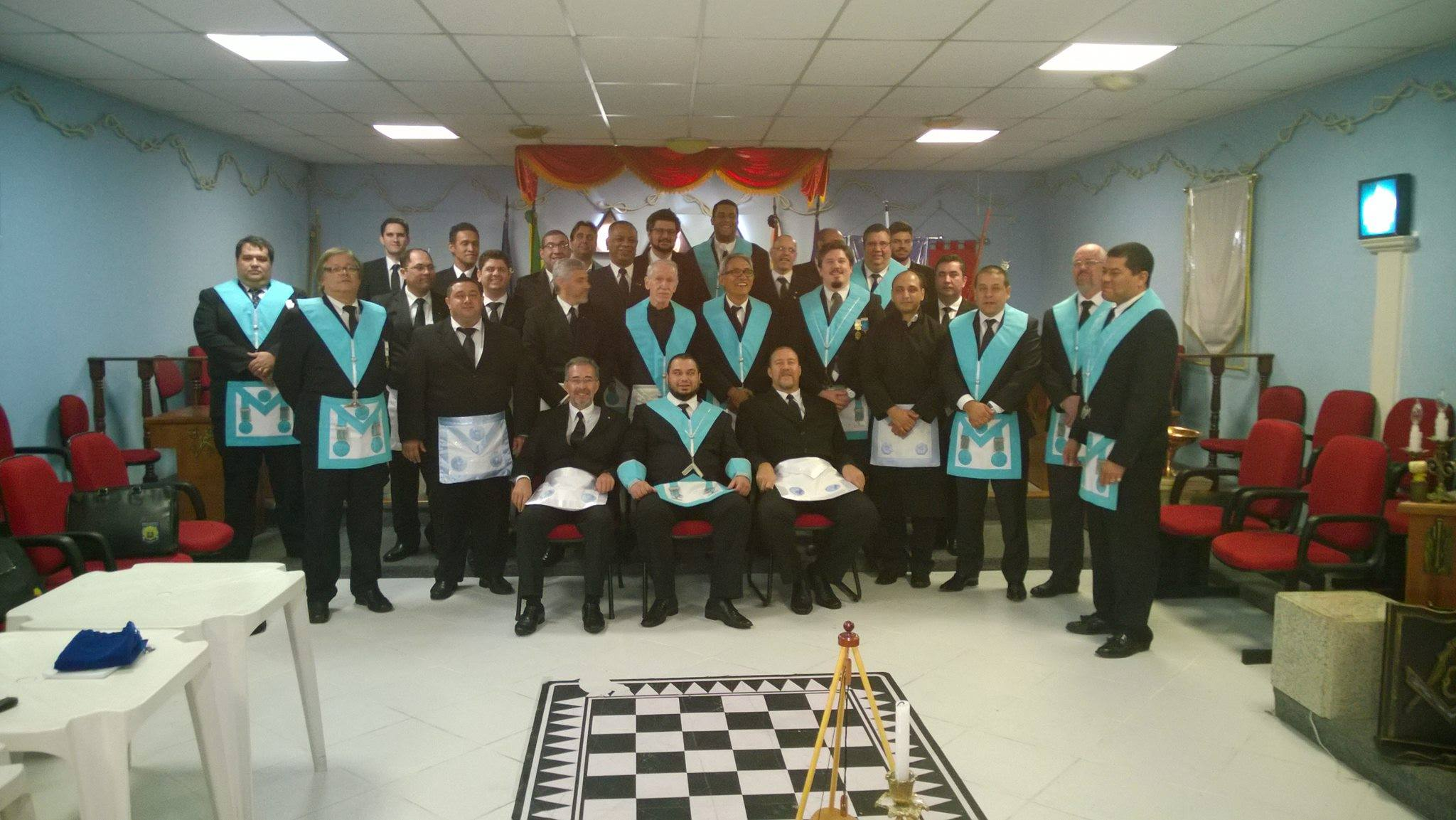
Lóže Arcanum Arcanorum, Brazílie

Svobodní zednáři vyvinul komplexní rituály odvozené z rituálů používaných v lóžích středověkých zednářů, s doplněním o současné prvky. Mezi ně patří např.:
- Rituál otevření prací: Prostřednictvím této ceremonie účastníci symbolicky přecházejí z profánního do posvátného času. Obřad začíná vstupem do chrámu, následuje hlavní část, jejímž základem je zapalování světel. Od věčného světla jsou zažehnuta ostatní, sloužící k osvětlení místnosti. Nedílnou součástí je dialog probíhající mezi velmistrem a oběma dozorci. Mistr klade otázky týkající se symboliky daného stupně a dozorci na ně odpovídají. Je zde také chvíle, kdy se všichni bratři společně podílejí na rituálu prováděním baterie a zvoláním. Součástí rituálu otevření prací je také opětovné zasvěcení, které má usnadnit přechod z profánního světa.
- Rituál uzavření prací: Představuje poslední rituál každé práce. Jeho průběh je podobný předchozímu rituálu, s tím rozdílem, že jednotlivé části jsou vykonávány v opačném pořadí. Světla jsou zhasnuta, pouze věčné světlo na stole zůstává. Součástí je také tzv. řetěz jednoty, také řetěz spojení. Bratři si sejmou rukavice, postaví se do kruhu a vezmou se za ruce. Tento akt symbolizuje spojení a jednotu všech svobodných zednářů na celém světě. Následuje odchod z chrámu.
- Rituál zasvěcení: Při plnění tohoto rituálu jsou adeptovi odhalena některá tajemství a jsou odhalena slova nezbytná pro komunikaci mezi bratry a gesta, která mu umožní jejich rozpoznání. Během zasvěcení skládá adept přísahu, ve které se zavazuje k zachovávat mlčenlivost o všech informacích získaných v lóži. Přísaha také popisuje trest, který má být splněn v případě porušení této přísahy. Toto je odkaz na tradici a tresty jsou již jen symbolické.

Svobodné zednářství dále obsahuje rituály, které jsou určené pro zvláštní či výjimečné příležitosti, např. rituál vnesení světla do lóže; rituály pro zednářské svátky (svatojánské slavnosti), rituál ustanovení kolegia hodnostářů lóže, smuteční rituál za zemřelého bratra apod. Zvláštní rituál představuje tzv. lóžová tabule, při které členové zasedají ke stolu a přijímají potravu. K tomuto obřadu se vztahuje nádobí a náčiní, označené zednářskými znaky (například slavnostní vinné skleněné číše s rytými emblémy), lžíce, nebo talíře či mísy.
Zednářské rituály mají posílit bratrské pouto, smysl pro komunitu a identitu, a také zavést vhodnou vznešenou atmosféru přispívající k poznání a sebereflexi. Při práci nosí zednáři bílé rukavice a zástěry. Symbolika zasvěcení (33 stupně) vyvolává kontroverzi, což tvrdí bývalý bratr dr. Maurice Caillete, při iniciaci na 33. (nejvyššího) stupeň, bratr podstupující zasvěcení zašlapává do písku papežskou mitru (anglicky Papal tiara).
V 18. a 19. století byl komunikační jazyk v lóžích francouzština, angličtina. Na počátku 20. století bylo ve Švýcarsku experimentálně představeno esperanto, při mezinárodních setkáních bratrů. Obecným jazykem v lóži je mateřský jazyk, resp. úřední jazyk země, kde se lóže nachází. V Česku jsou lóže, kde lze pracovat v jazyce anglickém, francouzském, italském, německém.

## Symbolika
„Symbol je viditelným znakem neviditelné skutečnosti.“
Původ symbolů byl v dobách kamenických cechů. Zde byly nejčastější řemeslné pomůcky jako: kružidlo (představuje povinnost), kladivo (práci), úhelník (poctivost), pravítko, krokvice a jeden z nejdůležitějších symbolů, hrubý, neotesaný kámen. Některé symboly mají svůj původ v Bibli. Zednářský symbolismus také čerpá z tradice Rosekruciánů a skrze ně z alchymistické symboliky. Existují ještě další symboly, které pocházejí ze starověkých iniciačních tajemství, zejména z egyptských a eleusinianských mytologií, jakož i ze slunečních božstev a pythagorejských mýtů. Velká část symboliky je křesťanského a gnostického původu, některé symboly byly vypůjčeny z rytířského symbolismu. Symbolika svobodného zednářství označuje „stavbu“ jako povinnost a úkol zednáře. Symboly v zednářství jsou chápány jako znaky intelektuální a duchovní dimenze, nikoli náboženské a okultní. Zednářské symboly nejsou explicitní a mohou podléhat individuálním interpretacím samotných zednářů.

### Základní dělení symbolů
Symboly prvních tří stupňů tzv. modrého zednářství, se dle Skotského ritu starého a přijatého, dělí na několik skupin:
- Velká světla: Bible (anglicky Volume of Sacred Law, zkr. VSL), kružidlo a úhelník.[pozn. 18]
- Malé klenoty: úhelnice, vodováha a olovnice.
- Malá světla: Ta jsou představovány svícemi, které planou na třech sloupech, a symbolicky podpírají „stavbu“ svobodného zednářství.

### Trvalé symboly
- Kružítko (Kružidlo): Symbol moudrosti, znalostí, rozumu, tvořivých a aktivních sil Boha a člověka. Kombinace kruhu, tj. nekonečna a bodu, tedy počátku, který symbolizuje absolutno. Mimo úhelníku a Bible, je jedním z tzv, Velkých světel lóže.

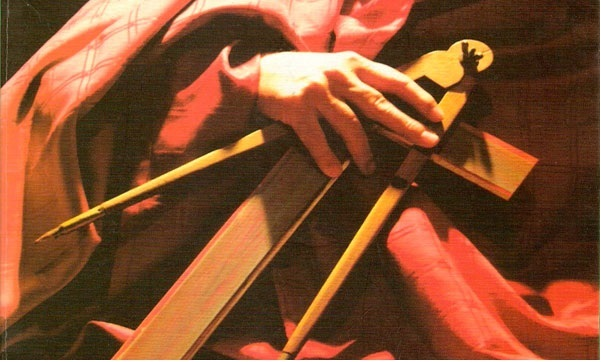
Kružítko a úhelník.

- Kružítko a úhelník.Úhelník: Symbolizuje rovnováhu a poctivost, ve skotském ritu ve spojení s kružítkem symbolizuje pasivní síly, zatímco kružítko symbolizuje aktivní síly.
- Velký architekt všehomíra: K jeho zobrazení se používají symboly pěticípé a osmicípé hvězdy, trojúhelník, oko, písmeno G či hebrejské jméno Boha (JHVH).
- Šalamounův chrám: Symbol snahy o sjednocení lidstva. Jeho úkolem je připravit lidstvo, symbolizuje dokonalost, obsahuje vše z svobodného zednářství.
- Tři architektonické sloupy (také číslo tři): Symbolizují princip tří hodnot, tedy Moudrosti, Krásy a Síly. Na nich jsou zapáleny svíce.
- Východ (Orient): Posvátný směr zednářství. Odkaz na místo výskytu Zemi izraelskou (Erec Israel). V zednářství se všechny události dějí na východě něčeho, např. odtud na východě Česka, na východ od Prahy, a na východ od Ostravy.
- Západ: Symbolický směr, ze kterého do lóže přicházejí profané, tedy čekatelé, nečlenové, ev. také nezednáři.[pozn. 19]
- Jih: Symbolický čas pro zahájení práce. Je to astronomické poledne, když je Slunce na svém zenitu. Ve skutečnosti jsou lóže obvykle otevřeny večer, aby se mohli bratři, kteří mají své civilní povolání, účastnit prací lóže. Požadavek na otevření lóže z jihu, je ten, že Země je kulatá a otáčí se kolem své osy, v kterémkoli okamžiku je na nějakém bodě zeměkoule Slunce v zenitu.
- Sever: Symbolický čas ukončení práce.
- Slunce: Symbol rozumu, světla.
- Hvězda. Symbol světla, poznání, dokonalosti.
- Trojúhelník: Symbol vědy.

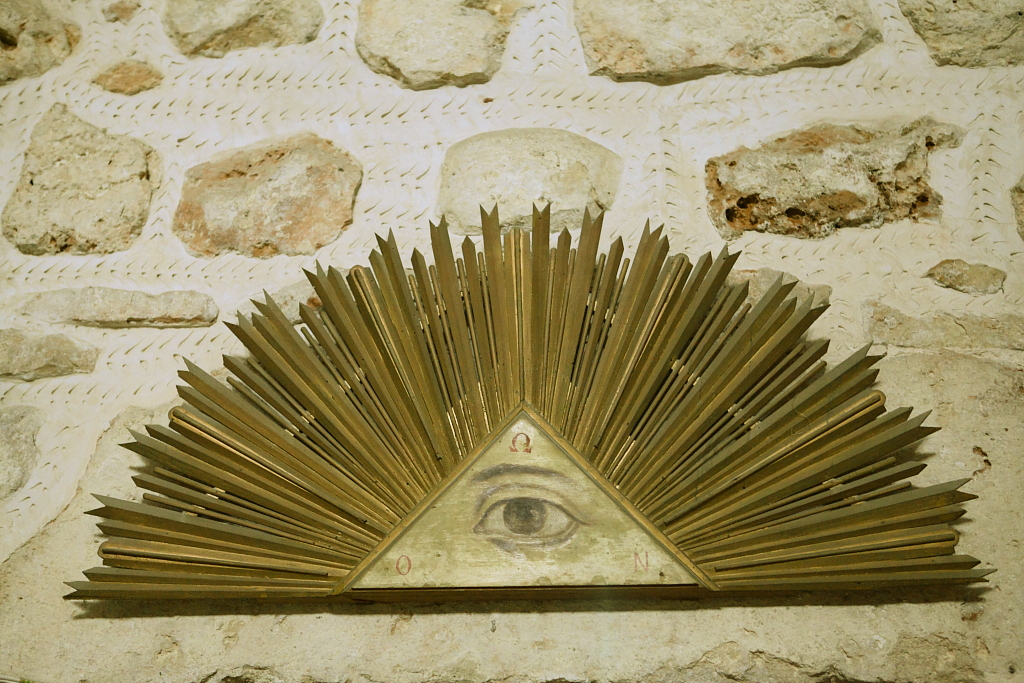
Vševidoucí oko, Bazilika Svatého Kříže, Jeruzalém

- Vševidoucí oko, Bazilika Svatého Kříže, JeruzalémOko: Symbol vědomí, moudrosti, znak Velký architekt všehomíra.
- Písmeno G: Bývá často umístěné ve středu planoucí pěticípé nebo šesticípé hvězdy. Je interpretováno jako odkaz na slova: grande, grand znamenající „great“, také odkaz na geometrii a řeckou gnostiku.
- Lóžový koberec: Také se používá označení obraz, plán, deska nebo tabule. Hraje roli roli iniciaci nových kandidátů.
- Akát: Symbol nesmrtelnosti a hledání světla. Akát byl zasazen na hrob zabitého Chírama.
- Sloupy Boaz a Jakin: Místo „výběru mzdy“, tj. získání zednářských znalostí. Symboly mužských (J) a ženských (B) sil. Ve sloupu Boaz je svět často viditelný, zatímco ve sloupu Jakin ne, zde jde o nebe, atmosféru.
- Enochovy sloupy: Podle legendy, vytvořil Enoch dva sloupy, jeden z mramoru a druhý z bronzu, takže nic, ani povodeň, ani oheň, nemohly univerzální pravdy, které se Enoch rozhodl napsat na tyto sloupy. Na zednářské zástěře George Washingtona jsou zobrazeny čtyři sloupy. Dva v popředí jsou sloupy Enochovy a další dva jsou Boaz (nalevo) a Jakin (napravo).
- Hrubé a opracované kvádry: Znázorňuje něco stabilního a funguje jako podklad, na kterém lze stavět.
- Lebka a zkřížené hnáty: Symbolizuje smrt já neboli ega jedince. Nastává fyzická smrt, která musí předcházet před vzkříšením ve vyšším stupni bytí.
- Akácie: Ve starověku byla ztotožňována se slunečním emblémem. Např. Egypťané a staří Arabové ji uctívali jako posvátný strom. V Bibli je zmíněno, že Mojžíš nechal vyrobit archu, stůl i oltář pro zápalné oběti z akáciového dřeva obloženého zlatem nebo bronzem (Ex 25-27).  Tento fakt naznačuje, že se jednalo o posvátné dřevo, z praktických důvodů využívané pro svou odolnosti proti hnilobě.

### Osobní znaky zednáře

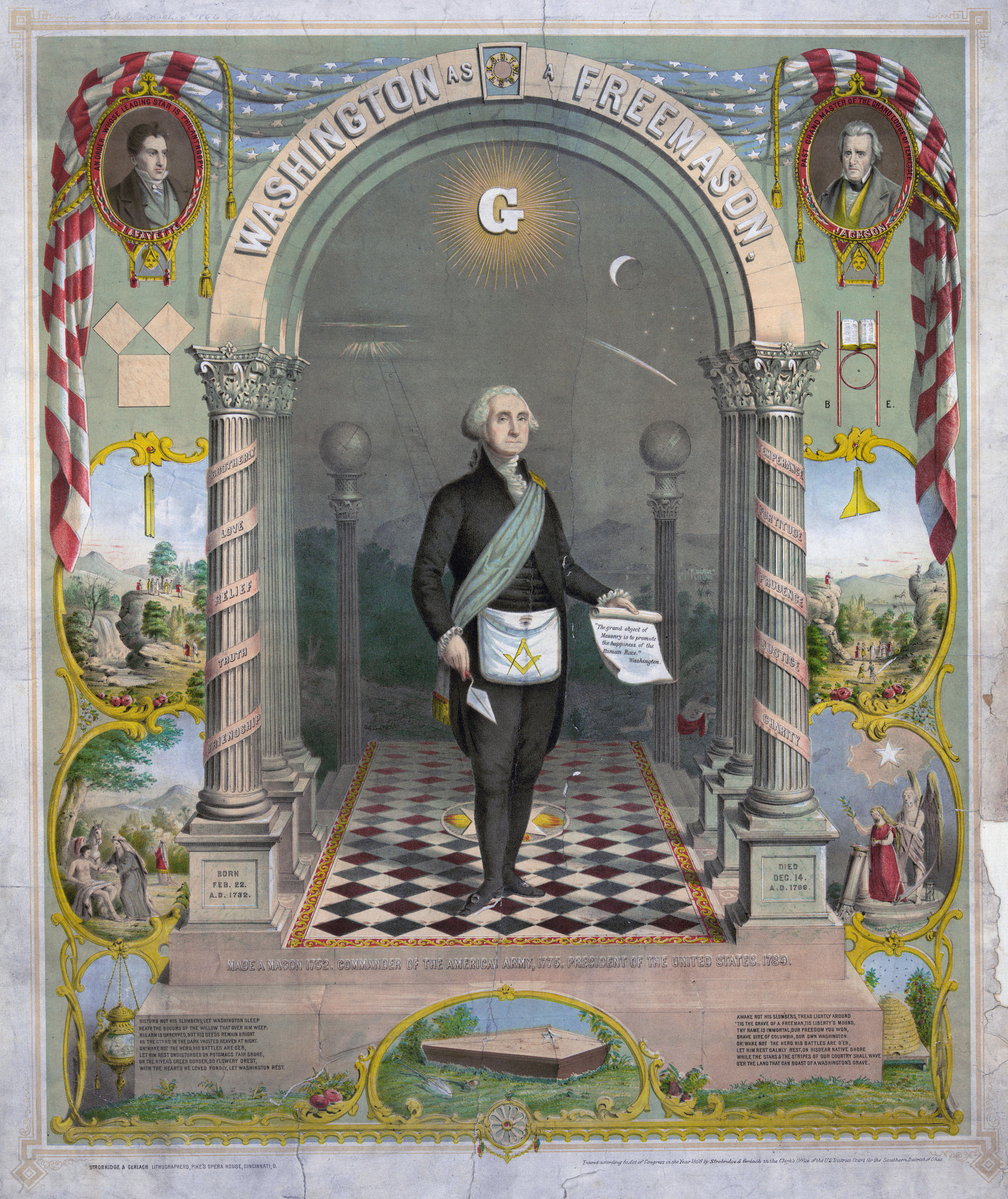
George Washington, v zednářském oděvu, vč. zástěry.

- George Washington, v zednářském oděvu, vč. zástěry.Zástěra: Symbolizuje duševní hodnoty, jako jsou čistota, nevinnost, poctivost a pracovitost.
- Bílé rukavice: Symbolizují čisté ruce nebo neposkvrněný čistý zednářský život.
- Klobouk: V amerických lóžích jen nosí mistr lóže. Smeká jej, když padne zmínka o Bohu (Velkém architektovi Vesmíru).
- Náprsní klenoty a medaile: Slouží především k označení členství v lóžích.
- Meč: Odkazují na dobu rytířskou. Jílec meče tvořil kříž, lesknoucí se čepel znamenala čistotu myšlení a skutků.

### Tajemství
Přesné informace o symbolice a zednářských rituálech jsou jistým druhem tajemství, které si bratři předávají mezi sebou.
Tajemství lze rozdělit do několika skupin:
- Slova (hesla), která jsou používána v lóži, obvykle mluvená šepotem nebo hláskováním, a gesty k rozpoznání bratrů.
- Morální a historické vědy, obvykle založené na biblických tématech.
- Architektonický symbolismus založený, jak se předpokládá, při stavbě Šalamounova chrámu.
- Symbolika nástrojů a činností, které jsou jimi prováděny.
- Obsah přísahy ze strany učně a druh trestu hrozícího za zradu tajemství.

Koncept tajemství je základním prvkem svobodného zednářství, stejně jako rozdělení lidí na zasvěcené, tedy bratry a profany, tedy světské. Skutečná, nebo údajná zednářská tajemství jsou součástí jejich legend. Svobodné zednářství je v zásadě tajemství všeho, co se děje v lóži od jejího otevření po uzavření.

### Kalendář
Svobodní zednáři mají svůj vlastní kalendářní systém, který počítají od Anno Lucis. Tento systém vytvořil irský biskup James Ussher (1581 – 1656). Výjimku tvoří Rytíři slunce, což je 28 stupeň skotského ritu. Ti neuznávají letopočet a místo něj píší sedm nul.

## Svobodní zednáři vs. politika, náboženství, ideologie

### Politika
V lóžích platí zákaz hovorů, diskuzí o politice, politické ideologii konkrétní strany nebo náboženství. Tento zákaz se poprvé objevil ve Starých povinnostech. Ty byly zavedeny v platnost při ustanovení Veliké lóže Anglie (United Grand Lodge of England) kazatelem Jamesem Andersonem, který je napsal a vydal v roce 1723 a jsou stále považovány za základní zednářský zákon všech zednářských lóží. Říká se v něm:
„Neměli byste dělat ani říkat nic, co by mohlo ublížit nebo znemožnit příležitostnou a přátelskou konverzaci. Protože to by nepříznivě ovlivnilo naši harmonii a zmařilo dobrý záměr, který sledujeme. Z tohoto důvodu nelze do chrámu, lóže přinášet žádné osobní posměšky a argumenty a rozhodně žádné spory ohledně náboženství, národnosti, nebo politiky.“
Např. v Grand Orient de France jsou zednáři a jejich lóže mnohem více zapojeny do každodenního kulturního a politického života.
V 1748, jeden ze zednářů Charles Louis Montesquieu osobně obhajoval princip demokratického dělení sil na tři prvky „politické síly”, tedy: legislativu, výkonnou moc a jurisdikci.
Dne 24. května 1773 bylo ve Francii, v Grand Orient de France, vytvořena Grande Loge Nationale a v roce 1775 byla v oběžníku nalezena slova „Zákon je projevem vůle široké veřejnosti!“. Rozdělení pravomocí dle Montesquieu došlo 26. srpna 1789 v Deklarace práv člověka a občana. Tehdy hrdě hovořil o „občanech zednářské demokracie“.
Rok po vyhlášení americké Deklaraci nezávislosti, 4. července 1776, odjel markýz de La Fayette do Ameriky, kde dobrovolně bojoval za americkou nezávislost a její ideály rovnosti, svobody a spravedlnosti. Bojoval za protestantská občanská práva a zrušení otroctví. Jako demokrat a obhájce svobody prosazoval demokracii a lidská práva, která Thomas Jefferson sepsal ve Virginii v roce 1776. V té době byl často v přítomnosti George Washingtona. V Americe byl přijat do zednářské vojenské lóže v Morristownu. Když se vrátil do Francie, lidé ho triumfálně přivítali a Ludvík XVI. jej pozval na osobní schůzku. Ve Francii se stal členem Loge Contrat Social.
Po Georgi Washingtonovi bylo několik dalších prezidentů členy lóží, např. James Monroe, Theodore Roosevelt a Harry S. Truman, který veřejně obhajovali principy svobodného zednářství ve Spojených státech.
Svobodní zednáři se zavázali k mezinárodnímu porozumění. Na konci 19. století redaktor Lipských Freimaurer-Zeitung, Carl Pilz, kritizoval „národní nenávist“ mezi evropskými národy. Uvedl, že sen o „světovém bratrství“ by „zůstal zachován tak dlouho, dokud by jeden národ nenávistně nerozdělil další národ“.

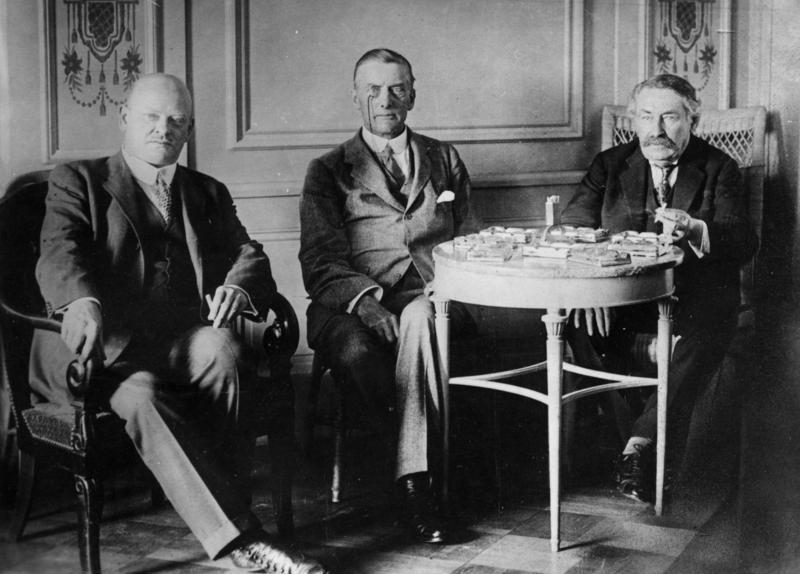
Gustav Stresemann, Austen Chamberlain, Aristide Briand při jednáních v Locarnu, tzv. Locarnské dohody.

Po první světové válce byli německý ministr zahraničí Gustav Stresemann a francouzský premiér a později ministr zahraničí Aristide Briand mezi stoupenci mezinárodního mírového úsilí a Společnosti národů. Oba spojilo zednářství. Aristide Briand kritizoval tvrdé podmínky Versailleské mírové smlouvy proti Německu a následně musel v roce 1922 rezignovat. Gustav Stresemann zastupoval zednářské hodnoty v Německu tak, že vedl kampaň za mírovou dohodu s Francií a za přijetí Německa do Společnosti národů. Když v roce 1926 uspěl, použil ve veřejné inaugurační řeči zednářský slovník. Za své úsilí obdrželi Gustav Stresemann a Aristide Briand v roce 1926 Nobelovu cenu za mír. V roce 1928 byl Aristide Briand iniciátorem Briand-Kelloggskému paktu. Stresemann se zasadil o to, aby se Německo připojilo k Briand-Kelloggskému paktu, kde je uvedeno, že: „válka považována za čin v rozporu s mezinárodním právem.“
V roce 1955 bylo dílo Ludwiga van Beethovena a báseň Friedricha Schillera Óda na radost, zpracováno zednářem Richardem Mikulášem Coudenhove-Kalergi jako evropská hymna. Text popisuje zednářský ideál společnosti rovných lidí, kteří jsou spojeni svazkem přátelství. Báseň byla diskutována v zednářské lóži Zu den drei Schwertern und Asträa zur grünenden Raute v Drážďanech.
Např. v německé politice byli zednář: německý federální ministr a politik Thomas Dehler (1897–1967), hesenský premiér Holger Börner (1931–2006) také veřejně vyznal zednářství. Ve Švýcarsku byl prvním federálním prezidentem a dlouholetým federálním poradcem Jonasem Furrerem. Mezi rakouskými politiky konce 20. století to byli: kancléř Fred Sinowatz a vídeňský starosta Helmut Zilk.

### Náboženství

#### Islám
Mnoho z islámských argumentů proti zednářství je úzce spjato s antisemitismem i antisionismem. Existují kritiky, které ukazují údajné na propojení svobodného zednářství s Al-Masih ad-Dajjal, což je v Koránu označení pro falešného Mesiáše. Někteří muslimští antizednáři tvrdí, že zednářství propaguje zájmy židů po celém světě, a že jedním z jeho cílů je zničit mešitu Al-Aqsa, aby se znovu postavil Šalamounův chrám v Jeruzalémě. V článku 28 deklarace, Hamas uvádí, že svobodní zednáři, rotariáni a další podobné skupiny„ pracují v zájmu sionismu a podle jeho pokynů ...“
Mnoho zemí s majoritní muslimskou populací nedovoluje zednářské lóže na svých územích. Země jako Turecko a Maroko umožnily zřídit velké lóže, v zemích jako Malajsie a Libanon, existují oblastní velké lóže, které jsou řízeny na základě příkazu nadřízení lóže.
V Pákistánu bylo v roce 1972, na základě nařízení premiéra Zulfiqara Ali Bhutta, svobodné zednářství zakázáno a chrámy byly zabaveny vládou.
Zednářské lóže existovaly v Iráku již v roce 1917, kdy byla otevřena první lóže pod United Grand Lodge of England. Devět lóží existovalo ještě v 50. letech 20. století a Skotská lóže byla založena v roce 1923. Pozice zednářů se po revoluci změnila a všechny lóže byly v roce 1965 uspány. Tato situace byla později posílena za Saddáma Husajna, kdy byl trest smrti byl „vyměřen“ těm, kteří „propagují nebo uznávají sionistické principy, včetně svobodného zednářství, nebo kteří se sdružují s sionistickými organizacemi“.

#### Judaismus
Židovský život v Německu byl až do 19. století značně ztížen. V roce 1841 byl židovský makléř Harry Lipschütz odmítnut z náboženských důvodů při vstupu mezi zednáře, a to do lóže v Hamburku. Krátce nato byl přijat po rozhodnutí Velké lóže v Hamburku (německy Großen Loge von Hamburg), protože podle stanov nebylo dovoleno odmítnutí čekatele z důvodu náboženství.
V knize Allgemeine Handbuch der Freimaurerei z roku 1900, je záznam, že: „Židé a muslimové mohou být členy lóží. V roce 1725 v lóži U růže v Cheapside, kdy se dne 22. září konalo setkání zednářů, bylo na seznamech již 1725 židovských jmen. Tradovalo se, že záměrem povolení vstupu i jiných věřících, bylo zmírnit napětí uvnitř křesťanských církví a uskutečňovat myšlenku Komenského […].“ Teprve v 19. století měli židé právo navštěvovat pouze německé zednářské lóže, to díky tlaku zednářů z Francie a Anglie. „Osvícení bratři, kteří by to mysleli jinak, jako např. Lessing, byli výjimkou.“
Na konci osmdesátých let 18. století se v Berlíně setkala tzv. Toleranční lóže (německy Toleranzloge), která se těšila přízni vlády, ale záhy byla uspána. Při vyšetřování lóže Asträav v Ulmu, v roce 1810, byl položen dotaz, zda smí lóže přijímat židy, bylo odpovězeno, že ne. Ve Francii však byli mezi zednáři členové židovského vyznání, kteří takovéto odmítnutí neobdrželi. Byli členy, stejně jako mnoho křesťanů Velkého Orientu, a dostali povolení k založení lóže ve Frankfurtu nad Mohanem, která byla v roce 1808 pojmenována L’Aurore naissante. Jednalo se o první tzv. židovskou lóži, kde byli např. Ludwig Börne, Berthold Auerbach, Gabriel Riesser z Hamburku, Isaak Markus Jost, Michael Creizenach.
Organizace B'nai B'rith, jejímž členem byl také Sigmund Freud, pracuje od roku 1843 do současnosti. Pokud jde o intelektuální obsah a organizační strukturu, ta je podobná se svobodnými zednáři, ale je vyhrazena pouze pro židy.

#### Křesťanství

##### Katolická církev
Kritici Svobodné zednáře chápou jako náboženskou organizaci. Svobodní zednáři toto odmítají a označují se za bratrstvo. Postoj k náboženství se liší podle doby a regionů. Svobodní zednáři mohli a mohou vyznávat rozdílná náboženství.
Konflikt mezi katolickou církví a zednářstvím začal, v první polovině 18. století. Papež Klement XII. vydal 28. dubna 1738 apoštolskou bulu In Eminenti, kterou zakazoval katolíkům vstup a příslušnost k zednářským lóžím pod trestem exkomunikace. Svobodné zednářství prohlásil za kacířství a poznamenal, že katolík by se neměl připojit k organizaci, jejíž cíle jsou nejasné. V roce 1884 pak byli zednáři zatraceni encyklikou Humanum Genus papeže Lva XIII. Od té doby byly podobné buly vydávány různými papeži až do konce 19. století. V mnoha z nich bylo zednářství označováno jako sekta. Od vydání nového CIC v roce 1983 pontifikátu Jana Pavla II. již není členství v lóži trestáno samočinnou exkomunikací, je ale stále zakázáno a hodnoceno jako těžký hřích a má být stíháno spravedlivými tresty (což zahrnuje i exkomunikaci) pro ty, jejichž členství vyjde na světlo.
V kontextu s Velkou francouzskou revoluci a záměrně organizované sekularizace, která doprovázela revoluci, vytvořily proti církevní postoje zednářů nový základ antagonismu. Někteří zednáři, v tradičně katolických zemích, jako protipól k církvi, přijali za svou duchovní cestu studium některý knih od Voltaira, které byly zakázané. Papež Leo XIII. v Humanum Rodus napsal, že svobodné zednářství, vyznávající ideály univerzální rovnosti a sekularismu, může připravit cestu pro komunismus.
Ve 20. století se několik katolický představitelů a zednářů chtělo zapojit do dialogu. Několik názorů tradičně připisovaných zednářství, jako je deismus, snaha o sekularismus státu, boj proti určitým vírám hluboce zakořeněným v katolicismu, které svobodné zednáři nazývají „pověry“, byly v rozporu s teologií a naukou katolické církve. Mezi katolickými organizacemi, které se zajímaly o toto téma, byla např. Militia Immaculatae (česky Rytířstvo Neposkvrněné). Její zakladatel Maksymilian Maria Kolbe (1894–1941) nabádal k tomu, aby se věřící modlili za členy zednářských lóží. Statut této organizace měl jako hlavní cíl „usilovat o přeměnu hříšníků, kacířů, schismatiků a pod., stejně jako zednářů. Současně orodovat za všechny o ochranou a podporu u Panny Marie. Hlavní strategie byla „především modlitba.“
Mezi členy zednářů byli panovníci i biskupové, např. britský král Jiří IV.; spekuluje se o papeži Piovi IX., který se ale později k řádu nehlásil, byl lóží vyloučen. Někteří zednáři byli zastánci deismu, někteří byli židé. Vliv náboženství na činnost lóží je v dnešní době ještě menší.

###### Seznam papežských dokumentů

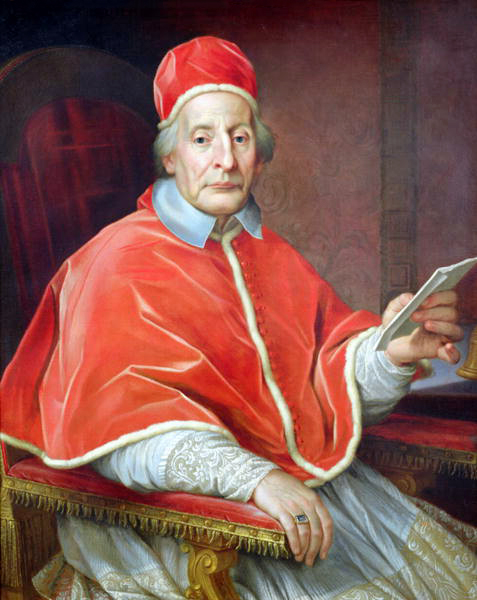
Klement XII.

Po založení zednářství v Anglii, okolo 1717, se dál šířilo po celé Evropě a také do Florencie a Říma (po roce 1733). Pod vlivem svaté inkvizice byla svolána konference ve Florencii. Účastnili se jí kardinálové Ottoboni, Spinola a Zondadari. Následně v průběhu dalších let byly vytvořeny dokumenty, které zednáře omezovaly a exkomunikovaly.
| Papež         | Dokument                         | Datum vydání     |
| ------------- | -------------------------------- | ---------------- |
| Klement XII.  | Ústava In Eminenti               | 28. duben 1738   |
| Benedikt XIV. | Ústava Providas                  | 18. květen 1751  |
| Pius VII.     | Ústava Ecclesiam a Jesu Christo  | 13. září 1821    |
| Leon II.      | Ústava Quo graviora              | 13. březen 1825  |
| Pius VIII.    | Encyklika Traditi humilitati     | 24. květen 1829  |
| Řehoř XVI.    | Encyklika Mirari vos             | 15. srpen 1832   |
| Pius IX.      | Encyklika Qui pluribus           | 9. listopad 1846 |
| Pius IX.      | Encyklika Quanta cura            | 8. prosinec 1864 |
| Pius IX.      | Syllabus Errorum                 | 8. prosinec 1864 |
| Pius IX.      | Multiplices inter                | 25. září 1865    |
| Pius IX.      | Ústava Apostolicae Sedis         | 12. říjen 1869   |
| Lev XIII.     | Encyklika Humanum genus          | 20. duben 1884   |
| Lev XIII.     | Encyklika Custodi di quella fede | 8. prosinec 1892 |
| Lev XIII.     | Encyklika Inimica vis            | 8. prosinec 1892 |

###### Taxilova mystifikace
Léo Taxil, vyvolal v 19. století svými názory obrovskou vlnu nenávisti k zednářům. Původně byl založením volnomyšlenkář, který se přidal k zednářům. Odtud vystoupil a přešel na stranu katolické církve. Ve svých knihách, např. Les FreresTrois – Points, Les Soeursmaçonnes. Popisoval zednáře jako uctívače ďábla, šarlatány a rituální vrahy. K jeho názoru se přidali další autoři, kteří fabulovali na stejné téma. Léo Taxil v roce 1897 veřejně přiznal svou činnost, jako klamnou a lživou.

###### Situace v 20. a 21. století
V Kodexu kanonického práva z roku 1917 byl kánon 2335, který uváděl, že:
„Každý, kdo se připojí k zednářské sektě nebo sdružením proti církvi, podléhá právu na exkomunikaci a to pouze na základě práva, které je vyhrazeno Svatému stolci.“
Toto ustanovení zůstalo v platnosti až do vydání nového kanonického zákona tzv. Deklarace o zednářství (Declaratio de associationibus massonicis) v roce 1983. Na přípravě se podílela Kongregace pro nauku víry. Proběhla diskuze o vypuštění, nebo zachování kánonu 2335, který byl následně odstraněn a nahrazen kánonem 1374, který obecně formuloval zákaz příslušnosti k jakékoli organizaci jednající proti církvi, aniž by byly jasně uvedeny sankce za ohrožování zájmů katolické církve.

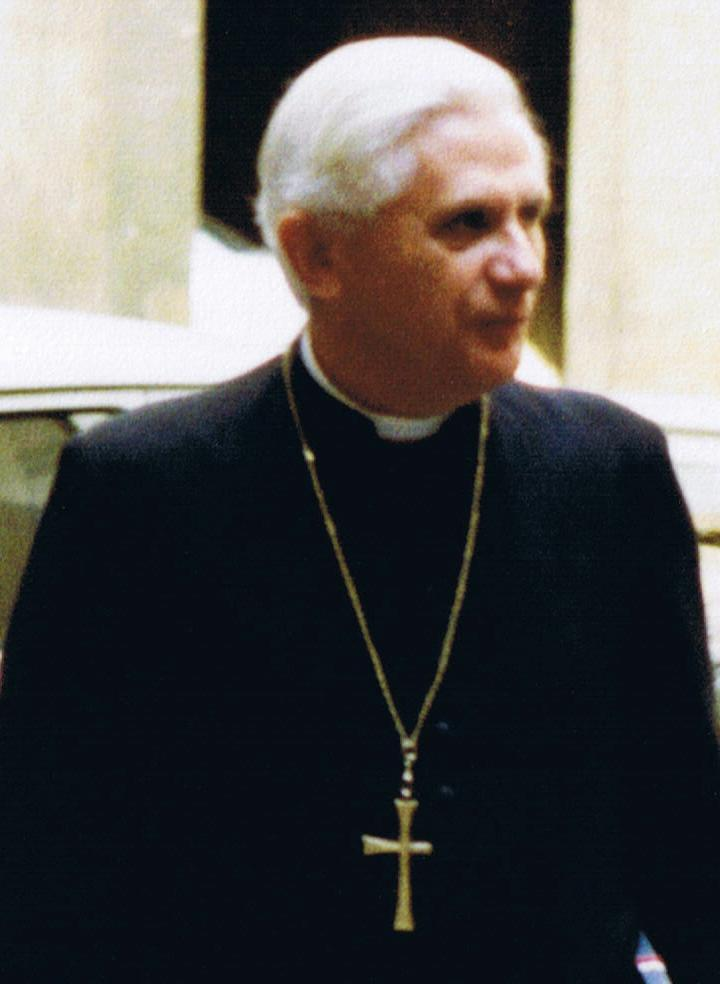
Kardinál Joseph Ratzinger. Řím, rezidence Sant'Uffizio, 1988.

Dne 26. listopadu 1983, v předvečer oznámení nového kodexu, se objevila deklarace Kongregace pro nauku víry, v jejímž čele stál kardinál Joseph Ratzinger, která jasně stanovila, že všechny formy zednářského hnutí patří do kategorie „sdružení jednajících proti církvi“, a proto:
„Věřící, kteří patří ke zednářským sdružením, jsou ve stavu vážného hříchu a nemohou přijímat svaté přijímání“.
Během audience, kterou kardinálovi Ratzingerovi poskytl Jan Pavel II., bylo toto prohlášení schváleno a nařízeno jeho zveřejnění. V praxi to znamená, že katolíci nemohou být zednáři bez rizika vážného konfliktu se svým svědomím. V obsahu dokumentu bylo uvedeno, že zednářské principy jsou neslučitelné s učením katolické církve. Věřící, kteří by se stali členy lóží, se nacházejí ve stavu těžkého hříchu a nemůže jim být poskytnuto svaté přijímání. Tímto dokumentem se rovněž potvrdilo vyjádření z let 1974 a 1981, které zakazovalo katolíkům vstup do zednářských lóží pod trestem exkomunikace.
Dokument z 26. listopadu 1983 mimo jiné obsahoval:
1. Současná disciplinární praxe kanonického práva nebyla nijak upravena a je závazná v celém rozsahu.
2. Nebyla zrušena ani exkomunikace, ani jiné stanovené sankce.
V Kodexu kanonického práva z roku 1983 bylo svobodné zednářství zahrnuto v kánonu 1374 do obecného pojmu „sdružení, která brojí proti církvi“.

##### Řád svatého Lazara
Odkazy na zednářství zůstaly dodnes v některých církevních řádů, které již nejsou formálně strukturami katolické církve, se kvůli svému původu a historii cítí povinny odkazovat na oficiální katolické učení. Jedním z takových řádů je Řád svatého Lazara, který vychází z tradice křížových výprav Ordo Militaris et Hospitalis Sancti Lazari Ierosolymitani. V roce 2013 velmistr Orleánská obedience, Jan Josef IV. Dobřenský, velmistr Emeritus, princ Charles-Philippe Marie Louis d'Orléans, duchovní ochránce a generální kaplan Dominik Duka, podepsali prohlášení, ve kterém bylo mimo jiné zdůrazněno, že „Řád žádá každého postulata, aby se zavázal dodržovat nařízení Kongregace pro nauku víry o odmítnutí členství ve svobodném zednářství, které schválil Jeho Svatost papež Jan Pavel II. 26. listopadu 1983.“

##### Apoštolská episkopální církev katolická
Přístup Apoštolské episkopální církve katolické (AEC) byl vyjádřen v Deklaraci „Apoštolská biskupská církev a zednářství“ ze dne 1. srpna 2017. Její představitel, biskup Vlastimil Šulgan řekl: „Někteří tvrdí, že zednářství je proti pravoslavnému křesťanství, protože podporuje formu synkretismu, nebo jinak narušuje křesťanské přesvědčení a zodpovědnost,“ a dále pokračuje „lidé úzce spjatí s AEC byli v některých případech zodpovědní za zachování a znovuobjevení aspektů zednářské tradice, která by byla jinak ztracena nebo zapomenuta.“

##### Církev Ježíše Krista Svatých posledních dnů (Mormoni)
Existuje názor, že Joseph Smith, který krátce patřil k neregulérní lóži v Illinois, byl inspirován zednářskými obřady, které zčásti přenesl do církve Mormonů. Také několik dalších prezidentů Církve Ježíše Krista Svatých posledních dnů byli zednáři. Mormoni často popírají zednářské vlivy. Podobnost některých ceremonií při obřadech vychází z principu uctívání v Jeruzalémském chrámu.

##### Evangelická církev
Čelní četní představitelé protestantské aristokracie a buržoazie, byli členy zednářských lóží, zejména v německy mluvících zemích v 19. století. Podobně jako ve Velké Británii a Spojených státech. Např. se jednalo o Johanna Caspara Bluntschliho, Gebharda Leberechta von Blüchera, a Johanna Wolfganga von Goetheho.
Dne 13. října 1973, došlo mezi členy Velké lóže Německa (německy Vereinigten Großlogen von Deutschland) a zástupci Evangelické církve v Německu (německy Evangelische Kirche in Deutschland), k podpisu tzv. Tutzingenovy deklarace (německy Tutzinger Erklärung), kde se psalo, že vstup evangelíků do zednářských lóží je „ponecháno na uvážení každého jednotlivce“.
V Rakousku-Uhersku, resp, českých zemích došlo během osvícenství k rozšíření zednářství rovněž mezi evangelíky. Podíl na tom mělo i prosazení tolerančního patentu císaře Josefa II., které umožnilo evangelíkům jejich působení a šíření vzdělanosti.

### Nacistická ideologie

#### Holocaust

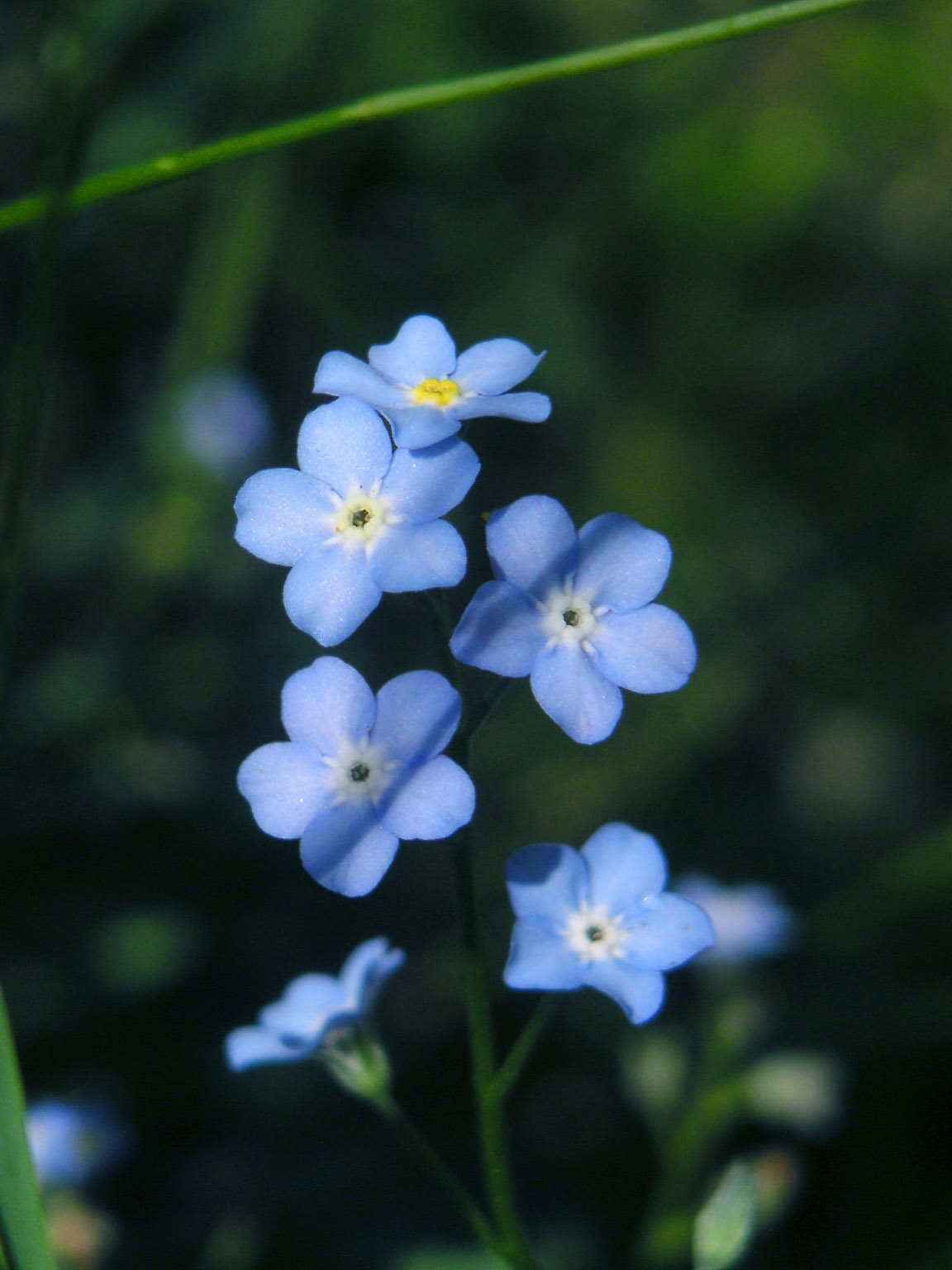
Pomněnka lesní (Myosotis sylvatica)

Dochované záznamy Hlavního říšského bezpečnostního úřadu (německy Reichssicherheitshauptamt, RSHA) doložily perzekuci zednářů během holocaustu. Dr. Franz Six (1909–1975), byl nacistický úředník v hodnosti SS-Brigadeführer, který byl jmenován Reinhardem Heydrichem jako vedoucí oddělení Amt VII, v úřadu RSHA. Do jeho působnosti patřily „ideologické“ úkoly, vytvoření antisemitské a antimonistické propagandy. Přesný počet obětí není přesně znám, historici odhadují, že za nacistického režimu bylo zabito 80 000 až 200 000 zednářů, jen v Německu. Zednáři, kteří byli v koncentračních táborech klasifikováni jako političtí vězni, byli na oděvu označeni obráceným červeným trojúhelníkem. Hitler věřil, že zednáři podlehli Židům, kteří se spikli proti Německu.  
Odznak malého modrého květu Pomněnky lesní (anglicky The small blue forget-me-not flower) byl poprvé použit ve velké lóži Zur Sonne, v roce 1926, jako znak na výroční zednářské konferenci v Brémách. V roce 1938 byl pro každoroční sjezd nacistické strany Winterhilfswerk, a každoroční charitativní setkání Nationalsozialistische Volkswohlfahrt, vybrán stejný odznak, který byl shodou okolností vyroben ve stejné továrně jako původní zednářský odznak. Tato náhoda umožnila svobodným zednářům nosit již zapomenutý odznak jako tajné znamení členství v zednářské lóži.
Po druhé světové válce byl tento odznak znovu použit jako zednářský symbol v roce 1948 při prvním výročním shromáždění Vereinigte Großlogen von Deutschland. Odznak je nyní nošen v klopě kabátu zednáři po celém světě, jako připomínka na všechny, kteří trpěli ve jménu zednářství, a zejména na ty, kteří zemřeli při holocaustu.

#### Konfiskace knih

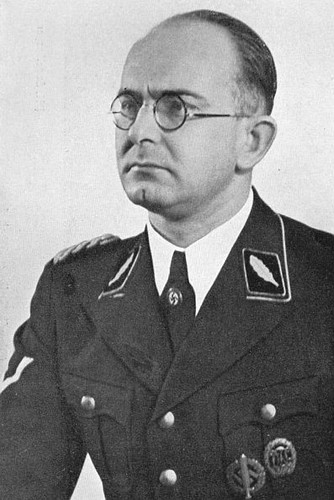
Dr. Franz Six v letech 1940/1941

Před a během druhé světové války byla nacisty zabavena řada knih a dokumentů. V roce 1933 zabavuje SS v Düsseldorfu archiv lože Zu den drei Verbündenten. Jako centrální sklad zabavených knih sloužila městská knihovna v Mnichově. V roce 1938 byl pověřen archivací těchto předmětů Franz Six. Např. po anšlusu Rakouska přivezlo speciální komando z tamních lóží téměř 60 tisíc svazků. Six nechal vytvořit depozit v jedné z devíti německých loží, přesněji ve Velké provinciální lóži svobodných zednářů Německa v Berlíně. Při náletech na Německo došlo k poškození této budovy a vše bylo převezeno na odlehlá místa říše, a také např. do Protektorátu Čechy a Morava, např. na hrad Houska, zámek Horní Libchava, zámek Mimoň a další místa. Z téměř 2 000 000 knih byla hlavní část přesunuta do Kladska a na Hrad Houska. Na těchto svou místech byla uložena především okultní literatura na téma alchymie, hypnóza , kabala, věštění, telepatie. V květnu 1945 SS konfiskovalo odhadem 4 500 000 zednářských knih ze 3 000 zednářských lóží.
Po skončení války, v červnu 1945 se Severočeská kulturní komise prostřednictvím svého zaměstnance Josefa Scheybala informovala nadřízený orgán v Praze, že na hradě Houska, zámcích Falkenburg a Zákupy, bylo uloženo velké množství knih. Např. v Mimoni jich bylo až 1 500 000 kusů. Úředník Národní a univerzitní knihovny, Miroslav Paťava, byl pověřen inventarizací. Např. v sále zámku v Mimoni našel knihy s razítkem Sicherheits-hauptamt SS. Na hradě Houska našel knihy zednářských lóží. Po inventarizaci došlo k zapečetění místností, budov a čekalo se na rozhodnutí.
V roce 1948 byl tlak státu na přebírání zámků, kde byly knihy deponovány. V jednom z nich měl například vzniknout Dům národního zdraví. Sbírky knih, které se ocitly na území Československa, mohly být svěřeny např. Národní kulturní komisi, Sběrným surovinám, ev. podniku Antikva, který obchodoval se starými tisky. Knihy byly na zámcích až do počátku 21. století.
V roce 2015 Národní knihovna vytřídila pro původní majitele přibližně 150 000 knih. Došlo k tomu prostřednictvím bývalého ředitele Krajské vědecké knihovny v Liberci, Adama Kretschmera, který vše zdokumentoval a vydal ve Sborníku Národního muzea v Praze.

### Komunistická ideologie
Karl Marx a Friedrich Engels povzbuzovali dělníky, aby četli díla Voltaira, byl také jedním z nejuznávanějších filosofů Sovětského svazu. V 10. kapitole III. svazku Kapitálu srovnává Karl Marx solidaritu kapitalistů při využívání dělnické třídy se solidaritou zednářů.
Eugène Pottier, autor socialistické Internacionály, byl zednář a jeho píseň byla od roku 1917 do roku 1944 hymnou sovětského Ruska a Sovětského svazu.
Tzv. Čtvrtá internacionála (trockisté) zakázala svým členům vstup ke svobodným zednářům. To z důvodu, že si zednáře spojovali s kapitalistickými vrstvami.
Ve střední a západní Evropě byli mezi komunisty zednáři, např. v PCF, Gilles Marcel Cachin, šéfredaktor časopisu této strany (L'Humanité) byl zednář.
Lóže nemohly oficiálně působit v zemích východního bloku. Mnoho komunistických a socialistických stran vydalo své vlastní zákazy vstupu do lóží svým členům.

## Zednářská muzea

### Celosvětově
- Zámek Rosenau, nedaleko Zwettlu v Dolním Rakousku.
- V Bayreuthu. – Německé muzeum svobodného zednáře (německy Deutsche Freimaurer-Museum).
- Dithmarschen. – Zednářské muzeum St. Michaelisdonn. Muzeum Velké státní lóže zednářů Německa (německy Großen Landesloge der Freimaurer von Deutschland). Jedno ze tří největších zednářských muzeí v Evropě.
- Zámek Kuckuckstein, v Sasku. – Expozice s historickým vybavením zednářské lóže.
- Státní muzeu v Aschersleben. – Veřejně přístupný chrám lóže Zu den drei Kleeblättern (česky U tří jetelů) s expozicí o historii zednářství a místní lóže.

### Česko
- Loket, Pension Masonic. – Stálá expozice Muzea tajných spolků[pozn. 21][179][180]

## Zednářská tematika v umění

### Celosvětově
(Řazeno dle data publikování.)

#### Architektura
- Carvalho Monteiros hradní komplex Quinta da Regaleira, poblíž města Sintra
- Freemasons’ Hall v Londýně

#### Hudba

Hvězdná síň Královny noci, scénický návrh od Karla Friedricha Schinkela z roku 1815

- Hvězdná síň Královny noci, scénický návrh od Karla Friedricha Schinkela z roku 1815Některá hudební díla Wolfganga Amadea Mozarta byla inspirována zednářskou tematikou, např. Kouzelná flétna (KV 620), Lobgesang auf die feierliche Johannisloge „O heiliges Band“ (KV 148), Dir, Seele des Weltalls (KV 429), Gesellenreise (KV 468), Maurerische Trauermusik (KV 477), Zerfließet heut’, geliebte Brüder (KV 483), Ihr unsre neuen Leiter (KV 484), Eine kleine teutsche Kantate: Die ihr des unermeßlichen Weltalls Schöpfer ehrt (KV 619), Laßt uns mit geschlungnen Händen (KV 623a), Kantate Die Maurerfreude (KV 471), Eine kleine Freimaurer Kantate (KV 623).
- Jean Sibelius, Musique Réligieuse Opus 113, Praising Hymn, Ode to Fraternity (1946).[181]
- Freestone: Temple of Humanity

#### Divadlo, balet
- Gotthold Ephraim Lessing, Moudrý Nathan (německy Nathan der Weise, 1779)
- První slova opery Ça Ira Rogera Waterse v libretu Nadine i Étienne’a Roda-Gila, jejichž premiéra se konala 25. srpna 2006 ve 21:00 v Poznani, se odkazují na zednářské myšlenky. Např. abyste si mohli užívat života, musíte pochopit, že znalost je nezbytným klíčem ke svobodě. Objeví se zednářský symbolismus. Celá opera je naplněna zednářským duchem, zatímco dominantním prvkem scény jsou 4 bodová světla, jejichž kužele světla nad jevištěm tvoří kružidlo a úhelník. Tato opera je založena na historii Velké francouzské revoluce.

#### Poezie, próza, romány
- Karl Philipp Moritz napsal alegorii Andreas Hartknopf (1875) o muž dvou profesí – kováři a kazateli.
- Tematika svobodného zednářství je obsažena ve dvou dílech Johanna Wolfganga von Goetheho: Viléma Meistera léta tovaryšská (1795), Cagliostro (německy Der Groß-Cophta, nebo také Der Gross-Coptha, 1792), a dále pak Verschwiegenheit (1765 až 1832), Symbolum (1815), Gegentoast der Schwestern, Trauerloge, Dank des Sängers. J.W.Goethe byl sám zednářem.[pozn. 22][182]
- V díle Pan Tadeáš (1834) resp. ve 4 zpěvu se objevují tzv. „Hiramovi tesaři“.
- Ve třetí kapitole filosofického díla On the Basis of Morality (1840) od Artur Schopenhauer používá na základě morálky výraz „nebezpečí vyhoštění čestných lidí z Velkého zednářského lóže“.
- V románu Josef Balsamo (1846–1849) od Aleksandera Dumase, v části „Doktorské deníky“ byl podrobně popsán zednářský rituál. Celý cyklus díla je založen na tezi, že francouzská revoluce byla zednářským plánem plánovaným již v roce 1770.
- Svobodné zednáře zmiňuje Edgar Allan Poe v Sud vína amontilladského (1846).

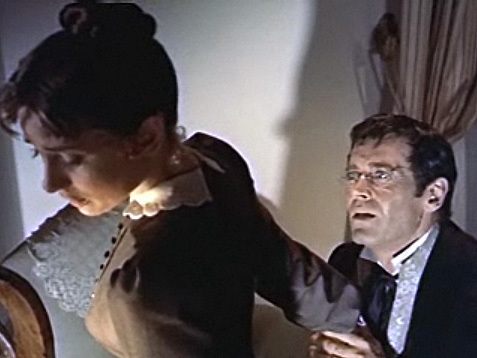
Hraběnka Nataša Rostovová (Audrey Hepburn) a hrabě Piotr Bezuchow (Henry Fonda) ve filmu Vojna a mír (1956).

- Hraběnka Nataša Rostovová (Audrey Hepburn) a hrabě Piotr Bezuchow (Henry Fonda) ve filmu Vojna a mír (1956).V díle Vojna a mír (1869) od Lva Tolstého, se k lóži připojí hrabě Piotr Bezuchow (fiktivní postava). V díle je popsán celý zasvěcovací rituál.
- Emil Rittershaus napsal báseň Freimaurerische Dichtungen (1870).
- Nejvýznamnějším dílem Friedricha Schillera je Óda na radost (německy Ode an die Freude, 1785), kterou zhudebnil Ludwig van Beethoven.
- Julius Verne v románu Děti kapitána Granta (1864) a Robur Dobyvatel (1886) zmiňují zednářskou lóži. Tato díla však neobsahují mnoho informací o zednářství.
- Rudyard Kipling napsal několik děl, např. špionážní román Kim (1901), napínavý příběh irského sirotka vychovávaného tibetským lámou, který se zaplete do vyzvědačských praktik, A Madonna of the Trenches (1924), The Man Who Would Be King (1888) a Povídky zednářské lóže (Debits and Credists, 1926).
- V díle Ashes (1904), od Stefana Żeromského, postava pod jménem Olbromski vstupuje do lóže. Prvky barvitě popsaného rituálu se blíží skutečnému rituálu, což může naznačovat, že Żeromski byl sám svobodným zednářem nebo měl dobré informátory. V tomto díle je rituál postupu na tři základní úrovně shrnut do jediné.
- V románu Hledání ztraceného času (1908–1922, Marcel Proust několikrát zmiňuje slovo zednáři a Velký orient.
- Dílo Les Caves Du Vatican (1914) od André Gidea je výsměchem konverze ke katolicismu, který je psán pohledem svobodného zednáře, který před tím hodil kámen na sochu Panny Marie.
- Slovo „Freemason“ se objevuje v kabbalovském románu Golem (1915) Gustava Meyrinka, ale ve zcela odlišném kontextu. Zde se používá k popisu lidí s pedofilními tendencemi, používaných v hovorové řeči.
- Svobodné zednáře zmiňuje James Joyce v díle Odysseus (1922).
- V knize Kouzelný vrch (1924), Thomase Manna, je Lodemico Settembrini, jedna z nejdůležitějších osob, která představuje humanistický pohled na svět, jde o svobodného zednáře.

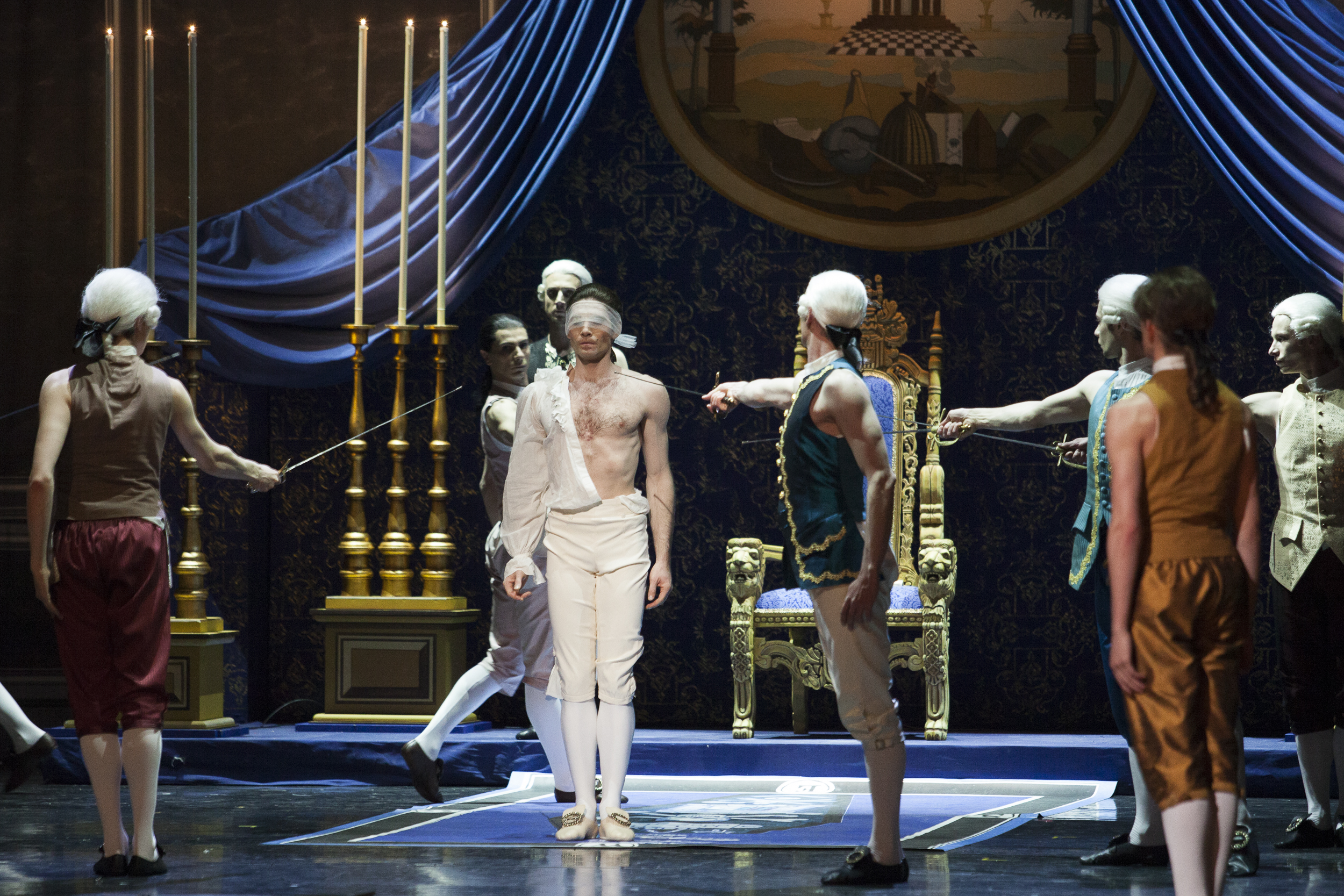
Scéna přijetí Giacoma Casanovy do lóže ve varšavském zednářském chrámu. Balet Casanova ve Varšavě (polsky Casanova w Warszawie), choreografie a režie Krzysztof Pastor, Polský národní balet, 2015.

- Scéna přijetí Giacoma Casanovy do lóže ve varšavském zednářském chrámu. Balet Casanova ve Varšavě (polsky Casanova w Warszawie), choreografie a režie Krzysztof Pastor, Polský národní balet, 2015.V románu Wita (1926) od Tadeusze Micińskiého je antagonistou titulní hrdinky Nejvyšší mistr svobodného zednářství. Zednářství je autorem zvažováno v souvislosti s prevencí pádu první polské republiky.
- V díle Roberta Musila Muži bez vlastností (1930), jsou zednáři zmiňováni hned dvakrát.
- Stanisław Przybyszewski v díle Moji současníci (polsky Moi współcześni, 1930) je anekdota o tom, katolíci-rolníci z Wielkopolska vnímali měšťanské měšťany, a zmiňuje Polákovi–zednáři, kterého potkal v Norsku.
- Chorvatský spisovatel Miroslav Krleža v díle Na pokraji rozumu (1938) píše o „drobných buržoazních“ zednářích.
- V díle Rozkolísaný člověk (anglicky Dangling Man, 1944) od Saula Bellowa, hlavní hrdina románu Stan Suspension vstupuje do lóže na základě letáků na tzv. Skotský Ritus.
- Slovo „frankmason” se objevuje v díle Fantazy (1945) Juliusze Słowackiego.
- Nizozemský spisovatel Harry Mulisch zmiňuje zednáře v románu Discovery of Heaven (2001) ve vztahu k Arše úmluvy. V románu Černé světlo (anglicky The Black Light, 1957) nastíní Mulisch údajnou aktivitu svobodných zednářů při stavbě gotických katedrál.
- Belgický spisovatel Hugo Claus v díle Psí dny (belgicky De Hondsdagen,1952), jsou zednáři několikrát zmiňováni katolickými postavami jako hrozba pro církev.
- V románu Johna Steinbecka Na východ od ráje (1952) se jedna z postav stává zednářem.
- Slova „zednář“ a „zednářství“ se objevuje v denících Witolda Gombrowicze, v díle Der kuncnmacher fun Lublin (česky Kejklíř z Lublinu, 1960) od Isaaca Bashevise Singera. a v díle Kalendář a přesýpací hodiny (polsky Kalendarz i klepsydra, 1976).
- Za dílo spojené se svobodným zednářstvím je Jitro kouzelníků (1960) od Jacquese Bergiera a Louise Pauwelse.
- Andrzej Strug v románu Ostrov zapomnění (polsky Wyspa Zapomnienia, 1962) alegoricky nastínil myšlenku a cíle zednářství.
- V románu Sto roků samoty (1967) od Gabriela Garcíi Márqueze se zednáři nazývají republikánskými liberály.
- Zbigniew Nienacki ve svém raném románu Niesamowity dwór (1970) popisuje příběh šlechtického panského domu, který, jak se ukázalo, byl sídlem zednářské lóže. Na pozadí senzačního příběhu autor načrtává historii zednářství v Evropě a Polsku a představuje čtenáři zednářské myšlenky a rituály, jakož i vliv zednářství na výtvarné umění a polskou literaturu.
- V knize Foucaultovo kyvadlo (1988), Umberta Eca, se hrdinové pokoušejí vyřešit záhadu tajných společností: zednářství, rosekruciánů, templářů a jejich záhadná spojení.
- V příběhu Republika snů (1988) Bruna Schulze se objevuje slovní spojení „Bratři pod znamením lžíce.”[183]
- Slovo „zednářství” se objeví v románu Esther (1999) od Stefana Chwina.
- Některé informace o zednářství jsou obsaženy v díle Legenda Evropy (polsky Legenda Europy, 2005) od Piotra Kuncewicze.
- Svobodným zednářem je Eberhard Mock, hlavní postava v sérii románů (1999–2009) Marka Krajewského.

#### Film, seriály

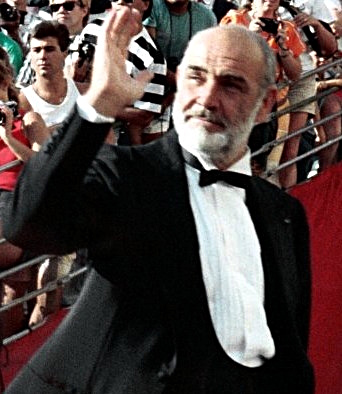
Sean Connery, 1988

- Sean Connery, 1988Rudyard Kipling, sám svobodný zednář, napsal povídku, podle které byl natočen film Muž, který chtěl být králem (1975), ústřední postavou filmu jsou tři muži: Rudyard Kipling (hraje Christopher Plummer), Peachy Carnehan (hraje Michael Caine) a Danny Dravot (hraje Sean Connery). Právě Sean Connery byl v reálném životě také svobodným zednářem.[184]
- V polském seriálu Kariéra Nikodéma Dyzmy (polsky Kariera Nikodema Dyzmy, 1980) od Tadeusz Dołęga-Mostowicz se hlavní hrdina stane čelem lóže Tří zářivých hvězd. Dílo bylo také zfilmováno jako televizní seriál (1980).[185]
- Ve filmu Kmotr III je pasáž o aféře italské lóže P2 založené Liciem Gellim[186] a jejím spojení s mafií a Vatikánem. U hlavních aktérů jsou změněna jména.
- V seriálu Simpsonovi, v 6. sérii, díle číslo 12 (Homer Veliký), z roku 1995 byl Homer Simpson přijat mezi zednáře. Jednalo se o parodii na zednáře a konspirační teorie.
- Ve filmu Lovci pokladů (2004) je postava agenta (vyšetřovatele) Petera Saduského, (hraje Harvey Keitel), který nosí prsten se symboly svobodných zednářů.[187]
- Dan Brown svou pátou knihu, resp. třetí román s Robertem Langdonem, s názvem Ztracený symbol (2009), zasadil do prostředí svobodných zednářů. Reakce zednářů byla pozitivní.[188]
- V roce 2010 byl v Německu natočen film Kopí osudu (německy Die Jagd nach der heiligen Lanze), kde byly použity nejen jména Friedricha Schillera a Johanna Wolfganga von Goetheho, ale několik zednářských symbolů a odkazů.[189]

#### Videohry
- V roce 2012 vyšla počítačová hra Assassin's Creed III, kde musí hráč vyřešit hádanky v katakombách ve městě Boston a New York, které mu pak otevřou různé dveře. Texty hádanek byly částečně převzaty ze starých povinností svobodného zednářství. Kromě toho se některé akce odehrávaly v Green Dragon Tavern, kde se setkali Synové svobody (anglicky Sons of Liberty).[190]
- Ve viodehře Assassin's Creed Origins byla postava vědkyně Layly Hassan. V počítači najde článek od Alana Rikkina s titulkem Rikkinova smrt. Tam je fotografie Freemasons’ Hall v Londýně. Tato budova je známá jako „Velká síň templářů“.[191]

### V Česku

#### Architektura
- Moravská Ostrava: Sokolská tř. 175. Dům se zednářskými symboly.
- Moravská Ostrava: Dr. Šmerala 1270/11. Dům se zednářskými symboly.
- Český Těšín: Studentská 651/12. Dům se zednářskými symboly.
- Plzeň: Klatovská 100. Dům se zednářskými symboly. Kdysi sídlo lóže.

#### Hudba
- Musicians Freemasons (CD, 2001), autor Jaroslav Svěcený (viola), Marie Synková (piáno)[192]

#### Poezie, próza, romány
- Frabato (kniha, 1955), autor František Bardon[193]
- Truhla ze Zálivu smrti (kniha, 2015), autor Svatopluk Doseděl[194]

#### Film, seriály
- Maharal – Tajemství talismanu (seriál, 2007), režie Pavel Jandourek.[195][196]

- Ztracená brána (seriál, 2012), režisér Jiří Strach[pozn. 23][197]

- Marie Terezie (koprodukční seriál, 2017; 2019), režisér Robert Dornhelm[pozn. 24][10][64]
- Vysoká hra (seriál, 2020), režisér Jiří Svoboda[pozn. 25][198]

## Osobnosti

### Celosvětově
(Řazeno abecedně, podle příjmení.)
Mezi známé zednáře patřili např.: Edwin Eugene Aldrin, Jr., Jean le Rond d'Alembert, Salvador Allende, Louis Daniel Armstrong, François Marie Arouet, Kemal Atatürk, Johann Sebastian Bach, William Count Basie, Ludwig van Beethoven, Irving Berlin, Henri Marie Beyle, Buffalo Bill, Simón Bolívar, Robert Burns, George Byron, Alfred Edmund Brehm, Giosue Carducci, Giacomo Casanova, Sean Connery, James Cook, Davy Crockett, Oliver Cromwell, Aleister Crowley, Georges Danton, Erasmus Darwin, John Theophilus Desaguliers, Charles Dickens, Denis Diderot, Benjamin Disraeli, Arthur Conan Doyle, Gustave Eiffel, Edward Kennedy „Duke“ Ellington, Julius Evola, Douglas Fairbanks, Enrico Fermi, Johann Gottlieb Fichte, Alexander Fleming, Aleksander Fredro, Giuseppe Garibaldi, George Gershwin, Johann Wolfgang Goethe, Andre Gide, Cyprian Godebski, Carlo Goldoni, King Friedrich der Grosse, Charles F. Haanel, Oliver Norvell Hardy, Franz Joseph Haydn, Heinrich Heine, Claude Henri Helvetius, Johann Gottfried Herder, Hermann Hesse, Victor Hugo, Alexander Humboldt, Marc Chagall, Charlie Chaplin, Sir Winston Leonard Spencer-Churchill, Christian Jacq, Edward Jenner, Carl Gustav Jung, Viktor Kafka, Vuk Stefanović Karadžić, Rudyard Kipling, Tadeusz Kosciuszko, Piotr Kuncewicz, Michail Illarionovič Kutuzov, Gotthold Ephraim Lessing, Cezary Leżeński, Charles Augustus Lindbergh, Robert Livingstone, František I. Štěpán Lotrinský, Joseph de Maistre, Giuseppe Mancini, Cecil B. DeMille, Adam Mickiewicz, Honore Mirabeau, Charles Montesquieu, Karl Philipp Moritz, Wolfgang Amadeus Mozart, Motílál Néhrú, Julian Ursyn Niemcewicz, Andrzej Nowicki, Albert Pike, Alexander Pope, Stanisław Kostka Potocki, Pierre Joseph Proudhon, Mihajlo Pupin, Alexandr Sergejevič Puškin, François Rabelais, Franklin Delano Roosevelt, Henryk Rzewuski, Salvatore Quasimodo, Walter Scott, Jean Sibelius, Friedrich Schiller, Heinrich Schliemann, Franz Schubert, Andrzej Strug, Jonathan Swift, Rabindranath Tagore, Lev Nikolajevič Tolstoj, Anthony Trollope, Kurt Tucholsky, Ivan Sergejevič Turgeněv, Mark Twain, George Washington, Duke of Wellington, Christoph Martin Wieland, Oscar Wilde a mnoho dalších.

### V Česku
(Řazeno abecedně, podle příjmení. Jedná se především o členy z období 1918–1951.)
Mezi známé české zednáře patřili např.: Karel Ančerl, Edvard Beneš, František Bílek, Ignác Antonín Born, Ignác Cornova, Karel Jan z Ditrichštejna, Josef Dobrovský, František Ladislav Čelakovský, Josef Čapek, Karel Čapek, František Drdla, Viktor Dyk, Alois Eliáš, Josef Václav Frič. František Gellner, Adolf Girschick, Jiří Guth-Jarkovský, Václav Maria Havel, Václav Hora, Alois Jandouš, Arnošt Arna Juránek, Alfréd Justitz, Jan Kapras, Jiří Karásek ze Lvovic, Václav Klofáč, Jaroslav Kocian, František Křižík, Jaroslav Kvapil, Kamil Krofta, Josef Svatopluk Machar, Ladislav Machoň, Jan Masaryk, Alfons Mucha, Vojtěch Náprstek, Jan Neruda, Bohumil Němec, Vilém Pospíšil, Jaroslav Preiss, Antonín Jaroslav Puchmajer, Jan Evangelista Purkyně, Alois Rašín, Hubert Ripka, Karel Sabina, Jiří Sedmík, Josef Scheiner, František Sís, Josef Skupa, Jiří Arvéd Smíchovský, Viktor Stretti, Jiří Syllaba, Ladislav Syllaba, Jan Syrový, Pavel Josef Šafařík, Přemysl Šámal, Zdeněk Štěpánek, Antonín Švehla, Milan Rastislav Štefánik, František Táborský, Jan Thon, Vlastimil Tusar, Josef Kajetán Tyl, Josef Volf, Karel Weigner, Karel Weinfurter, Jan Zázvorka Julius Zeyer a mnoho dalších.

#### Tomáš Garrigue Masaryk

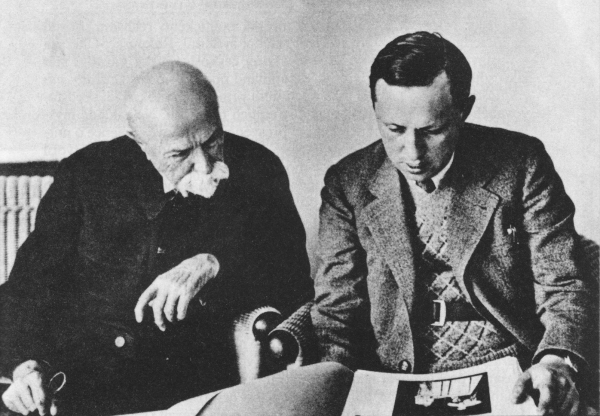
T. G. Masaryk a K. Čapek, v Bystřičce

#### Václav Havel

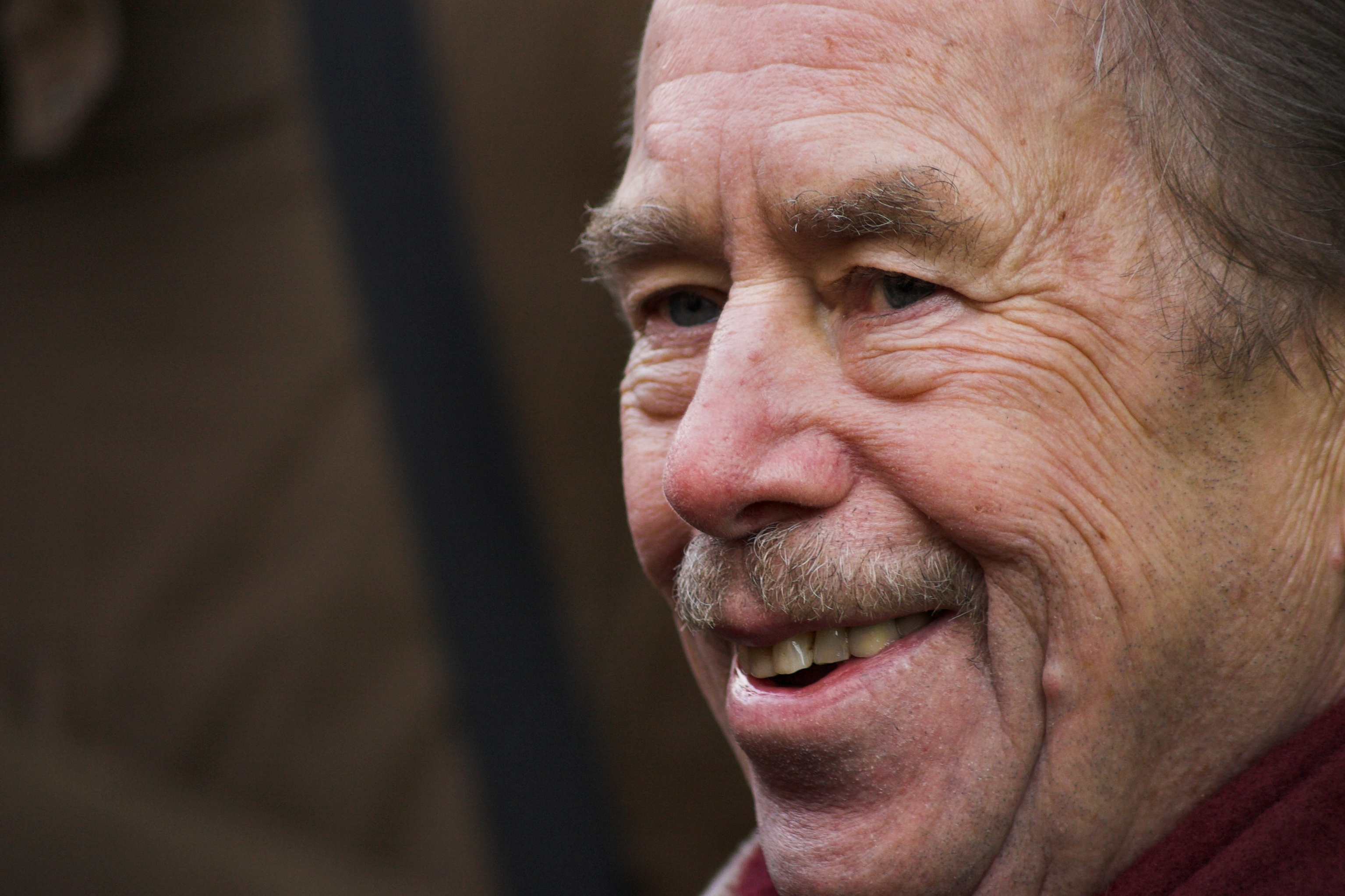
Václav Havel

## Zaměňované a spojované organizace

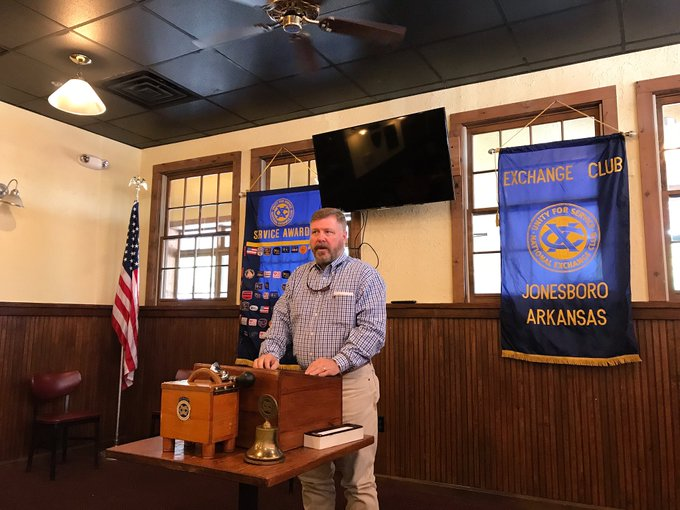
Rick Crawford na setkání Rotary International v roce 2017